# Filmografia della Selig Polyscope
La filmografia della Selig Polyscope comprende i film prodotti dalla Selig Polyscope negli anni di attività che vanno dal 1896. La filmografia è completa. Quando manca il nome del regista, questo non viene riportato nei titoli.
1900 - 1901 - 1902 - 1903 - 1904 - 1905 - 1906 - 1907 - 1908 - 1909 - 1910 - 1911 - 1912 - 1913 - 1914 - 1915 - 1916 - 1917 - 1918 - 1920 - 1921 -

## 1896
- The Tramp and the Dog – cortometraggio (1896)

## 1898
- Washing the Streets of Porto Rico – cortometraggio, documentario (1898)
- Wash Day in Camp – cortometraggio, documentario (1898)
- The Fighting Fifth Cuban Mascot – cortometraggio, documentario (1898)
- The American Flag – cortometraggio, documentario (1898)
- Teaching Cavalry to Ride – cortometraggio, documentario (1898)
- Steam Launch of Olympia – cortometraggio, documentario (1898)
- Soldiers Firing on Train – cortometraggio, documentario (1898)
- Soldiers at Play – cortometraggio, documentario (1898)
- Review of Officers – cortometraggio, documentario (1898)
- Off for the Front – cortometraggio, documentario (1898)
- Naval Reserves Returning from the War – cortometraggio, documentario (1898)
- Infantry Charge – cortometraggio, documentario (1898)
- First Regiment Marching – cortometraggio (1898)
- Daily March – cortometraggio, documentario (1898)
- Charge at Las Guasimas, Where Capron and Fish Were Killed – cortometraggio, documentario (1898)
- Cavalry Horses Fording a Stream in Santiago de Cuba – cortometraggio, documentario (1898)
- Battery Charge – cortometraggio (1898)

## 1900
- The Parade of Naval Veterans – cortometraggio, documentario (1900)
- The Fire Run – cortometraggio, documentario (1900)
- Shooting Craps – cortometraggio (1900)
- Roosevelt in Minneapolis – cortometraggio, documentario (1900)
- Panoramic View of State Street – cortometraggio, documentario (1900)
- Chicago Police Parade – cortometraggio, documentario (1900)
- Bryan at Home – cortometraggio, documentario (1900)
- President McKinley Laying Corner Stone – cortometraggio, documentario (1900)

## 1901
- Weighing Mutton – cortometraggio, documentario (1901)
- Trimming Room – cortometraggio, documentario (1901)
- The Gans-McGovern Fight – cortometraggio, documentario (1901)
- Testing Horses – cortometraggio, documentario (1901)
- Testing Hams – cortometraggio, documentario (1901)
- Testing Cans by Machinery – cortometraggio, documentario (1901)
- Sweating Cans – cortometraggio, documentario (1901)
- Stunning Cattle – cortometraggio, documentario (1901)
- Stuffing Sausage – cortometraggio, documentario (1901)
- Stuffing Cans by Machinery – cortometraggio, documentario (1901)
- Street Sweeping Brigade
- Sticking Hogs (Front View)
- Sticking Cattle
- Stamping Tin
- Square Can Machine
- Soldering Cans
- Slicing Hams and Bacon
- Skinning Sheep
- Singing Pigs Feet
- Shipping Department. No. 2: Loading
- Sheep Led to Slaughter by Goat
- Scenes and Incidents in the G.A.R. Encampment
- Scalding and Scraping Hogs
- Sausage Department. No. 2: Choppig
- Pulling Wool
- Parade of Horses
- Oleo Oil Pressing
- Oleo Oil Melting
- Noon Time in Packing Town (Whiskey Point)
- Noon Time in Packing Town (Panoramic)
- Mince Meat Room
- Machine and Can Tester
- Loading Cars
- L & N's New Florida Train
- Legging Sheep
- Laundry and Sewing Room
- Lard Refinery
- Lambs Post of Phila
- Lafayette Post of New York
- Labeling Cans
- Koshering Cattle (Hebrew Method of Killing)
- Knights Templar Parade at Louisville, Ky.
- Killing Sheep
- Interior of Armour's Power House
- Hogs on the Rail
- Hog Slaughtering. No. 6: Opening and Splitting
- Fourth Avenue, Louisville
- Feeding Time
- Export Packing
- Entrance to Union Stockyards
- Elevated Railroad
- Dumping and Lifting Cattle
- Drove of Western Cattle
- Driving Hogs to Slaughter
- Dressing Beef
- Dewey Parade
- Cutting Pork
- Cutting Meat for Sausage (Side Vew)
- Cutting Beef
- Coming Out of Scraping Machines and Cutting Off Heads
- Columbia Post
- Cleaning Pig's Feet
- Chicago Police Parade
- Chicago Fat Stock Parade
- Canned Meat Department. No. 6: Painting and Labeling
- Canned Meat Department. No. 5: Vacuum Process
- Canned Meat Department. No. 2: Inspecting
- Canned Meat Department. No. 1: Filling and Capping
- Bull on the Stampede
- Bridge of Sighs
- Beef, Sheep and Hog Killing
- Arrival of Train of Cattle
- A Ride on the Elevated R.R. (Panoramic)
- The Life of a Fireman – cortometraggio, documentario (1901)
- Branding Hams
- Beef Extract Room
- A Busy Corner at Armour's
- 3 Can Testers (Side View)
- 3 Can Testers
- Knight Templars Parade Drill – cortometraggio, documentario (1901)
- President McKinley at the Buffalo Exposition – cortometraggio, documentario (1901)

## 1902
- Turning Keys Over to Rex (1902)
- The Continental Guards (1902)
- Prizefight in Coontown (1902)
- Panoramic View of the French Market (1902)
- Mardi Gras Parade (1902)
- Arrival of Rex (1902)
- The Prodigal Son (1902)
- The New Pillow Fight
- Ringling Bros. Circus Parade
- Legerdemain Up-to-Date, or The Great Hermann Outdone
- Dancing Skeleton
- Cavalry Swimming Columbia River
- Black Rock Tunnel on the Rock Island Route
- Where Golden Bars Are Cast
- Ute Pass Express
- Trains Leaving Manitou
- Train in Royal Gorge
- Runaway Stage Coach
- Pike's Peak Toboggan Slide
- Panoramic View of Seven Castles
- Panoramic View of Hell Gate
- Panoramic View of Granite Canyon
- Panorama of Ute Pass
- Panorama of the Royal Gorge
- Panorama of the Famous Georgetown Loop
- Panorama of Cog Railway
- Leaving the Summit of Pike's Peak
- Lava Slides in Red Rock Canyon
- Hydraulic Giants at Work
- Horse Toboggan Slide
- Fun in the Glenwood Springs Pool
- Denver Firemen's Race for Life
- Climbing Hagerman Pass
- Clear Creek Canyon
- Burlington Flyer
- Balloon Ascension, regia di Harry H. Buckwalter – cortometraggio, documentario (1902)

## 1903
- Young America Celebrating Dewey's Return
- Winter Sports on the Lake
- Willie's First Smoke
- Who Said Watermelon
- Washing Elephants
- View of State Street
- Unveiling of Logan's Monument
- Uncle Tom's Cabin Parade
- Umbrella Brigade
- Two of a Kind (1903)
- Troubles of a Country Visitor
- Trip Around the Union Loop
- Train on High Bridge (1903)
- Too Cautious (1903)
- They're Off (1903)
- The Wrestlers (1903)
- The Vanishing Burglars (1903)
- The Undelivered Message (1903)
- The Stump Speaker
- The Rocky Mountain Limited
- The Return to Quarters
- The Puppies and the Little Tease
- The Prince Leaving Chicago
- The Man with the Many Faces
- The Man with the Iron Jaw
- The Ice Breaker
- The Hold Up
- The Hay Mower
- The Harvesters
- The Great Whaleback Steamer, Christopher Columbus
- The Girl in Blue
- The Fire, the Leap for Life and the Rescue
- The Dull Razor
- The Dells of Wisconsin
- The Dance of the Little Texas Magnet
- The California Limited of the Santa Fe Route
- The Alarm and Hitch
- Streets in Cairo, Egypt
- Street Scene in Port Huron, Mich.
- State and Madison Sts., Chicago
- Start from the House and the Run
- Spanish Bull Fight
- Something Good -- Negro Kiss
- Soldier's Dream
- Snow Fight
- Shooting the Chutes
- Scenes from Humpty Dumpty
- Royal Gorge
- Rival Billposters
- Prince Henry Flyer
- Pres. Krueger
- President Roosevelt at Walla Walla
- Plowing on the Old Farm
- Pioneer Limited
- Pied Piper of Hamelin
- Pennsylvania Limited
- Parade Through Chicago Streets
- Parade of Roses
- Overland Flyer
- Outdoing Ching Ling Foo
- Oriental Dance
- Nymph of the Waves
- No Place Like Home (1903)
- New Serpentine Dance
- Murphy's Troubles with the Photographer
- Murphy's Jealousy
- Murphy Returns from a Masquerade
- Murphy His Trouble with His Wife
- Murphy and the Midget
- Mississippi River
- Military Fire Drill
- Memphis Water Front
- Memphis & Ft. Scott Railway Bridge
- Memphis Fire Run
- March of the Post Office Employees
- Lover's Trouble
- Louisville Fire Department
- Louis & Nashville Flyer
- Lightning Artist
- Launching a Steamer
- LaSavate
- La Chimera (1903)
- Krousemeyer Kids
- Interrupted Crap Game
- Illinois Central Flyer
- Humpty's Troubles with the Washwoman
- Humpty's Troubles with the Policeman
- Humpty's Frolics
- Humpty Dumpty and the Baby
- Humpty and the Piewoman
- Humpty and the Dude
- Humpty and the Demon
- How Would You Like to Be the Ice Man
- Hermann Looked Like Me
- Harper's Ferry
- Great Diamond Robbery
- German Dance
- Fun on the Levee
- Freight Train in the Royal Gorge, Colo.
- Fools Parade
- Floral Parade
- Fire Engines at Work
- Feeding Pigeons in the Streets of Venice
- Fancy Drill of the Woodmen of America
- Down the Slide
- Deadwood Coach
- Corn Harvesting
- Cook County Democracy Parade
- Comrades – cortometraggio (1903)
- Comic Skater
- Colorado Special, Chicago & Northwestern Ry.
- Coke Ovens of Pennsylvania
- Clown and Automaton
- Chicago Fire Run
- Chicago Fire Boats in Action (1903)
- Chicago Derby Day (1903)
- Cape Town, South Africa (1903)
- Cake Walk (1903)
- Business Rivalry
- Buffalo Bill's Parade
- Broad Sword Contest
- Black Serpentine
- Birth of a Fairy
- Beheading Chinese
- Bathing Horses
- Bathers with High Diving
- Barrel Fighters
- Baby Lund in Lightning Change Act
- Babies and Puppies
- Babies and Kittens
- Automobile Parade
- Auntie and the Bee
- Arrival of Humpty Dumpty
- A Night in Blackville
- A Hot Time on the Bathing Beach
- Actor's Troubles
- A Brush in the Snow
- S.S. St. Louis
- Sensational Hurdle Race
- Ute Indian Snake Dance
- Steer Roping Contest at Cheyenne, Wyo.
- Stage Hold-Up
- Shoshone Indians in Scalp Dance
- Santa Fe Colorado Express
- Indians Charging on the Photographer
- Indian Parade
- Indian Hideous Dance
- Indian Fire Dance
- Gallery Gods Watching a Funny Act
- Christian Endeavor Greeting
- Cavalry Parade
- California Limited
- Bucking Broncho Contest (Sheridan Contest)
- Bucking Broncho Contest (1903)
- Pres. Roosevelt at the Dedication Ceremonies, St. Louis Exposition – cortometraggio, documentario (1903)
- Light Heavyweight Championship Contest Between Root and Gardner (1903)

## 1904
- The Battle of Chemulpo – cortometraggio (1904)
- Attack on Port Arthur – cortometraggio (1904)
- Tracked by Bloodhounds; or, A Lynching at Cripple Creek, regia di Harry H. Buckwalter – cortometraggio (1904)
- The Girls in the Overalls, regia di Harry H. Buckwalter – cortometraggio (1904)
- Unloading Fish at Cannery, regia di Harry H. Buckwalter – cortometraggio, documentario (1904)
- The Little Robin Robbers – cortometraggio (1904)
- Surf Scene on the Pacific, regia di Harry H. Buckwalter – cortometraggio, documentario (1904)
- Sour Lake Oil Fields, regia di Harry H. Buckwalter – cortometraggio, documentario (1904)
- Roosevelt Dedication at Lewis and Clark Exposition – cortometraggio, documentario (1904)
- Roosevelt Dedicating at St. Louis Exposition – cortometraggio, documentario (1904)
- Panoramic View of the Columbia River, regia di Harry H. Buckwalter – cortometraggio, documentario (1904)
- Panoramic View of Spokane Falls, regia di Harry H. Buckwalter – cortometraggio, documentario (1904)
- Panoramic View of Multnomah Falls, regia di Harry H. Buckwalter – cortometraggio, documentario (1904)
- Mending Seines on the Columbia River, regia di Harry H. Buckwalter – cortometraggio, documentario (1904)
- Hauling in Seines and Pulling Seines Into Boat, regia di Harry H. Buckwalter – cortometraggio, documentario (1904)
- Hauling in a Big Catch, regia di Harry H. Buckwalter – cortometraggio, documentario (1904)
- Fish Traps Columbia River, regia di Harry H. Buckwalter – cortometraggio, documentario (1904)
- Fairbanks – cortometraggio, documentario (1904)
- Chicago Portland Special, regia di Harry H. Buckwalter – cortometraggio, documentario (1904)
- Bull-Fight at Juarez, Mexico – cortometraggio, documentario (1904)
- A Ruben's Unexpected Bath – cortometraggio (1904)
- Torpedo Attack on Port Arthur – cortometraggio (1904)

## 1905
- A Trip Through Samoa and the Fiji Islands – documentario, cortometraggio (1905)
- The Hold-up of the Leadville Stage, regia di Harry H. Buckwalter e William Nicholas Selig (1905)
- The Serenade (1905)
- The Gay Deceivers – cortometraggio (1905)

## 1906
- Trapped by Pinkertons, regia di Gilbert M. 'Broncho Billy' Anderson (1906)
- The Tomboys, regia di Gilbert M. 'Broncho Billy' Anderson (1906)
- Sights in a Great City, regia di Gilbert M. 'Broncho Billy' Anderson (1906)
- Ute Pass from a Freight Train, regia di Harry H. Buckwalter – cortometraggio, documentario (1906)
- Trip to Southern Colorado, regia di Harry H. Buckwalter – cortometraggio, documentario (1906)
- Trip to Chattanooga and Lookout Mountain – cortometraggio, documentario (1906)
- Trip Through Colorado, regia di Harry H. Buckwalter – cortometraggio, documentario (1906)
- Trip Over Cripple Creek Short Line, regia di Harry H. Buckwalter – cortometraggio, documentario (1906)
- Trip Over Colorado Midland, regia di Harry H. Buckwalter – cortometraggio, documentario (1906)
- From Tacoma to Seattle – cortometraggio, documentario (1906)
- From North to South – cortometraggio, documentario (1906)
- A Trip to Tampa, Fla. – cortometraggio, documentario (1906)
- A Trip to St. Augustine, Fla. – cortometraggio, documentario (1906)
- A Trip to Jacksonville, Fla. – cortometraggio, documentario (1906)
- A Trip Through the Chicago Stock-Yards – cortometraggio, documentario (1906)
- World Series Baseball Game – cortometraggio, documentario (1906)
- Dolly's Papa – cortometraggio (1906)
- The Female Highwayman, regia di Gilbert M. 'Broncho Billy' Anderson – cortometraggio (1906)

## 1907
- A Tale of Two Cities – cortometraggio (1907)
- Who Is Who?, regia di Gilbert M. 'Broncho Billy' Anderson – cortometraggio (1907)
- The Grafters – cortometraggio (1907)
- When We Were Boys – cortometraggio (1907)
- The Tramp Dog – cortometraggio (1907)
- The Foxy Hoboes – cortometraggio (1907)
- A Trip Through Yellowstone Park – cortometraggio, documentario (1907)
- His First Ride, regia di Gilbert M. 'Broncho Billy' Anderson – cortometraggio (1907)
- The Girl from Montana, regia di Gilbert M. 'Broncho Billy' Anderson – cortometraggio (1907)
- One of the Finest – cortometraggio (1907)
- The Masher – cortometraggio (1907)
- Western Justice, regia di Gilbert M. 'Broncho Billy' Anderson – cortometraggio (1907)
- The Bandit King, regia di Gilbert M. 'Broncho Billy' Anderson – cortometraggio (1907)
- The Book Worm (1907)
- The Matinee Idol – cortometraggio (1907)
- The Onion Fiend (1907)
- The Roller Skate Craze (1907)
- All's Well That Ends Well (1907)
- Grand Canyon of Arizona and the Cliff Dwellers (1907)
- Cab 23 (1907)
- A Life for a Life (1907)
- The Girl and the Judge (1907)
- Motoring Under Difficulties (1907)
- Mishaps of a Baby Carriage (1907)
- What a Pipe Did (1907)
- A Southern Romance (1907)
- The Wooing and Wedding of a Coon (1907)
- The Tin Wedding (1907)
- Mike the Model (1907)
- What Is Home Without a Mother-in-Law? (1907)
- The Eviction (1907)
- Burglar and Old Maids (1907)
- The Two Orphans, regia di Francis Boggs – cortometraggio (1907)

## 1908
- The Goebel Tragedy – cortometraggio (1908)
- The Four-Footed Hero, regia di Thomas S. Nash – cortometraggio  (1908)
- The Tramp Hypnotist – cortometraggio  (1908)
- The Miser's Fate – cortometraggio (1908)
- The Newlyweds' First Meal – cortometraggio (1908)
- The Irish Blacksmith – cortometraggio (1908)
- The Financial Scare – cortometraggio (1908)
- The Count of Monte Cristo, regia di Francis Boggs e Thomas Persons – cortometraggio (1908)
- A Leap Year Proposal – cortometraggio (1908)
- The Squawman's Daughter, regia di Francis Boggs – cortometraggio (1908)
- The Mad Musician (An Escape from an Insane Asylum) – cortometraggio (1908)
- Dr. Jekyll and Mr. Hyde, regia di Otis Turner – cortometraggio (1908)
- The French Spy – cortometraggio (1908)
- Shamus O'Brien, regia di Francis Boggs – cortometraggio (1908)
- Just His Luck – cortometraggio (1908)
- Swashbuckler – cortometraggio (1908)
- Friday, the 13th – cortometraggio (1908)
- A Dream of Youth – cortometraggio (1908)
- The Mistery of a Diamond Necklace – cortometraggio (1908)
- The Mishaps of a Bashful Man – cortometraggio (1908)
- The Man in the Overalls – cortometraggio (1908)
- The Holy City) – cortometraggio (1908)
- The Blue Bonnet – cortometraggio (1908)
- Rip Van Winkle, regia di Otis Turner – cortometraggio (1908)
- Troubles of a New Drug Clerk – cortometraggio (1908)
- Summer Boarders Taken – cortometraggio (1908)
- In the Nick of Time – cortometraggio (1908)
- The Shadow of the Law – cortometraggio (1908)
- Not Yet, But Soon – cortometraggio (1908)
- East Lynne – cortometraggio (1908)
- The Fighting Parson, regia di Otis Turner – cortometraggio (1908)
- Damon and Pythias, regia di Otis Turner – cortometraggio (1908)
- The Vanishing Tramp – cortometraggio (1908)
- The Spirit of '76, regia di Francis Boggs – cortometraggio (1908)
- Weary Waggles' Busy Day – cortometraggio (1908)
- Bobby White in Wonderland – cortometraggio (1908)
- The Road to Ruin – cortometraggio (1908)
- The Cowboy's Baby, regia di Francis Boggs – cortometraggio (1908)
- The Village Gossip – cortometraggio (1908)
- The Power of Labor – cortometraggio (1908)
- Romance of the Old Mill – cortometraggio (1908)
- A Pair of Kids – cortometraggio (1908)
- The Lion's Bride – cortometraggio (1908)
- The Cattle Rustlers, regia di Francis Boggs – cortometraggio (1908)
- A Hindoo's Ring – cortometraggio (1908)
- Crazed by Jealousy – cortometraggio (1908)
- Gans-Nelson Fight – cortometraggio, documentario (1908)
- A Magical Tramp – cortometraggio (1908)
- A Great Wrong Righted – cortometraggio (1908)
- A Daughter of Erin – cortometraggio (1908)
- Labor Day Parade – cortometraggio (1908)
- Bryan in Chicago – cortometraggio (1908)
- The Ranchman's Love – cortometraggio (1908)
- One of the Bravest – cortometraggio (1908)
- The Fisherman's Rival – cortometraggio (1908)
- The Lights and Shadows of Chinatown – cortometraggio (1908)
- The Actor's Child – cortometraggio (1908) -
- The Hidden Treasure – cortometraggio (1908)
- A Mountain Feud – cortometraggio (1908)
- On Thanksgiving Day, regia di Francis Boggs – cortometraggio (1908)
- The Football Fiend – cortometraggio (1908)
- A Dual Life – cortometraggio (1908)
- The Queen of the Arena – cortometraggio (1908)
- A Montana Schoolmarm – cortometraggio (1908)
- The Duke's Motto – cortometraggio (1908)
- In the Shenandoah Valley; or, Sheridan's Ride – cortometraggio (1908)

- The Fairylogue and Radio-Plays, regia di Francis Boggs (1908) (distribuzione)

## 1909
- The Tyrant's Dream – cortometraggio (1909)
- The Tenderfoot, regia di Francis Boggs – cortometraggio (1909)
- Schooldays – cortometraggio (1909)
- In Old Arizona – cortometraggio (1909)
- Love and Law, regia di Marshall Stedman – cortometraggio (1909)
- The Prairie Town Romance – cortometraggio (1909)
- Stirring Days in Old Virginia, regia di Otis Turner – cortometraggio (1909)
- The King of the Ring – cortometraggio (1909)
- On the Warpath – cortometraggio (1909)
- The Skipper's Daughter – cortometraggio (1909)
- With Taft in Panama – cortometraggio, documentario (1909)
- The Mad Miner, regia di Francis Boggs – cortometraggio (1909)
- Outings Pastimes in Colorado, regia di Francis Boggs – cortometraggio, documentario (1909)
- The Ironworker – cortometraggio (1909)
- Boots and Saddles, regia di Francis Boggs – cortometraggio (1909)
- Infant Terrible – cortometraggio (1909)
- Four Wise Men – cortometraggio (1909)
- The Settlement Workers – cortometraggio (1909)
- Brother Against Brother – cortometraggio (1909)
- Love Under Spanish Skies – cortometraggio (1909)
- The Dairy Maid's Lovers – cortometraggio (1909)
- A Fighting Chance – cortometraggio (1909)
- Mephisto and the Maiden, regia di Francis Boggs – cortometraggio (1909)
- Chinatown Slavery – cortometraggio (1909)
- Adventures of a Keg – cortometraggio (1909)
- In the Badlands, regia di Francis Boggs – cortometraggio (1909)
- Hunting Big Game in Africa, regia di Francis Boggs (1909) – cortometraggio (1909)
- A Wartime Sweetheart – cortometraggio (1909)
- Fighting Bob, regia di Francis Boggs – cortometraggio (1909)
- The Moonstone – cortometraggio (1909)
- In the Sultan's Power, regia di Francis Boggs – cortometraggio (1909)
- A Country Girl's Peril – cortometraggio (1909)
- Ben's Kid, regia di Francis Boggs – cortometraggio (1909)
- The Great Automobile Race – cortometraggio, documentario (1909)
- The Lion Tamer – cortometraggio (1909)
- The Peasant Prince – cortometraggio (1909)
- Won in the Desert – cortometraggio (1909)
- The Heart of a Race Tout, regia di Francis Boggs – cortometraggio (1909)
- Before the Mast – cortometraggio (1909)
- The Leopard Queen, regia di Francis Boggs – cortometraggio (1909)
- The Yellow Jacket Mine – cortometraggio (1909)
- A Royal Outcast – cortometraggio (1909)
- Winning a Widow – cortometraggio (1909)
- Mrs. Jone's Birthday – cortometraggio (1909)
- The Blight of Sin – cortometraggio (1909)
- The Stampede, regia di Francis Boggs – cortometraggio (1909)
- Spring Has Come – cortometraggio (1909)
- The Engagement Ring – cortometraggio (1909)
- The Freebooters – cortometraggio (1909)
- The Crooked Path – cortometraggio (1909)
- The Bachelor's Visit – cortometraggio (1909)
- False Alarm – cortometraggio (1909)
- Stricken Blind – cortometraggio (1909)
- Across the Divide – cortometraggio (1909)
- The Drunkard's Fate – cortometraggio (1909)
- How Binks Butted In – cortometraggio (1909)
- A Trip to Yosemite – cortometraggio, documentario (1909)
- Wheels of Justice – cortometraggio (1909)
- Pet of the Big Horn Ranch – cortometraggio (1909)
- Lost in Siberia – cortometraggio (1909)
- Bear and Forbear – cortometraggio (1909)
- A No Man's Land – cortometraggio (1909)
- The Cowboy Millionaire, regia di Francis Boggs e Otis Turner – cortometraggio (1909)
- Briton and Boer, regia di Francis Boggs – cortometraggio (1909)
- The Senorita – cortometraggio (1909)
- The Witches' Cavern – cortometraggio (1909)
- The Villainess Still Pursued Him – cortometraggio (1909)
- Sealed Instructions – cortometraggio (1909)
- The Stage Driver – cortometraggio (1909)
- Across the Isthmus – cortometraggio, documentario (1909)
- The Fisherman's Bride, regia di Francis Boggs – cortometraggio (1909)
- Up San Juan Hill, regia di Francis Boggs – cortometraggio (1909)
- On the Border, regia di Francis Boggs – cortometraggio (1909)
- In Wrong Simms – cortometraggio (1909)
- On the Little Big Horn or Custer's Last Stand, regia di Francis Boggs – cortometraggio (1909)
- Making It Pleasant for Him – cortometraggio (1909)
- Brought to Terms – cortometraggio (1909)
- An Indian Wife's Devotion – cortometraggio (1909)
- A Million Dollar Mix-Up – cortometraggio (1909)
- The Engineer's Daughter – cortometraggio (1909)
- The Heroine of Mafeking – cortometraggio (1909)
- Pine Ridge Feud, regia di Francis Boggs – cortometraggio (1909)
- The Indian – cortometraggio (1909)
- Through the Hood River Valley – cortometraggio, documentario (1909)
- A Modern Dr. Jekyll – cortometraggio (1909)
- The Christian Martyrs, regia di Otis Turner – cortometraggio (1909)
- Buried Alive – cortometraggio (1909)
- A Daughter of the Sioux – cortometraggio (1909)

## 1910
- Taming Wild Animals, regia di Francis Boggs – cortometraggio (1910)
- Pride of the Range, regia di Francis Boggs – cortometraggio (1910)
- The Smuggler's Game – cortometraggio (1910)
- The Highlander's Defiance – cortometraggio (1910)
- Alderman Krautz's Picnic – cortometraggio (1910)
- A Tale of the Backwoods – cortometraggio (1910)
- Under the Stars and Stripes, regia di Frank Beal – cortometraggio (1910)
- His Vacation – cortometraggio (1910)
- A New Divorce Cure – cortometraggio (1910)
- The Courtship of Miles Standish, regia di Otis Turner – cortometraggio (1910)
- The Ranch King's Daughter – cortometraggio (1910)
- An Afternoon Off – cortometraggio (1910)
- The Devil, the Servant, and the Man, regia di Frank Beal – cortometraggio (1910)
- Shooting an Oil Well – cortometraggio (1910)
- Our German Cousin – cortometraggio (1910)
- Politics – cortometraggio (1910)
- In the Serpent's Power, regia di Frank Beal – cortometraggio (1910)
- In the Shadow of Mount Shasta – cortometraggio (1910)
- The Roman, regia di Francis Boggs – cortometraggio (1910)
- The Girls of the Range, regia di Francis Boggs – cortometraggio (1910)
- Saved from the Tide – cortometraggio (1910)
- Back Among the Old Folks – cortometraggio (1910)
- Industries in Southern California – documentario, cortometraggio (1910)
- Samuel of Posen – cortometraggio (1910)
- Told in the Golden West – cortometraggio (1910)
- Across the Plains, regia di Francis Boggs – cortometraggio (1910)
- The Dawn of Freedom – cortometraggio (1910)
- A Crowded Hotel – cortometraggio (1910)
- In the Frozen North – cortometraggio (1910)
- The Village Inventor – cortometraggio (1910)
- Il mago di Oz (The Wonderful Wizard of Oz), regia di Otis Turner – cortometraggio (1910)
- The Treasure Hunters – cortometraggio (1910)
- The Wife of Marcius – cortometraggio (1910)
- The Common Enemy, regia di Otis Turner – cortometraggio (1910)
- Hugo the Hunchback, regia di William Nicholas Selig – cortometraggio (1910)
- The Clay Baker – cortometraggio (1910)
- Dorothy and the Scarecrow in Oz, regia di Otis Turner – cortometraggio (1910)
- The Rival Cooks – cortometraggio (1910)
- Mr. A. Jonah – cortometraggio (1910)
- Davy Crockett, regia di Francis Boggs – cortometraggio (1910)
- Mr. Mix at the Mardi Gras, regia di Tom Mix – cortometraggio (1910)
- The Angelus, regia di Frank Beal – cortometraggio (1910)
- The Cow-Boy Girls – cortometraggio (1910)
- Papinta – cortometraggio (1910)
- The Shriners' Pilgrimage to New Orleans – cortometraggio, documentario (1910)
- The Mulligans Hire Out – cortometraggio (1910)
- Seven Days – cortometraggio  (1910)
- There, Little Girl, Don't Cry – cortometraggio (1910)
- Chicken – cortometraggio  (1910)
- The Heart of a Heathen Chinee – cortometraggio  (1910)
- The Land of Oz, regia di Otis Turner – cortometraggio (1910)
- The Unmailed Letter – cortometraggio  (1910)
- In the Great Northwest, regia di Francis Boggs – cortometraggio  (1910)
- Trimming of Paradise Gulch, regia di Francis Boggs – cortometraggio (1910)
- After Many Years – cortometraggio (1910)
- The Barge Man of Old Holland – cortometraggio (1910)
- The Range Riders, regia di Francis Boggs e Otis Turner – cortometraggio (1910)
- Romeo and Juliet in Our Town – cortometraggio (1910)
- Caught in the Rain – cortometraggio (1910)
- Opening an Oyster – documentario, cortometraggio (1910)
- A Wasted Effort – cortometraggio (1910)
- Our New Minister – cortometraggio (1910)
- The Long Trail, regia di Francis Boggs – cortometraggio (1910)
- The Fire Chief's Daughter, regia di Francis Boggs – cortometraggio (1910)
- Gotch-Zbyszko World's Championship Wrestling Match – cortometraggio, documentario (1910)
- Go West, Young Woman, Go West – cortometraggio (1910)
- The Way of the Red Man, regia di Otis Turner – cortometraggio (1910)
- Vengeance of Millesaunte – cortometraggio  (1910)
- The Hall-Room Boys – cortometraggio (1910)
- The Sheriff, regia di Francis Boggs – cortometraggio (1910)
- A Hunting Story – cortometraggio (1910)
- The Phoenix – cortometraggio (1910)
- Mazeppa, or the Wild Horse of Tartary, regia di Francis Boggs – cortometraggio (1910)
- The Mad Dog Scare – cortometraggio (1910)
- A Sleep Walking Cure – cortometraggio (1910)
- The Cowboy's Stratagem – cortometraggio (1910)
- Ranch Life in the Great Southwest, regia di Francis Boggs – cortometraggio (1910)
- Shrimps – documentario, cortometraggio (1910)
- Her First Long Dress – cortometraggio (1910)
- B.P.O.E. – documentario, cortometraggio (1910)
- The Law of the West – cortometraggio  (1910)
- Forgiven – cortometraggio (1910)
- Lost in the Soudan, regia di Otis Turner – cortometraggio (1910)
- Willie, regia di Francis Boggs – cortometraggio (1910)
- Human Hearts, regia di Hal Reid – cortometraggio  (1910)
- Dora Thorne – cortometraggio (1910)
- The Indian Raiders – cortometraggio (1910)
- The Emigrant – cortometraggio (1910)
- The Templars Conclave – documentario, cortometraggio (1910)
- The Road to Richmond – cortometraggio (1910)
- The New Moving Picture Operator – cortometraggio (1910)
- Led by Little Hands – cortometraggio (1910)
- Jim the Ranchman – cortometraggio (1910)
- Little Boy – cortometraggio (1910)
- The Schoolmaster of Mariposa, regia di Francis Boggs – cortometraggio (1910)
- Big Medicine – cortometraggio (1910)
- Bertie's Elopement – cortometraggio (1910)
- The Sergeant, regia di Francis Boggs – cortometraggio (1910)
- The Ole Swimmin' Hole – cortometraggio (1910)
- The Kentucky Pioneer – cortometraggio (1910)
- My Friend, the Doctor – cortometraggio (1910)
- A Cold Storage Romance – cortometraggio (1910)
- For Her Country's Sake – cortometraggio (1910)
- The Sanitarium, regia di Tom Santschi – cortometraggio (1910)
- In the Golden Harvest Time – cortometraggio (1910)
- The Foreman – cortometraggio (1910)
- Two Boys in Blue, regia di Otis Turner – cortometraggio (1910)
- The Ghost in the Oven – cortometraggio (1910)
- Oh You Skeleton – cortometraggio (1910)
- Blasted Hopes – cortometraggio (1910)
- Settled Out of Court – cortometraggio (1910)
- The Early Settlers – cortometraggio (1910)
- The Lady Barbers – cortometraggio (1910)
- The Bachelor – cortometraggio (1910)
- The Vampire – cortometraggio (1910)
- Mexican Centennial – cortometraggio (1910)
- Mr. Four Flush – cortometraggio (1910)
- Gratitude – cortometraggio (1910)
- The Dull Razor – cortometraggio (1910)
- No Place Like Home – cortometraggio (1910)
- The Merry Wives of Windsor, regia di Francis Boggs – cortometraggio (1910)
- The Queen of Hearts – cortometraggio (1910)
- The Stepmother – cortometraggio (1910)
- The Widow of Mill Creek Flat – cortometraggio (1910)
- In the Wilderness  – cortometraggio(1910)
- A Tale of the Sea, regia di Francis Boggs – cortometraggio (1910)
- The County Fair – cortometraggio (1910)
- John Dough and the Cherub, regia di Otis Turner – cortometraggio (1910)
- Overland to Fremont – cortometraggio (1910)
- The Rustlers – cortometraggio (1910)
- Justinian and Theodora, regia di Otis Turner – cortometraggio (1910)
- The Boy City – documentario, cortometraggio (1910)

## 1911

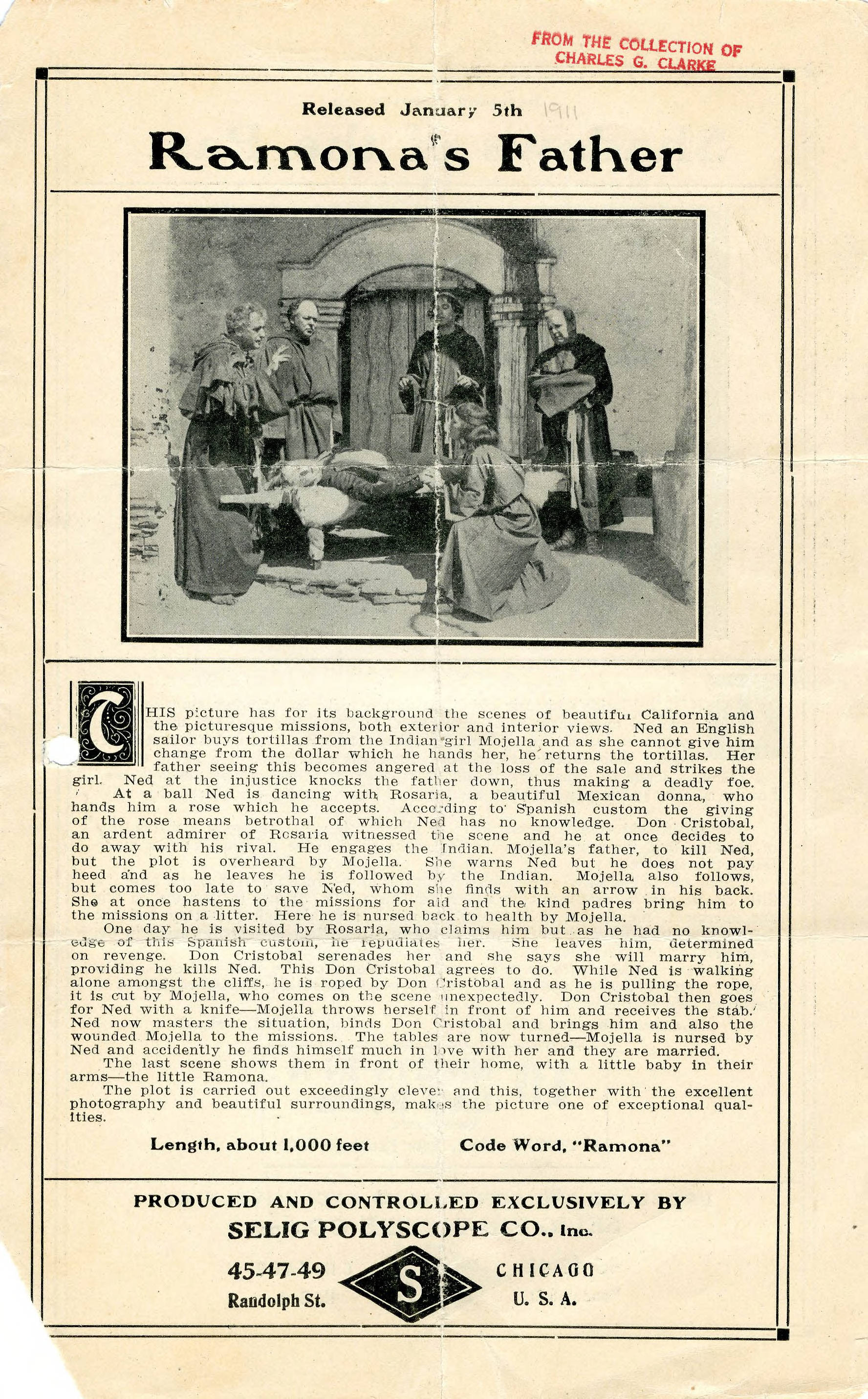
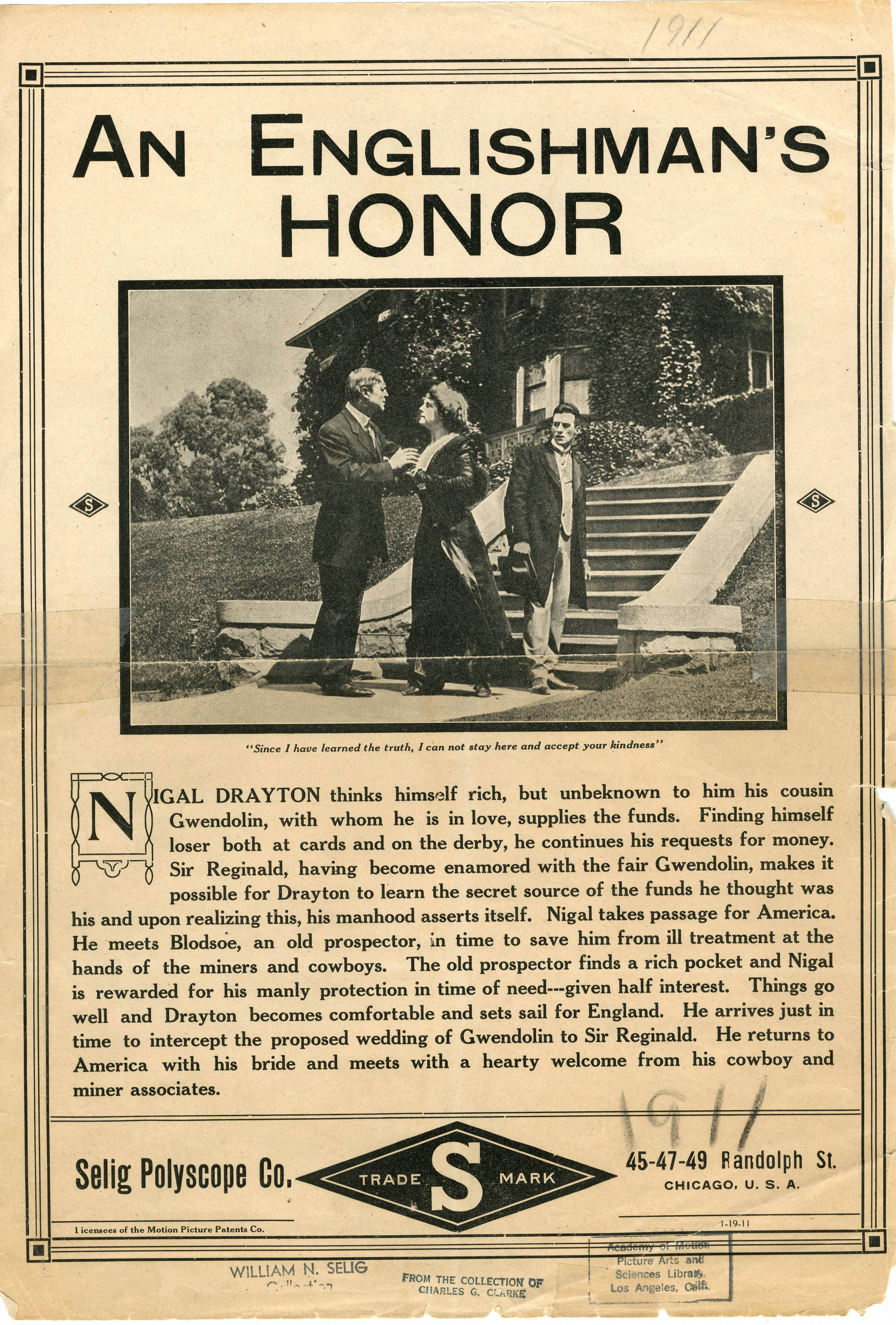
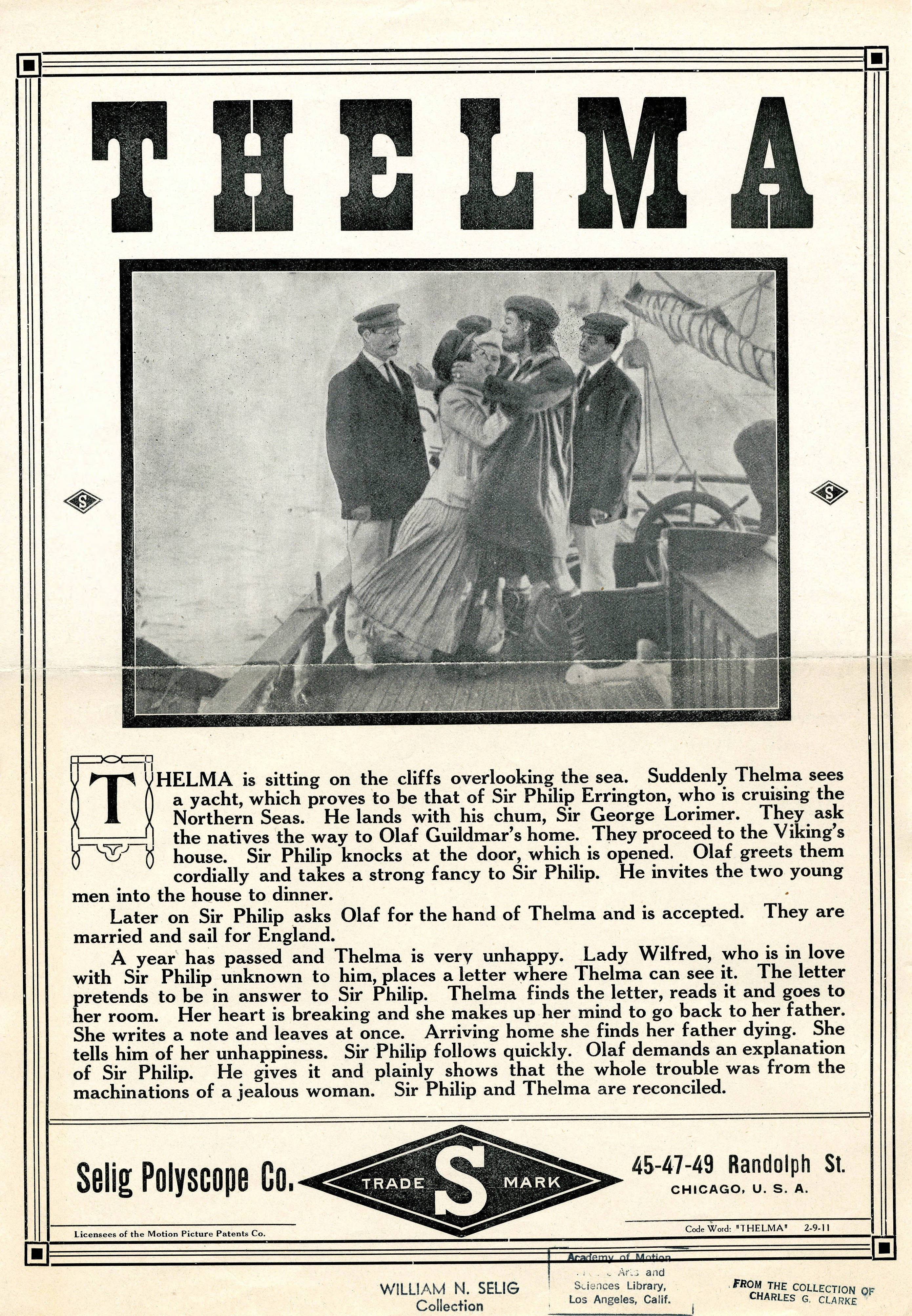
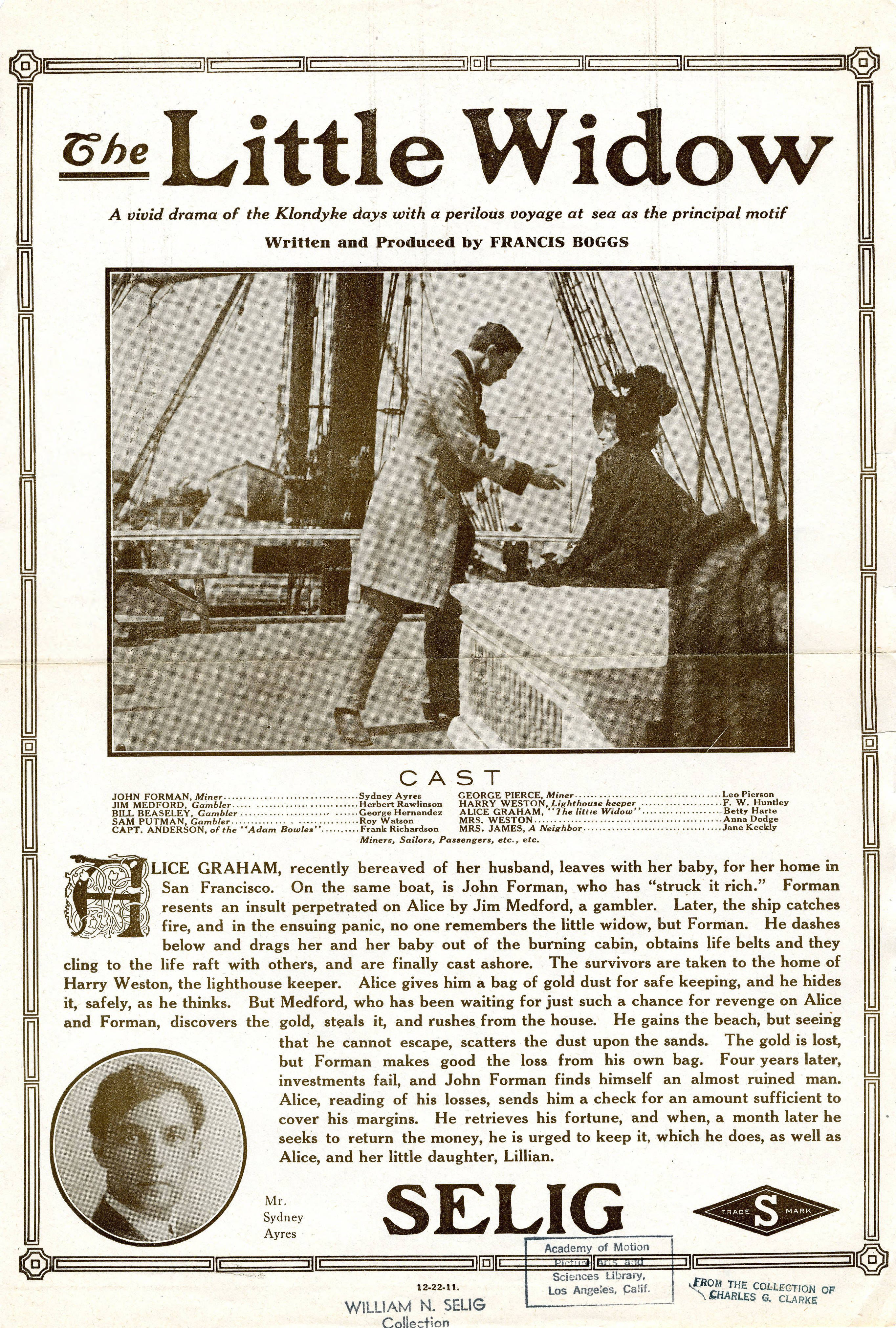
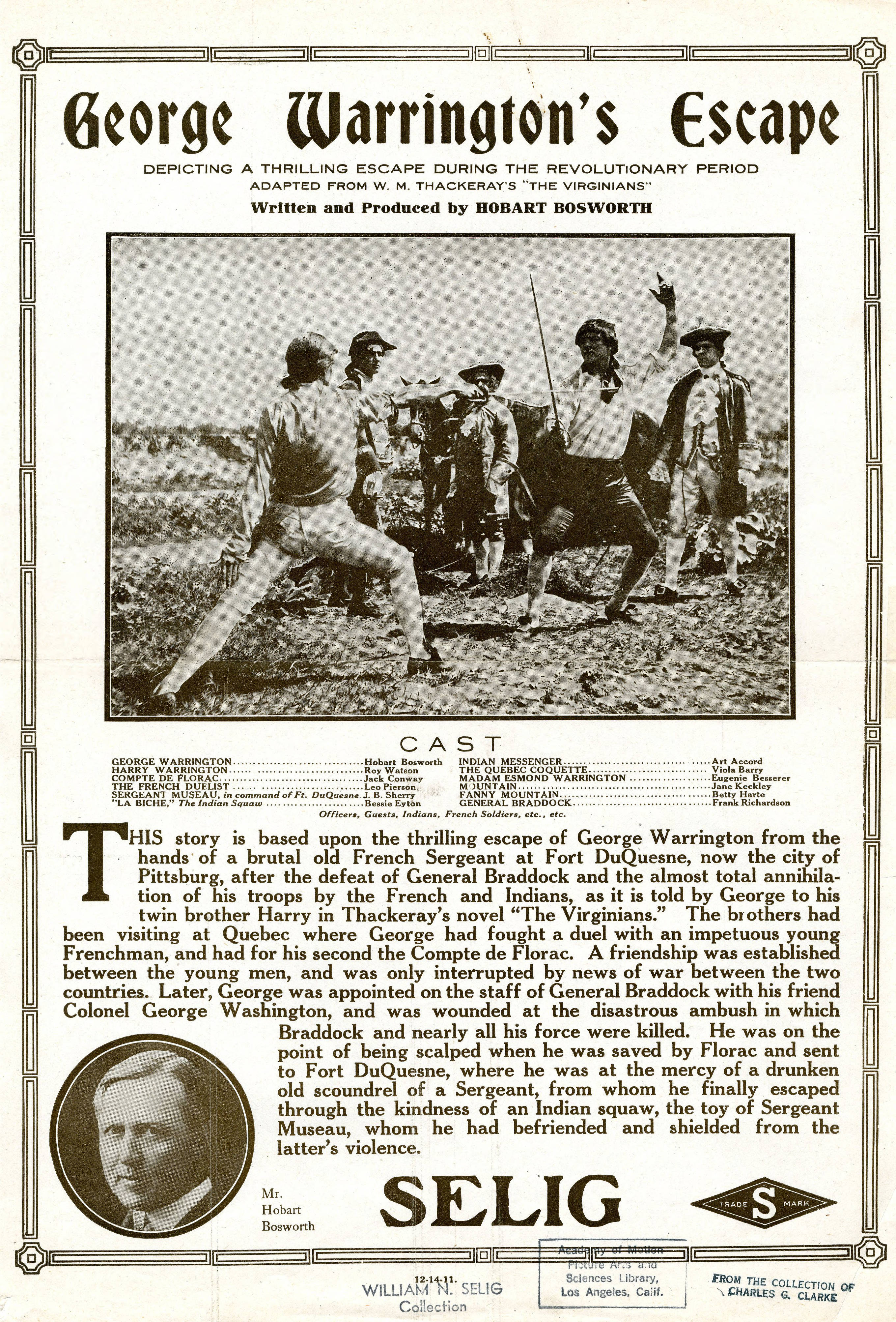

- The Argonauts -  cortometraggio (1911)
- Ramona's Father, regia di Hobart Bosworth[1] – cortometraggio (1911)
- Shadows of the Past -  cortometraggio (1911)
- The Rival Dramatists -  cortometraggio (1911)
- Buddy, the Little Guardian -  cortometraggio (1911)
- An Englishman's Honor, regia di Francis Boggs -  cortometraggio (1911)
- A Robust Patient -  cortometraggio (1911)
- The Spy, regia di Otis Turner -  cortometraggio (1911)
- The Little Circus Rider -  cortometraggio (1911)
- The Curse of the Redman, regia di Francis Boggs -  cortometraggio (1911)
- Too Much Mother-in-Law -  cortometraggio (1911)
- Thelma -  cortometraggio (1911)
- The Survival of the Fittest – cortometraggio (1911)
- The Buccaneers -  cortometraggio (1911)
- The Padre -  cortometraggio (1911)
- The Seminole's Sacrifice – cortometraggio (1911)
- The Eye of Conscience – cortometraggio (1911)
- The Outbreak – cortometraggio (1911)
- The Little Shepherdess – cortometraggio (1911)
- The Medallion – cortometraggio (1911)
- The Code of Honor – cortometraggio (1911)
- The Man from the East – cortometraggio (1911)
- One Hundred Years After – cortometraggio (1911)
- Her Words Came True – cortometraggio (1911)
- The Way of the Transgressor -  cortometraggio (1911)
- Her Adopted Fathers – cortometraggio (1911)
- 1861 – cortometraggio (1911)
- The Fortune Hunters -  cortometraggio (1911)
- Red's Conquest – cortometraggio (1911)
- The Cowboy and the Shrew – cortometraggio (1911)
- His Best Little Girl's Brother – cortometraggio (1911)
- Zulu-Land – cortometraggio (1911)
- The Haven of Refuge – cortometraggio (1911)
- The Mother – cortometraggio (1911)
- Unto Us a Child Is Born -  cortometraggio (1911)
- The Witch of the Everglades, regia di Otis Turner – cortometraggio (1911)
- Her Master – cortometraggio (1911)
- In Old California When the Gringos Came, regia di Francis Boggs – cortometraggio (1911)
- Lost and Won – cortometraggio (1911)
- Back to the Primitive, regia di Francis Boggs e Otis Turner – cortometraggio (1911)
- Discharging the Cook – cortometraggio (1911)
- Dear, Kind Hubby – cortometraggio (1911)
- The Still Alarm, regia di Francis Boggs – cortometraggio (1911)
- The Herders, regia di Francis Boggs – cortometraggio (1911)
- Stability vs. Nobility, regia di Hobart Bosworth – cortometraggio (1911)
- Jim and Joe, regia di Otis Turner -  cortometraggio (1911)
- A Novel Experiment, regia di Joseph A. Golden – cortometraggio (1911)
- One of Nature's Noblemen, regia di Francis Boggs – cortometraggio (1911)
- The Rose of Old St. Augustine, regia di Otis Turner – cortometraggio (1911)
- Where There's a Will, There's a Way, regia di Francis Boggs – cortometraggio (1911)
- The Great Nitrate of Soda Industry of Chile – documentario, cortometraggio (1911)
- Montana Anna, regia di Joseph A. Golden – cortometraggio (1911)
- The Visiting Nurse, regia di Joseph A. Golden – cortometraggio (1911)
- Ten Nights in a Bar Room, regia di Francis Boggs – cortometraggio (1911)
- The Novice, regia di Francis Boggs – cortometraggio (1911)
- The Mission Worker, regia di Joseph A. Golden – cortometraggio(1911)
- Range Pals, regia di Francis Boggs – cortometraggio (1911)
- Told in the Sierras, regia di Francis Boggs – cortometraggio (1911)
- The Reporter – cortometraggio (1911)
- Scenes from Our Navy – documentario, cortometraggio (1911)
- A Sacrifice to Civilization, regia di Hobart Bosworth – cortometraggio (1911)
- The New Editor, diretto da Joseph A. Golden (1911)
- The New Faith, regia di Hobart Bosworth – cortometraggio (1911)
- The White Medicine Man, regia di Francis Boggs – cortometraggio (1911)
- The Craven Heart, regia di Francis Boggs – cortometraggio (1911)
- Two Lives, regia di Joseph A. Golden – cortometraggio (1911)
- It Happened in the West, regia di Hobart Bosworth – cortometraggio (1911)
- Captain Kate, regia di Francis Boggs e Otis Turner – cortometraggio (1911)
- The Way of the Eskimo, regia di William V. Mong – cortometraggio (1911)
- The Warrant, regia di Joseph A. Golden – cortometraggio (1911)
- The Profligate, regia di Francis Boggs – cortometraggio (1911)
- That City Feller – cortometraggio (1911)
- The Sheriff of Tuolomne, regia di Francis Boggs – cortometraggio (1911)
- The Rubber Industry of the Amazon – cortometraggio, documentario (1911)
- The Tale of a Soldier's Ring, regia di Joseph A. Golden – cortometraggio (1911)
- The Knight Errant, regia di Francis Boggs – cortometraggio (1911)
- Caught in the Act – cortometraggio (1911)
- Saved by the Pony Express, regia di Francis Boggs – cortometraggio (1911)
- The Old Captain – cortometraggio (1911)
- Slick's Romance, regia di Francis Boggs – cortometraggio (1911)
- Their Only Son, regia di Francis Boggs – cortometraggio (1911)
- Jealous George, regia di Otis Turner – cortometraggio (1911)
- A Turkish Cigarette – cortometraggio (1911)
- The Regeneration of Apache Kid, regia di Francis Boggs – cortometraggio (1911)
- The Blacksmith's Love, regia di Francis Boggs – cortometraggio (1911)
- A Fair Exchange, regia di Joseph A. Golden – cortometraggio (1911)
- Saved from the Snow, regia di Hobart Bosworth – cortometraggio (1911)
- Life on the Border, regia di Otis Turner – cortometraggio (1911)
- The Gray Wolves, regia di Joseph A. Golden – cortometraggio (1911)
- Santa Cruz Beach and Cliff Drive – cortometraggio, documentario (1911)
- In the Shadow of the Pines, regia di Hobart Bosworth – cortometraggio (1911)
- Among the Japanese – cortometraggio, documentario (1911)
- A New York Cowboy, regia di Francis Boggs – cortometraggio (1911)
- Through Fire and Smoke, regia di Francis Boggs – cortometraggio (1911)
- How Algy Captured a Wild Man, regia di Francis Boggs – cortometraggio (1911)
- The Totem Mark, regia di Otis Turner – cortometraggio (1911)
- A Tennessee Love Story, regia di Joseph A. Golden – cortometraggio (1911)
- The Heart of John Barlow, regia di Francis Boggs – cortometraggio (1911)
- Kit Carson's Wooing, regia di Francis Boggs – cortometraggio (1911)
- Dad's Girls, regia di Otis Turner – cortometraggio (1911)
- The Wheels of Justice, regia di Otis Turner – cortometraggio (1911)
- The Voyager: A Tale of Old Canada, regia di Hobart Bosworth – cortometraggio (1911)
- Sight Seeing Trip Through Boston – cortometraggio, documentario (1911)
- Noted Men – cortometraggio, documentario (1911)
- Lost in the Arctic, regia di William V. Mong – cortometraggio (1911)
- McKee Rankin's '49', regia di Hobart Bosworth – cortometraggio (1911)
- A Cup of Cold Water, regia di Hobart Bosworth – cortometraggio (1911)
- Shipwrecked, regia di Francis Boggs – cortometraggio (1911)
- The Two Orphans, regia di Francis Boggs e di Otis Turner – cortometraggio (1911)
- John Oakhurst, Gambler, regia di Hobart Bosworth – cortometraggio (1911)
- A Summer Adventure, regia di William V. Mong – cortometraggio (1911)
- The Rival Stage Lines, regia di Francis Boggs – cortometraggio (1911)
- Maud Muller, regia di Otis Turner – cortometraggio (1911)
- The Artist's Sons, regia di Francis Boggs – cortometraggio (1911)
- An Indian Vestal, regia di Hobart Bosworth – cortometraggio (1911)
- Told in Colorado, regia di Joseph A. Golden – cortometraggio (1911)
- Out-Generaled, regia di Francis Boggs – cortometraggio (1911)
- Seeing Washington – cortometraggio, documentario (1911)
- Making a Six-Ton Cheese – cortometraggio, documentario (1911)
- Making a Man of Him, regia di Francis Boggs – cortometraggio (1911)
- On Separate Paths, regia di Francis Boggs – cortometraggio (1911)
- How They Stopped the Run on the Bank, regia di Otis Turner – cortometraggio (1911)
- His Better Self, regia di Otis Turner – cortometraggio (1911)
- Coals of Fire, regia di Hobart Bosworth – cortometraggio (1911)
- Why the Sheriff Is a Bachelor, regia di Joseph A. Golden e Tom Mix – cortometraggio (1911)
- Lost in the Jungle, regia di Otis Turner – cortometraggio (1911)
- A Painter's Idyl, regia di Hobart Bosworth – cortometraggio (1911)
- Little Injin, regia di Hobart Bosworth – cortometraggio (1911)
- Captain Brand's Wife, regia di Francis Boggs – cortometraggio (1911)
- The Inner Mind, regia di Otis Turner – cortometraggio (1911)
- Seeing Indianapolis – cortometraggio, documentario (1911)
- His First Long Trousers, regia di Colin Campbell – cortometraggio (1911)
- The Coquette, regia di Francis Boggs – cortometraggio (1911)
- Western Hearts, regia di Joseph A. Golden – cortometraggio (1911)
- Old Billy, regia di Francis Boggs – cortometraggio (1911)
- Lieutenant Grey of the Confederacy, regia di Francis Boggs – cortometraggio (1911)
- In the Days of Gold, regia di Hobart Bosworth e F.E. Montgomery – cortometraggio (1911)
- The Bootlegger, regia di Hobart Bosworth – cortometraggio (1911)
- The New Superintendent, regia di Francis Boggs – cortometraggio (1911)
- A Spanish Wooing, regia di Frank Montgomery – cortometraggio (1911)
- The Convert of San Clemente, regia di Hobart Bosworth – cortometraggio (1911)
- The Night Herder, regia di Frank Montgomery – cortometraggio (1911)
- Blackbeard, regia di Francis Boggs – cortometraggio (1911)
- In Japan – cortometraggio, documentario (1911)
- Getting Married, regia di Colin Campbell – cortometraggio (1911)
- The Right Name, But the Wrong Man, regia di Frank Montgomery – cortometraggio (1911)
- The Telltale Knife, regia di William Duncan – cortometraggio (1911)
- An Evil Power, regia di Francis Boggs – cortometraggio (1911)
- Seeing Cincinnati – cortometraggio, documentario (1911)
- In Japan – cortometraggio, documentario (1911)
- A Diamond in the Rough, regia di Francis Boggs – cortometraggio (1911)
- A Frontier Girl's Courage, regia di Hobart Bosworth e Frank Montgomery – cortometraggio (1911)
- The Maid at the Helm, regia di Francis Boggs – cortometraggio (1911)
- The Plumber,regia di Colin Campbell – cortometraggio (1911)
- A Day with the Circus – documentario, cortometraggio (1911)
- The Chief's Daughter, regia di Hobart Bosworth – cortometraggio (1911)
- April Fool, regia di Fred Walton – cortometraggio (1911)
- A Romance of the Rio Grande, co-regia di Otis Thayer e Colin Campbell – cortometraggio (1911)
- George Warrington's Escape, regia di Hobart Bosworth – cortometraggio (1911)
- Industries of the South and West – documentario – cortometraggio (1911)
- Evangeline, regia di Hobart Bosworth – cortometraggio (1911)
- For His Pal's Sake, regia di Frank Montgomery – cortometraggio (1911)
- Brown of Harvard, regia di Colin Campbell – cortometraggio (1911)
- A Counterfeit Santa Claus, regia di Otis Turner – cortometraggio (1911)
- The Little Widow, regia di Francis Boggs – cortometraggio (1911)
- A Modern Rip, regia di Hobart Bosworth – cortometraggio (1911)
- The Bully of Bingo Gulch, regia di Otis Thayer – cortometraggio (1911)
- Paid Back, regia di Colin Campbell – cortometraggio (1911)
- Their Last Chance – cortometraggio (1911)
- Busy Day at the Selig General Office – documentario, cortometraggio (1911)

## 1912
- The Liar – cortometraggio (1912)

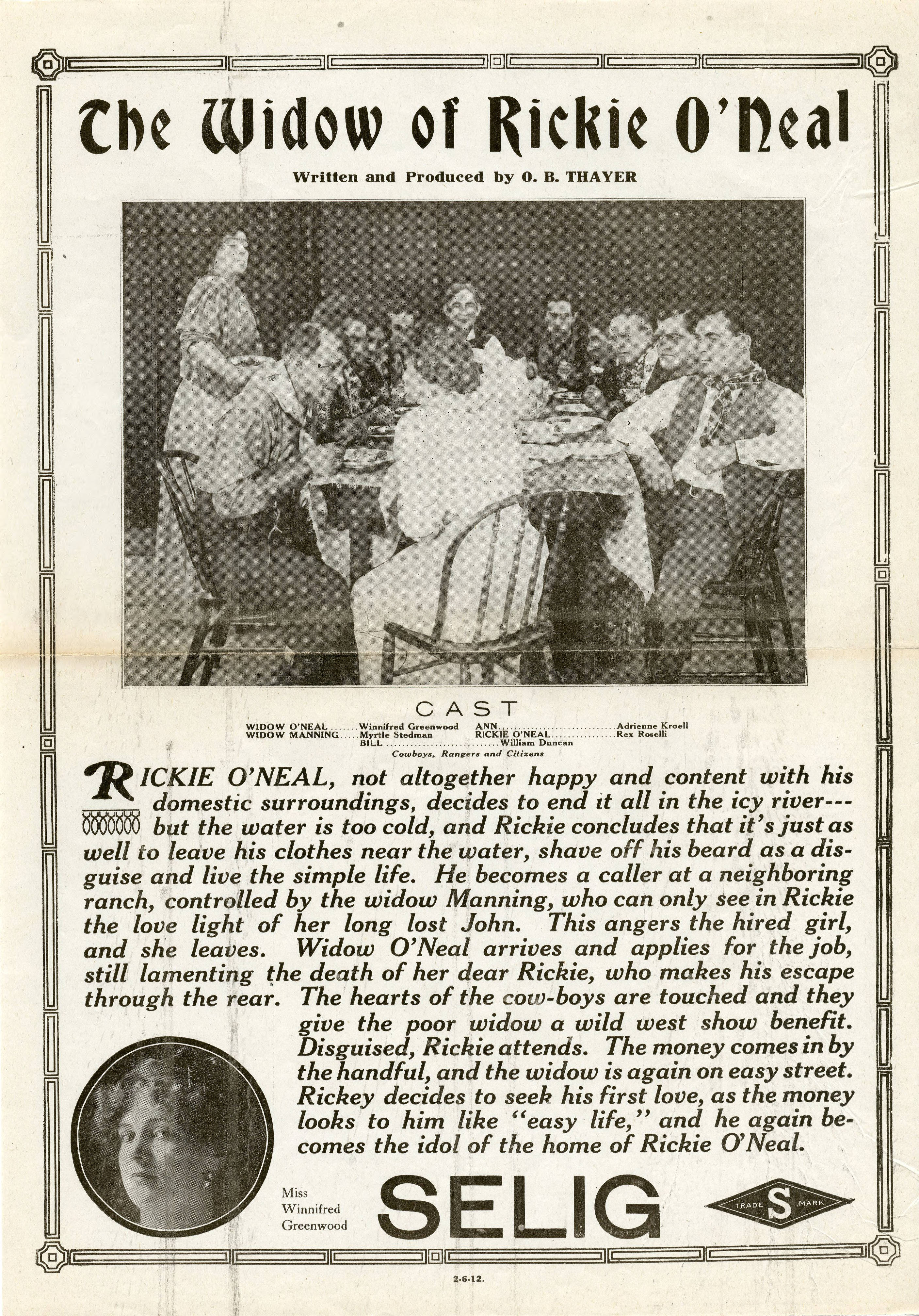
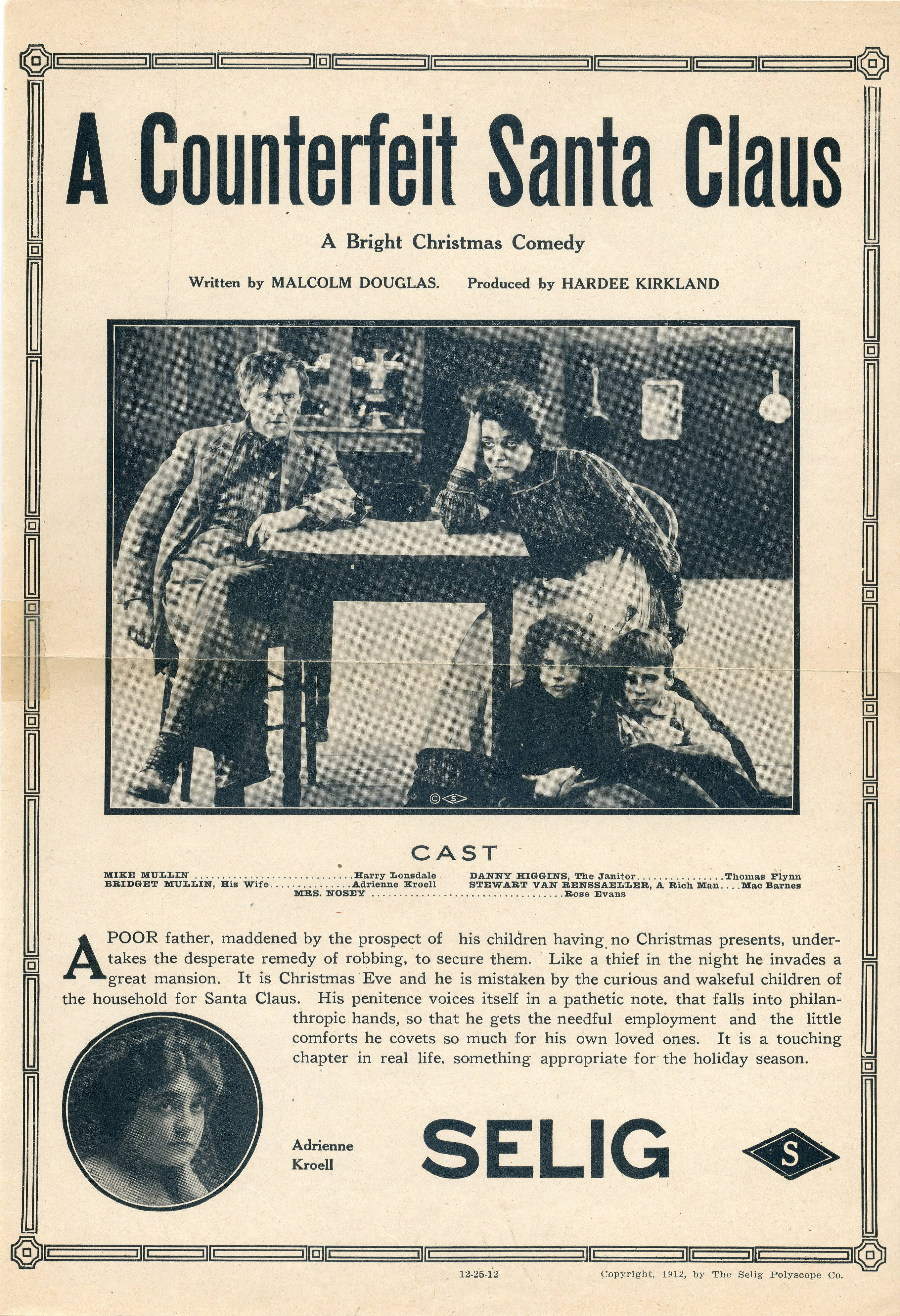
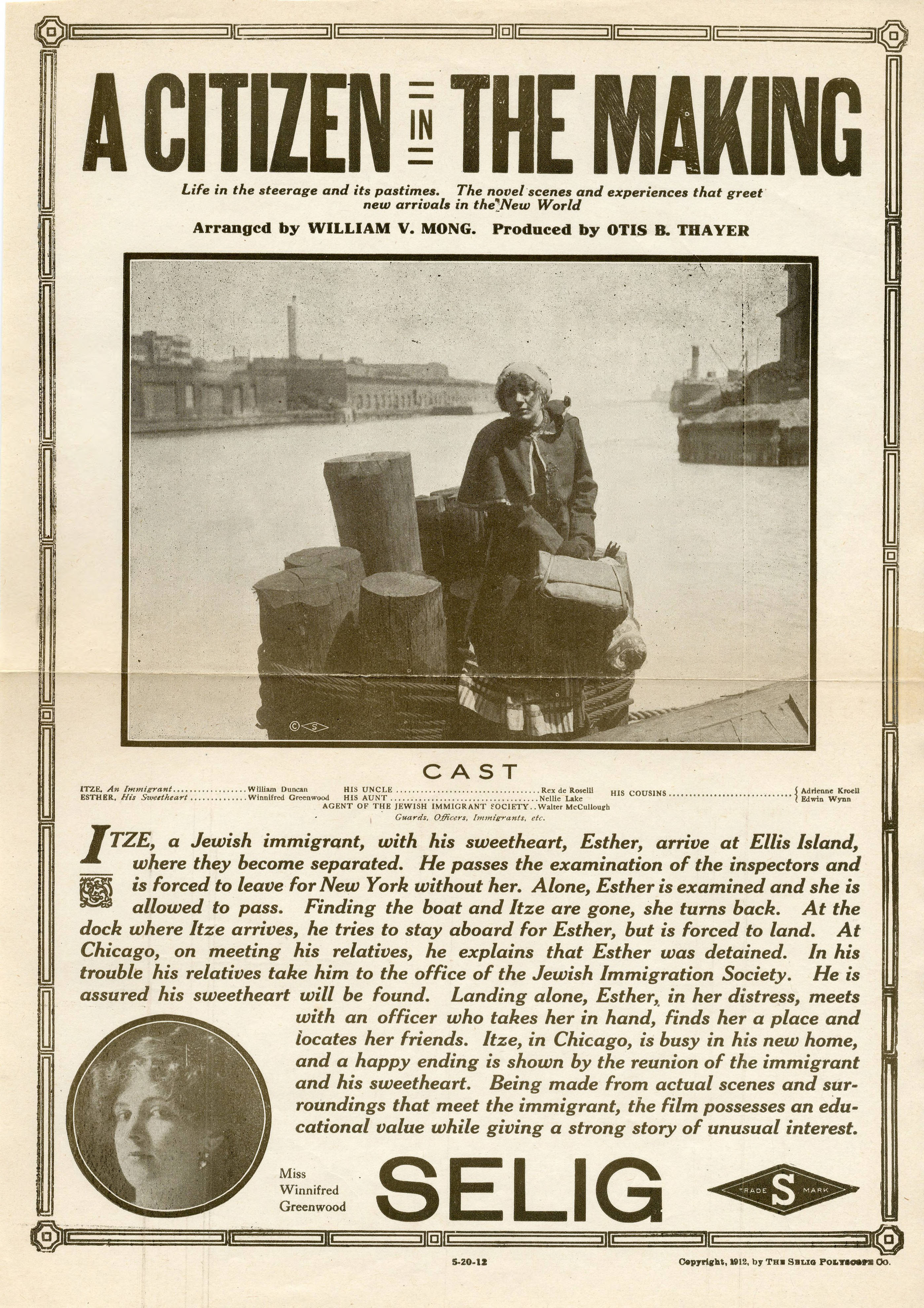
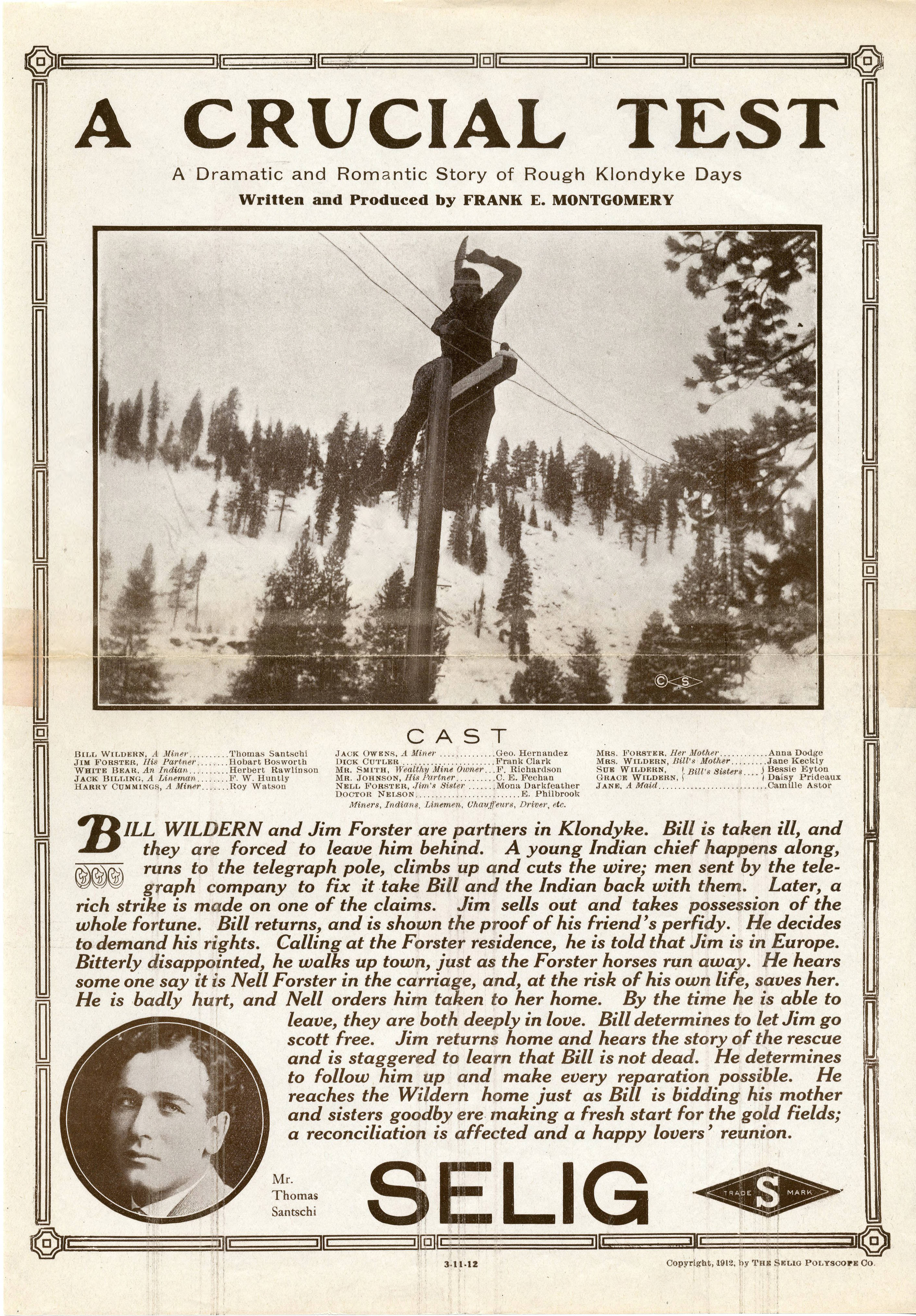
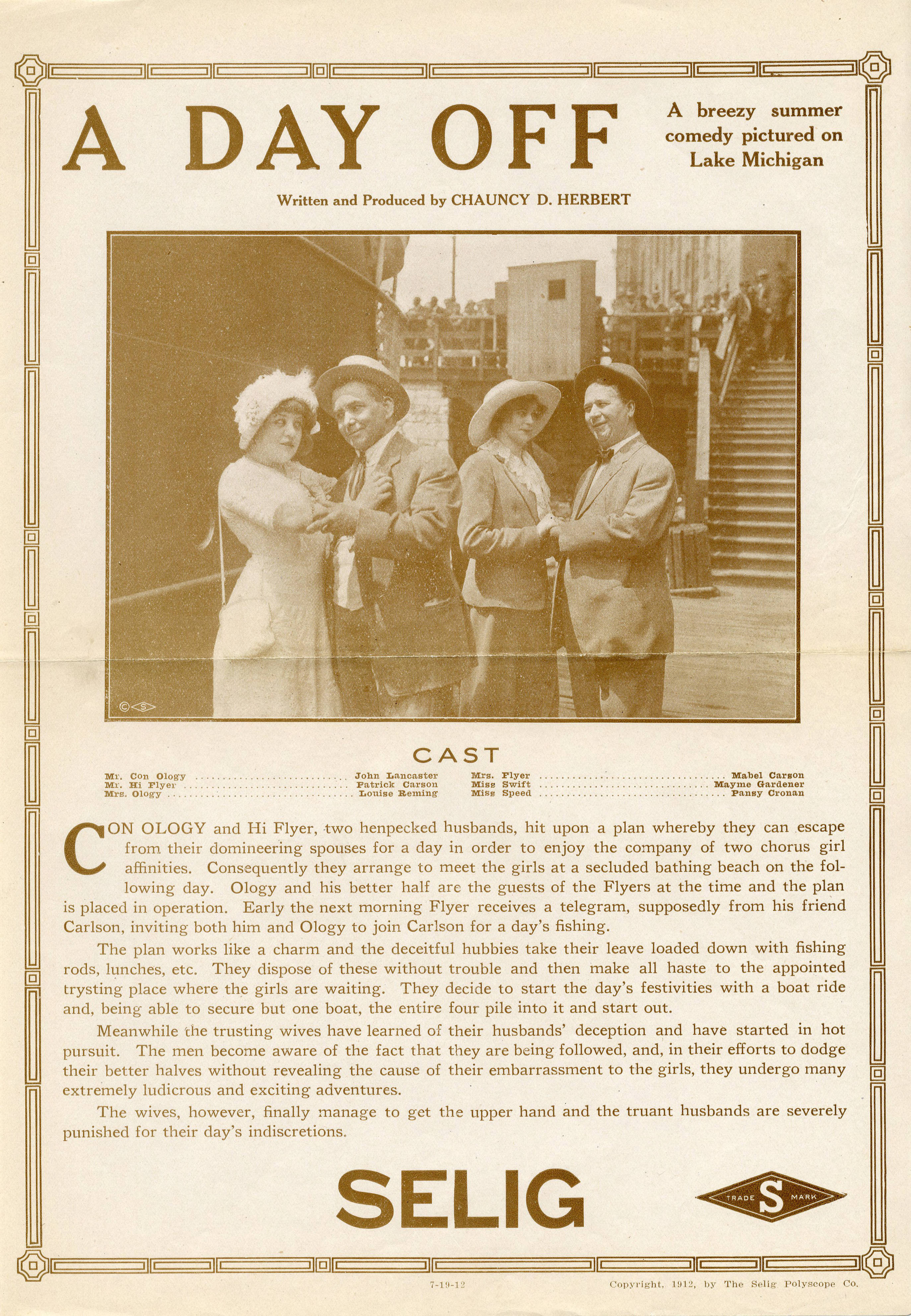

- Outlaw Reward – cortometraggio (1912)
- Cinderella, regia di Colin Campbell – cortometraggio (1912)
- Arthur Preston Hankins – cortometraggio (1912)
- The Cowboy's Adopted Child, regia di Frank Montgomery – cortometraggio (1912)
- He, She and It – cortometraggio (1912)
- The Mate of the Alden Bessie, regia di Hobart Bosworth – cortometraggio (1912)
- The Other Fellow, regia di Hobart Bosworth – cortometraggio (1912)
- Hutchinson, Kansas, Semi-Centennial Celebration – cortometraggio, documentario (1912)
- The Peacemaker, regia di Francis Boggs – cortometraggio (1912)
- Two Men and a Girl, regia di Otis Thayer – cortometraggio (1912)
- The Prosecuting Attorney, regia di Colin Campbell – cortometraggio (1912)
- Journey of the Western Governors to the East – cortometraggio, documentario (1912)
- A Modern Ananias, regia di Otis Thayer – cortometraggio (1912)
- The Secret Wedding, regia di Frank Montgomery – cortometraggio (1912)
- A Cowboy's Best Girl, regia di Otis Thayer – cortometraggio (1912)
- Merely a Millionaire, regia di Hobart Bosworth – cortometraggio (1912)
- Seeing Buffalo – cortometraggio, documentario (1912)
- A Night Out, regia di Hobart Bosworth – cortometraggio (1912)
- A Diplomat Interrupted, regia di Frank Montgomery – cortometraggio (1912)
- The Bandit's Mask, regia di Frank Montgomery – cortometraggio (1912)
- Two Old Pals, regia di William V. Mong – cortometraggio (1912)
- Seeing Spokane – cortometraggio, documentario (1912)
- A Safe Proposition, regia di Colin Campbell – cortometraggio (1912)
- The Test, regia di Frank Montgomery – cortometraggio (1912)
- The Scapegoat, regia Otis Thayer – cortometraggio (1912)
- The Little Stowaway, regia di Frank Montgomery – cortometraggio (1912)
- Bunkie, regia di Hobart Bosworth – cortometraggio (1912)
- The Girl He Left Behind, regia di Otis Thayer – cortometraggio (1912)
- The Widow of Rickie O'Neal, regia di O.B. Thayer (Otis Thayer) – cortometraggio (1912)
- The Horseshoe, regia di Otis Thayer – cortometraggio (1912)
- First Aid to the Injured – cortometraggio, documentario (1912)
- A Mysterious Gallant, regia di Frank Montgomery – cortometraggio (1912)
- A Broken Spur, regia di Frank Montgomery – cortometraggio (1912)
- Disillusioned, regia di Hobart Bosworth – cortometraggio (1912)
- The Hypnotic Detective, regia di Colin Campbell – cortometraggio (1912)
- The Taos Indians at Home, New Mexico – cortometraggio (1912)
- The Little Match Seller, regia di Joseph Sullivan – cortometraggio (1912)
- The Danites, regia di Francis Boggs – cortometraggio (1912)
- When Memory Calls, regia di Frank Beal – cortometraggio (1912)
- Seeing Detroit – cortometraggio, documentario (1912)
- A Persistent Suitor, regia di Joseph Sullivan – cortometraggio (1912)
- When Women Rule, regia di Joseph Sullivan – cortometraggio (1912)
- In Little Italy, regia di William V. Mong – cortometraggio (1912)
- The 'Diamond S' Ranch, regia di Otis Thayer – cortometraggio (1912)
- As Told by Princess Bess, regia di Frank Montgomery – cortometraggio (1912)
- The Shrinking Rawhide, regia di Frank Montgomery – cortometraggio (1912)
- The Ace of Spades, regia di Colin Campbell – cortometraggio (1912)
- The Brotherhood of Man, regia di Frank Beal – cortometraggio (1912)
- Hypnotized, regia di Otis Thayer – cortometraggio (1912)
- A Crucial Test, regia di Frank Montgomery – cortometraggio (1912)
- Bounder, regia di Colin Campbell – cortometraggio (1912)
- The Slip, regia di Otis Thayer – cortometraggio (1912)
- Across the Isthmus of Panama in 1912 – cortometraggio, documentario (1912)
- The Girl of the Lighthouse, regia di Frank Montgomery  – cortometraggio(1912))
- The 'Epidemic' in Paradise Gulch, regia di Frank Montgomery – cortometraggio (1912)
- The Ones Who Suffer, regia di Colin Campbell – cortometraggio (1912)
- The Junior Officer, regia di Frank Montgomery – cortometraggio (1912)
- Sons of the North Woods, regia di Frank Beal – cortometraggio (1912)
- The Hobo, regia di Hobart Bosworth – cortometraggio (1912)
- A Waif of the Sea, regia di Colin Campbell – cortometraggio (1912)
- All on Account of Checkers, regia di Otis Thayer – cortometraggio (1912)
- His Chance to Make Good, regia di Otis Thayer – cortometraggio (1912)
- Tenderfoot Bob's Regeneration, regia di Frank Montgomery – cortometraggio (1912)
- Me an' Bill, regia di Colin Campbell – cortometraggio (1912)
- Wolcott Coombe: The Phenomenal Deaf and Blind Boy – cortometraggio, documentario (1912)
- With the Boys of the Figure Two – documentario, cortometraggio (1912)
- Darkfeather's Strategy, regia di Frank Montgomery – cortometraggio (1912)
- Driftwood, regia di Otis Thayer – cortometraggio (1912)
- The Redemption of 'Greek Joe', regia di William V. Mong – cortometraggio (1912)
- When the Heart Rules, regia di Frank Beal – cortometraggio (1912)
- The Story of a Cocoanut – cortometraggio, documentario (1912)
- The Other Woman, regia di George L. Cox – cortometraggio (1912)
- The End of the Romance, regia di Frank Montgomery – cortometraggio (1912)
- The Devil, the Servant and the Man, regia di Frank Beal – cortometraggio (1912)
- Bessie's Dream, regia di Colin Campbell – cortometraggio (1912)
- A Trip to Tahiti in the South Pacific – cortometraggio, documentario (1912)
- The Hand of Fate, regia di Frank Montgomery – cortometraggio (1912)
- The Law of the North, regia di Frank Beal e George L. Cox – cortometraggio (1912)
- The New Woman and the Lion, regia di Colin Campbell – cortometraggio (1912)
- The Los Angeles Fire Department – cortometraggio, documentario (1912)
- Scenes in Korea – cortometraggio, documentario (1912)
- Exposed by the Dictograph, regia di Richard Garrick – cortometraggio (1912)
- The Price He Paid, regia di Colin Campbell – cortometraggio (1912)
- Jack and Jingles, regia di Otis Thayer – cortometraggio (1912)
- Uncle Sam's Tribute to Heroes of the Maine – cortometraggio, documentario (1912)
- The Katzenjammer Kids, regia di Chauncy D. Herbert – cortometraggio (1912)
- Cristoforo Colombo  (The Coming of Columbus), regia di Colin Campbell – cortometraggio (1912)
- According to Law, regia di Otis Thayer – cortometraggio (1912)
- A Humble Hero, regia di Frank Montgomery – cortometraggio (1912)
- The Stronger Mind, regia di Frank Beal – cortometraggio (1912)
- They Go Toboganning, regia di Chauncy D. Herbert – cortometraggio (1912)
- Seeing New Orleans – cortometraggio, documentario (1912)
- The Love of an Island Maid, regia di Colin Campbell – cortometraggio (1912)
- The Turning Point, regia di Frank Beal – cortometraggio (1912)
- Scenes in Cuba – cortometraggio, documentario (1912)
- The Vagabonds, regia di Otis Thayer – cortometraggio (1912)
- They Plan a Trip to Germany – cortometraggio (1912)
- Brains and Brawn, regia di Fred Huntley – cortometraggio (1912)
- A Citizen in the Making, regia di Otis Thayer (1912) – cortometraggio
- Rivals, regia di Colin Campbell – cortometraggio (1912)
- The Girl with the Lantern, regia di Frank Beal – cortometraggio (1912)
- They Entertain Company, regia di Chauncy D. Herbert – cortometraggio (1912)
- The Lost Hat, regia di Frank Montgomery – cortometraggio (1912)
- The Tree of Knowledge, regia di George L. Cox – cortometraggio (1912)
- A Child of the Wilderness, regia di Hobart Bosworth – cortometraggio (1912)
- Shriner's Pilgrimage to Los Angeles, Cal. – cortometraggio, documentario (1912)
- A Reconstructed Rebel, regia di Colin Campbell – cortometraggio (1912)
- They Go to School, regia di Chauncy D. Herbert – cortometraggio (1912)
- The Part of Her Life, regia di Richard Garrick – cortometraggio (1912)
- Life with a Circus – cortometraggio, documentario (1912)
- When the Heart Calls, regia di Richard Garrick – cortometraggio (1912)
- The Mystery of Room 29, regia di Otis B. Thayer – cortometraggio (1912)
- School Days – cortometraggio (1912)
- Mistaken Identity, regia di Richard Garrick – cortometraggio (1912)
- The Price of Art, regia di Colin Campbell – cortometraggio (1912)
- The Old Stagecoach, regia di Fred Huntley – cortometraggio (1912)
- The Vision Beautiful, regia di Colin Campbell – cortometraggio (1912)
- Unwilling Scholars – cortometraggio (1912)
- Goody Goody Jones, regia di Frank Montgomery – cortometraggio (1912)
- The Professor's Wooing, regia di Colin Campbell – cortometraggio (1912)
- The Captain of the 'Nancy Lee', regia di Frank Montgomery – cortometraggio (1912)
- In Exile, regia di Fred Huntley – cortometraggio (1912)
- The Arrival of Cousin Otto, regia di Chauncy D. Herbert – cortometraggio (1912)
- Sheep Shearing in New Mexico – cortometraggio, documentario (1912)
- The Adopted Son, regia di Otis Thayer – cortometraggio (1912)
- Pansy, regia di Fred Huntley – cortometraggio (1912)
- His Father's Bugle, regia di Richard Garrick – cortometraggio (1912)
- Elephant Butte Dam at Albuquerque – cortometraggio, documentario (1912)
- Murray the Masher, regia di Otis Thayer – cortometraggio (1912)
- The Lake of Dreams, regia di Fred Huntley – cortometraggio (1912)
- The Cat and the Canary, regia di George L. Cox – cortometraggio (1912)
- The Last Dance, regia di Oscar Eagle – cortometraggio (1912)
- Baby Betty, regia di Richard Garrick – cortometraggio (1912)
- Under Suspicion, regia di Oscar Eagle – cortometraggio (1912)
- The Vow of Ysobel, regia di Fred Huntley – cortometraggio (1912)
- His Masterpiece, regia di Colin Campbell – cortometraggio (1912)
- The Los Angeles Police Department – cortometraggio, documentario (1912)
- A Mail Order Hypnotist, regia di Chauncy D. Herbert – cortometraggio (1912)
- The Pennant Puzzle, regia di Chauncy D. Herbert – cortometraggio (1912)
- The Girl and the Cowboy, regia di Fred Huntley – cortometraggio (1912)
- The Polo Substitute, regia di Colin Campbell – cortometraggio (1912)
- A Day Off, regia di Chauncy D. Herbert – cortometraggio (1912)
- On the Trail of the Germs, regia di William V. Mong – cortometraggio (1912)
- The Double Cross, regia di Otis Thayer – cortometraggio (1912)
- The Miller of Burgundy, regia di Oscar Eagle – cortometraggio (1912)
- In Maoriland – cortometraggio, documentario (1912)
- A Wartime Romance, regia di Richard Garrick – cortometraggio (1912)
- The Three Valises, regia di Richard Garrick  – cortometraggio (1912)
- The Peculiar Nature of the White Man's Burden, regia di Otis Thayer – cortometraggio (1912)
- Officer Murray, regia di Richard Garrick – cortometraggio (1912)
- The Wreck of the Vega, regia di George L. Cox – cortometraggio (1912)
- The Right Way and the Wrong Way – cortometraggio, documentario (1912)
- An Unexpected Fortune, regia di Otis Thayer – cortometraggio (1912)
- The Man from Dragon Land, regia di Fred Huntley – cortometraggio (1912)
- The Girl at the Cupola, regia di Oscar Eagle – cortometraggio (1912)
- The Boob, regia di Otis Thayer – cortometraggio (1912)
- A Messenger to Kearney, regia di Fred Huntley – cortometraggio (1912)
- The Wayfarer, regia di Otis Thayer – cortometraggio (1912)
- In the Tents of the Asra, regia di Hobart Bosworth – cortometraggio (1912)
- Two Gay Dogs, regia di Chauncy D. Herbert – cortometraggio (1912)
- The Box Car Baby, regia di Fred Huntley – cortometraggio (1912)
- A Cowboy's Mother, regia di Otis Thayer – cortometraggio (1912)
- Betty Fools Dear Old Dad, regia di Oscar Eagle – cortometraggio (1912)
- Land Sharks vs. Sea Dogs, regia di Hobart Bosworth – cortometraggio (1912)
- From Forest to Mills – cortometraggio, documentario (1912)
- The Laird's Daughter, regia di Richard Garrick – cortometraggio (1912)
- The Whiskey Runners, regia di Otis Thayer – cortometraggio (1912)
- The Little Indian Martyr, regia di Colin Campbell – cortometraggio (1912)
- Just His Luck, regia di Chauncy D. Herbert – cortometraggio (1912)
- Frenzied Finance – cortometraggio (1912)
- As the Fates Decree, regia di Oscar Eagle – cortometraggio (1912)
- An Equine Hero, regia di Otis Thayer – cortometraggio (1912)
- Sergeant Byrne of the Northwest Mounted Police, regia di Colin Campbell – cortometraggio (1912)
- Circumstantial Evidence, regia di Otis Thayer – cortometraggio (1912)
- The House of His Master, regia di Lem B. Parker – cortometraggio (1912)
- The Fighting Instinct, regia di William Duncan – cortometraggio (1912)
- The Indelible Stain, regia di Colin Campbell – cortometraggio (1912)
- The Trade Gun Bullet, regia di Hobart Bosworth – cortometraggio (1912)
- The Substitute Model, regia di Hobart Bosworth – cortometraggio (1912)
- The Brand Blotter, regia di Marshall Stedman – cortometraggio (1912)
- Into the Genuine, regia di Lem B. Parker – cortometraggio (1912)
- Life and Customs of the Winnebago Indians, regia di George L. Cox – cortometraggio, documentario (1912)
- A Detective's Strategy, regia di Lem B. Parker – cortometraggio (1912)
- The Cattle Rustlers, regia di Marshall Stedman – cortometraggio (1912)
- Partners, regia di Colin Campbell – cortometraggio (1912)
- The Pity of It, regia di Colin Campbell – cortometraggio (1912)
- The Borrowed Umbrella, regia di Chauncy D. Herbert – cortometraggio (1912)
- Harvesting Alfalfa in New Mexico – cortometraggio, documentario (1912)
- Bread Upon the Waters, regia di Oscar Eagle – cortometraggio (1912)
- Why Jim Reformed, regia di William Duncan – cortometraggio (1912)
- The Pirate's Daughter, regia di Hobart Bosworth – cortometraggio (1912)
- The Great Drought, regia di Colin Campbell – cortometraggio (1912)
- An Assisted Elopement, regia di Colin Campbell – cortometraggio (1912)
- How the Cause Was Won, regia di Fred W. Huntley – cortometraggio (1912)
- A Motorcycle Adventure, regia di Marshall Stedman – cortometraggio (1912)
- When Edith Played Judge and Jury, regia di Hobart Bosworth – cortometraggio (1912)
- Euchred, regia di Colin Campbell – cortometraggio (1912)
- An International Romance, regia di George L. Cox – cortometraggio (1912)
- My Wife's Bonnet, regia di Chauncy D. Herbert – cortometraggio (1912)
- Monte Cristo, regia di Colin Campbell – cortometraggio (1912)
- The Opium Smugglers, regia di William Duncan – cortometraggio (1912)
- The Shuttle of Fate, regia di Colin Campbell – cortometraggio (1912)
- Where Love Is, There God Is Also, regia di Oscar Eagle – cortometraggio (1912)
- Evening Parade and Gun Practice at Fort Hamilton – cortometraggio, documentario (1912)
- The Geisha Girls of Japan – cortometraggio, documentario (1912)
- Subterfuge, regia di Chauncy D. Herbert – cortometraggio (1912)
- A Sad Devil, regia di Colin Campbell – cortometraggio (1912)
- So-Jun-Wah and the Tribal Law, regia di Marshall Stedman – cortometraggio (1912)
- Tempted by Necessity, regia di Lem B. Parker – cortometraggio (1912)
- The Awakening, regia di Hobart Bosworth e Hardee Kirkland – cortometraggio (1912)
- The Biwa Canal and Shooting the Rapids at Katsuragawa, Japan – cortometraggio, documentario (1912)
- Getting Atmosphere, regia di Hobart Bosworth – cortometraggio (1912)
- The Fisherboy's Faith, regia di Colin Campbell – cortometraggio (1912)
- Jim's Vindication, regia di William Duncan – cortometraggio (1912)
- A Heart in Rags, regia di Henry MacRae – cortometraggio (1912)
- Her Bitter Lesson, regia di Hardee Kirkland – cortometraggio (1912)
- His Wedding Eve, regia di Colin Campbell – cortometraggio (1912)
- The Voice of Warning, regia di Hardee Kirkland – cortometraggio (1912)
- The Dynamiters, regia di William Duncan – cortometraggio (1912)
- Her Educator, regia di Lem B. Parker – cortometraggio (1912)
- Carmen of the Isles, regia di Colin Campbell – cortometraggio (1912)
- The Legend of the Lost Arrow, regia di Hobart Bosworth – cortometraggio (1912)
- Enchanting Japan – cortometraggio, documentario (1912)
- Saved by Fire, regia di Lem B. Parker – cortometraggio (1912)
- Kings of the Forest, regia di Colin Campbell – cortometraggio (1912)
- Between Love and the Law, regia di Marshall Stedman – cortometraggio (1912)
- The Lost Inheritance, regia di Hardee Kirkland – cortometraggio (1912)
- Old Songs and Memories, regia di Colin Campbell – cortometraggio (1912)
- Shanghaied, regia di Colin Campbell – cortometraggio (1912)
- A Man Among Men, regia di Hardee Kirkland – cortometraggio (1912)
- The Saint and the Siwash, regia di Marshall Stedman – cortometraggio (1912)
- Atala, regia di Hobart Bosworth – cortometraggio (1912)
- The Fire Fighter's Love, regia di Oscar Eagle – cortometraggio (1912)
- Mike's Brainstorm, regia di Colin Campbell – cortometraggio (1912)
- A Counterfeit Santa Claus, regia di Hardee Kirkland – cortometraggio (1912)
- Miss Aubry's Love Affair, regia di Hobart Bosworth – cortometraggio (1912)
- Roped In – cortometraggio (1912)
- The Hobo's Rest Cure, regia di Chauncy D. Herbert – cortometraggio (1912)
- The Triangle, regia di Colin Campbell – cortometraggio (1912)
- Raising Barley in Japan – cortometraggio, documentario (1912)
- Friends in San Rosario, regia di Hardee Kirkland – cortometraggio (1912)
- The Fire Cop, regia di Hardee Kirkland (1912) – cortometraggio (1912)
- The Mantle of Red Evans, regia di Marshall Stedman – cortometraggio (1912)
- When Helen Was Elected, regia di Lem B. Parker – cortometraggio (1912)
- A Freight Train Drama, regia di Francis Boggs – cortometraggio (1912)
- John Colter's Escape, regia di Hobart Bosworth – cortometraggio (1912)
- A Question of Hair – cortometraggio (1912)
- The Vintage of Fate, regia di Lem B. Parker – cortometraggio (1912)
- The Ranger and His Horse, regia di William Duncan – cortometraggio (1912)
- The Girl of the Mountain, regia di Harry McRae Webster – cortometraggio (1912)
- The God of Gold, regia di Colin Campbell – cortometraggio (1912)
- In a Japanese Garden – cortometraggio, documentario (1912)
- A Near-Sighted Cupid, regia di Charles H. France – cortometraggio (1912)
- Opitsah: Apache for Sweetheart, regia di Colin Campbell – cortometraggio (1912)
- Buck's Romance, regia di William Duncan – cortometraggio (1912)
- The Millionaire Vagabonds, regia di Lem B. Parker – cortometraggio (1912)
- Sammy Orpheus; or, The Pied Piper of the Jungle, regia di Colin Campbell – cortometraggio (1912)
- The Last of Her Tribe, regia di Colin Campbell – cortometraggio (1912)
- Harbor Island, regia di Lem B. Parker – cortometraggio (1912)
- Roderick's Ride, regia di Marshall Stedman – cortometraggio (1912)
- The Little Organ Player of San Juan, regia di Colin Campbell – cortometraggio (1912)
- How the 'Duke of Leisure' Reached His Winter Home, regia di Charles H. France – cortometraggio (1912)
- A Pair of Boots, regia di Charles H. France – cortometraggio (1912)
- Our Lady of the Pearls, regia di Henry MacRae – cortometraggio (1912)
- A Rough Ride with Nitroglycerine, regia di William Duncan – cortometraggio (1912)

## 1913
- I Hear Her Calling Me (from the Heart of Africa), regia di Francis J. Grandon – cortometraggio (1913)
- A Loyal Deserter – cortometraggio (1913)
- Greater Wealth, regia di Colin Campbell – cortometraggio (1913)
- Steak and Onions, regia di Chauncy D. Herbert – cortometraggio (1913)
- A Curious Family, regia di Charles H. France – cortometraggio (1913)
- Prompted by Jealousy, regia di Hardee Kirkland – cortometraggio (1913)
- The Gunfighter's Son, regia di William Duncan – cortometraggio (1913)
- The Man Who Might Have Been, regia di Oscar Eagle – cortometraggio (1913)
- The False Order, regia di Oscar Eagle – cortometraggio (1913)
- Whose Wife Is This?, regia di Colin Campbell – cortometraggio (1913)
- The Cowboy Editor, regia di William Duncan – cortometraggio (1913)
- The Clue, regia di Hardee Kirkland – cortometraggio (1913)
- Bud's Heiress, regia di William Duncan – cortometraggio (1913)
- A Plain Girl's Love, regia di Henry MacRae – cortometraggio (1913)
- A Revolutionary Romance, regia di Colin Campbell – cortometraggio (1913)
- The Clay Industry – cortometraggio, documentario (1913)
- Poison Ivy, regia di Charles H. France – cortometraggio (1913)
- The Lipton Cup: Introducing Sir Thomas Lipton, regia di Lem B. Parker – cortometraggio (1913)
- A Matrimonial Deluge, regia di William Duncan – cortometraggio (1913)
- A Black Hand Elopement – cortometraggio (1913)
- A Little Child Shall Lead Them, regia di Lem B. Parker – cortometraggio (1913)
- The Suffragette, regia di Marshall Stedman – cortometraggio (1913)
- The Ainus of Japan – cortometraggio, documentario (1913)
- The Miner's Justice, regia di Henry MacRae – cortometraggio (1913)
- A Canine Matchmaker; or, Leave It to a Dog, regia di William Duncan – cortometraggio (1913)
- The Empty Studio, regia di Hardee Kirkland – cortometraggio (1913)
- The Lesson, regia di Oscar Eagle – cortometraggio (1913)
- Altar of the Aztecs, regia di Henry MacRae – cortometraggio (1913)
- The Millionaire Cowboy – cortometraggio (1913)
- The Governor's Daughter, regia di Lem B. Parker – cortometraggio (1913)
- Sweeney and the Million, regia di Charles H. France – cortometraggio (1913)
- The Three Wise Men, regia di Colin Campbell – cortometraggio (1913)
- How It Happened, regia di William Duncan – cortometraggio (1913)
- The Artist and the Brute, regia di Henry MacRae – cortometraggio (1913)
- Pierre of the North, regia di Henry MacRae – cortometraggio (1913)
- Don't Let Mother Know; or, The Bliss of Ignorance, regia di Hardee Kirkland – cortometraggio (1913)
- Her Only Son, regia di Lem B. Parker – cortometraggio (1913)
- Bill's Birthday Present, regia di William Duncan – cortometraggio (1913)
- Buddha – cortometraggio, documentario (1913)
- A Little Hero, regia di Colin Campbell – cortometraggio (1913)
- Two Men and a Woman, regia Lem B. Parker – cortometraggio (1913)
- The Pink Opera Cloak, regia di Hardee Kirkland – cortometraggio (1913)
- The Early Bird, regia di Colin Camdipbell – cortometraggio (1913)
- The Yosemite Valley in Winter – cortometraggio, documentario (1913)
- Nobody's Boy – cortometraggio (1913)
- The Range Law, regia di William Duncan – cortometraggio (1913)
- The Flaming Forge, regia di Colin Campbell – cortometraggio (1913)
- Yankee Doodle Dixie, regia di Henry MacRae – cortometraggio (1913)
- The Bank's Messenger, regia di William Duncan – cortometraggio (1913)
- The Understudy, regia di Lorimer Johnston – cortometraggio (1913)
- The Deputy's Sweetheart, regia di William Duncan – cortometraggio (1913)
- The Collector of Pearls, regia di Charles H. France – cortometraggio (1913)
- The Story of Lavinia, regia di Colin Campbell – cortometraggio (1913)
- The Spanish Parrot Girl, regia di Lem B. Parker – cortometraggio (1913)
- A Husband Won by Election, regia di Oscar Eagle – cortometraggio (1913)
- Diverging Paths, regia di Lem B. Parker – cortometraggio (1913)
- The Ferrets, regia di Oscar Eagle – cortometraggio (1913)
- Juggling with Fate, regia di William Duncan – cortometraggio (1913)
- The Great Wall of China – cortometraggio, documentario (1913)
- The Fugitive, regia di Charles H. France – cortometraggio (1913)
- The Sands of Time, regia di Lorimer Johnston – cortometraggio (1913)
- Love Before Ten, regia di Lem B. Parker – cortometraggio (1913)
- Turn Him Out, regia di Charles H. France – cortometraggio (1913)
- Pekin, China – cortometraggio, documentario (1913)
- The Sheriff of Yavapai County, regia di William Duncan – cortometraggio (1913)
- The Ex-Convict, regia di Oscar Eagle – cortometraggio (1913)
- The Dancer's Redemption, regia di Colin Campbell – cortometraggio (1913)
- The Old Clerk, regia di Henry MacRae – cortometraggio (1913)
- Pauline Cushman, the Federal Spy, regia di Oscar Eagle – cortometraggio (1913)
- The Scales of Justice, regia di Oscar Eagle – cortometraggio (1913)
- The Life Timer, regia di William Duncan– cortometraggio (1913)
- Shanghai, China – cortometraggio, documentario (1913)
- The Food Chopper War, regia di Lorimer Johnston – cortometraggio (1913)
- Sally in Our Alley, regia di Colin Campbell – cortometraggio (1913)
- A Prisoner of Cabanas, regia di Colin Campbell – cortometraggio (1913)
- Ohio and Indiana Floods – cortometraggio, documentario  (1913)
- Margarita and the Mission Funds, regia di Lem B. Parker – cortometraggio (1913)
- Chinese Temple – cortometraggio, documentario (1913)
- A Lucky Mistake, regia di Lorimer Johnston – cortometraggio (1913)
- Arabia: The Equine Detective, regia di Oscar Eagle – cortometraggio (1913)
- The Hoyden's Awakening, regia di Lem B. Parker – cortometraggio (1913)
- A Change of Administration, regia di Hardee Kirkland – cortometraggio (1913)
- Vengeance Is Mine, regia di Colin Campbell – cortometraggio (1913)
- Robert Hale's Ambition, regia di Oscar Eagle – cortometraggio (1913)
- The Shotgun Man and the Stage Driver, regia di William Duncan – cortometraggio (1913)
- Tommy's Atonement, regia di Hardee Kirkland – cortometraggio (1913)
- The Tombs of the Ming Emperors – cortometraggio, documentario (1913)
- With Love's Eyes, regia di Lem B. Parker – cortometraggio (1913)
- The Woodman's Daughter, regia di Fred Huntley – cortometraggio (1913)
- A Wise Old Elephant, regia di Colin Campbell – cortometraggio (1913)
- Hankow, China – cortometraggio, documentario (1913)
- God's Way, regia di Hardee Kirkland – cortometraggio (1913)
- Dixieland, regia di Hardee Kirkland – cortometraggio (1913)
- The Tie of the Blood, regia di Lem B. Parker – cortometraggio (1913)
- That Mail Order Suit, regia di William Duncan  – cortometraggio (1913)
- Cured of Her Love, regia di Charles H. France – cortometraggio (1913)
- Canton, China – cortometraggio, documentario (1913)
- Alas! Poor Yorick!, regia di Colin Campbell – cortometraggio (1913)
- Seeds of Silver, regia di Fred Huntley – cortometraggio (1913)
- Love, the Winner, regia di Lorimer Johnston – cortometraggio (1913)
- Dollar Down, Dollar a Week, regia di Colin Campbell – cortometraggio (1913)
- Love in the Ghetto, regia di Oscar Eagle – cortometraggio (1913)
- Arabia Takes the Health Cure, regia di Oscar Eagle – cortometraggio (1913)
- Roses of Yesterday, regia di Hardee Kirkland – cortometraggio (1913)
- Hiram Buys an Auto, regia di Colin Campbell – cortometraggio (1913)
- Chinese Scenes – cortometraggio, documentario (1913)
- The Burglar Who Robbed Death, regia di Lem B. Parker – cortometraggio (1913)
- The Absent-Minded Boob; or, Photographing the Baby, regia di Charles H. France – cortometraggio (1913)
- Some Chickens – cortometraggio, documentario (1913)
- Their Stepmother, regia di E.A. Martin – cortometraggio (1913)
- The Midnight Bell, regia di Charles H. France – cortometraggio (1913)
- An Old Actor, regia di Colin Campbell – cortometraggio (1913)
- Hatching Chickens – cortometraggio, documentario (1913)
- A Welded Friendship, regia di Lem B. Parker – cortometraggio (1913)
- Belle Boyd, a Confederate Spy, regia di Oscar Eagle – cortometraggio (1913)
- Her Guardian, regia di Lem B. Parker – cortometraggio (1913)
- In the Days of Witchcraft, regia di Fred Huntley – cortometraggio (1913)
- The Post-Impressionists, regia di Hardee Kirkland – cortometraggio (1913)
- Lieutenant Jones, regia di Lem B. Parker – cortometraggio (1913)
- Buck Richard's Bride, regia di Fred Huntley – cortometraggio (1913)
- In the Long Ago, regia di Colin Campbell – cortometraggio (1913)
- With the Students of the North Dakota Agricultural College – cortometraggio, documentario (1913)
- A Daughter of the Confederacy, regia di Hardee Kirkland – cortometraggio (1913)
- His Father's Deputy, regia di William Duncan – cortometraggio (1913)
- The Tattle Battle, regia di Lem B. Parker – cortometraggio (1913)
- The Leopard Tamer, regia di Lem B. Parker – cortometraggio (1913)
- The Stolen Melody, regia di Lem B. Parker – cortometraggio (1913)
- Indian Summer, regia di Lem B. Parker – cortometraggio (1913)
- The Noisy Six, regia di Colin Campbell – cortometraggio (1913)
- Wamba, a Child of the Jungle, regia di Colin Campbell – cortometraggio (1913)
- Religion and Gun Practice, regia di William Duncan – cortometraggio (1913)
- The Girl and the Judge, regia di Lem B. Parker – cortometraggio (1913)
- The Wordless Message, regia di Colin Campbell – cortometraggio (1913)
- The Ex-Convict's Plunge, regia di Hardee Kirkland – cortometraggio (1913)
- Scenes in Manila – cortometraggio, documentario (1913)
- The Woodfire at Martin's, regia di E.A. Martin – cortometraggio (1913)
- Frank Chance Day Baseball Festival – cortometraggio, documentario (1913)
- When the Circus Came to Town, regia di Colin Campbell – cortometraggio (1913)
- A Flag of Two Wars, regia di Fred Huntley – cortometraggio (1913)
- Woman: Past and Present, regia di Lem B. Parker – cortometraggio (1913)
- The Law and the Outlaw, regia di William Duncan – cortometraggio (1913)
- The Suwanee River, regia di Hardee Kirkland – cortometraggio (1913)
- Manila Normal and Public Schools – cortometraggio, documentario (1913)
- An Embarrassed Bridegroom, regia di William Duncan– cortometraggio (1913)
- Sweeney and the Fairy, regia di Charles H. France – cortometraggio (1913)
- Dad's Little Girl, regia di Lem B. Parker – cortometraggio (1913)
- The Rose of May, regia di Hardee Kirkland – cortometraggio (1913)
- The Fate of Elizabeth, regia di Hardee Kirkland – cortometraggio (1913)
- The Birth of a Butterfly – cortometraggio, documentario (1913)
- The Jealousy of Miguel and Isabella, regia di William Duncan – cortometraggio (1913)
- The Only Chance, regia di William Duncan – cortometraggio (1913)
- Alone in the Jungle, regia di Colin Campbell – cortometraggio (1913)
- When Lillian Was Little Red Riding Hood, regia di Colin Campbell – cortometraggio (1913)
- Shooting the Rapids of the Pagsanjan River in Philippine Islands – cortometraggio, documentario (1913)
- Taming a Tenderfoot, regia di William Duncan – cortometraggio (1913)
- Mrs. Hilton's Jewels, regia di E.A. Martin – cortometraggio (1913)
- The Gold Brick, regia di Charles H. France – cortometraggio (1913)
- The Fighting Lieutenant, regia di E.A. Martin – cortometraggio (1913)
- Fancy Poultry – cortometraggio, documentario (1913)
- The Kentucky Derby At Churchill Downs – cortometraggio, documentario (1913)
- The Marshal's Capture, regia di William Duncan – cortometraggio (1913)
- The City of Gold – cortometraggio, documentario (1913)
- Papa's Dream, regia di Charles H. France – cortometraggio (1913)
- When Men Forget, regia di Colin Campbell – cortometraggio (1913)
- A Western Romance, regia di Lem B. Parker – cortometraggio (1913)
- The Beaded Buckskin Bag, regia di E.A. Martin – cortometraggio (1913)
- Songs of Truce, regia di Colin Campbell – cortometraggio (1913)
- The Sultan of Sulu – cortometraggio, documentario (1913)
- Arabia and the Baby, regia di Oscar Eagle – cortometraggio (1913)
- In God We Trust, regia di E.A. Martin – cortometraggio (1913)
- Sallie's Sure Shot, regia di William Duncan – cortometraggio (1913)
- The Trail of Cards, regia di E.A. Martin – cortometraggio (1913)
- Old Doc Yak, regia di Sidney Smith – cortometraggio (1913)
- A Jolt for the Janitor, regia di Charles H. France – cortometraggio (1913)
- The Reformation of Dad, regia di Lem B. Parker – cortometraggio (1913)
- Made a Coward, regia di William Duncan – cortometraggio (1913)
- Budd Doble Comes Back, regia di Colin Campbell – cortometraggio (1913)
- A Wild Ride, regia di Colin Campbell – cortometraggio (1913)
- The Tree and the Chaff, regia di Lem B. Parker – cortometraggio (1913)
- Sweeney's Dream, regia di Charles H. France – cortometraggio (1913)
- Put to the Test, regia di Hardee Kirkland – cortometraggio (1913)
- Granny's Old Armchair, regia di Hardee Kirkland – cortometraggio (1913)
- The Ne'er to Return Road, regia di Colin Campbell – cortometraggio (1913)
- The Short-Stop's Double, regia di Charles H. France – cortometraggio (1913)
- The Señorita's Repentance, regia di William Duncan – cortometraggio (1913)
- The Unseen Defense, regia di Fred Huntley – cortometraggio (1913)
- Two Artists and One Suit of Clothes, regia di Charles H. France – cortometraggio (1913)
- In Moro Land – cortometraggio, documentario (1913)
- The Acid Test, regia di E.A. Martin – cortometraggio (1913)
- The Stolen Face, regia di Oscar Eagle – cortometraggio (1913)
- Henrietta's Hair, regia di Charles H. France – cortometraggio (1913)
- Borrowing Trouble, regia di Charles H. France – cortometraggio (1913)
- The Taming of Texas Pete, regia di William Duncan – cortometraggio (1913)
- Man and His Other Self, regia di Lem B. Parker – cortometraggio (1913)
- Through Another Man's Eyes, regia di Hardee Kirkland – cortometraggio (1913)
- The Granite Dells, Prescott, Ariz. – cortometraggio (1913)
- The Devil and Tom Walker, regia di Hardee Kirkland – cortometraggio (1913)
- The Mansion of Misery, regia di Lem B. Parker – cortometraggio (1913)
- The Stolen Moccasins, regia di William Duncan – cortometraggio (1913)
- The Grocer's Revenge, regia di Charles H. France – cortometraggio (1913)
- The Galloping Romeo, regia di William Duncan – cortometraggio (1913)
- Brown's New Monetary Standard, regia di Hardee Kirkland – cortometraggio (1913)
- Moro Pastimes – cortometraggio, documentario (1913)
- The Flight of the Crow, regia di E.A. Martin – cortometraggio (1913)
- The Magician Fisherman, regia di Charles H. France – cortometraggio (1913)
- The Broken Vase, regia Hardee Kirkland – cortometraggio (1913)
- The Coast of Chance, regia di Oscar Eagle – cortometraggio (1913)
- An Apache's Gratitude, regia di William Duncan – cortometraggio (1913)
- The Child of the Sea, regia di Lem B. Parker – cortometraggio (1913)
- Tobias Turns the Tables, regia di Oscar Eagle – cortometraggio (1913)
- The Ten Thousand Dollar Toe, regia Hardee Kirkland – cortometraggio (1913)
- Scenes in Moroland – cortometraggio, documentario (1913)
- Fate Fashions a Letter, regia di Fred Huntley – cortometraggio (1913)
- The Good Indian, regia di William Duncan – cortometraggio (1913)
- The Water Rat, regia di Oscar Eagle – cortometraggio (1913)
- They Were on Their Honeymoon, regia di Charles H. France – cortometraggio (1913)
- The Adventures of a Watch; or, Time Flies and Comes Back, regia di Hardee Kirkland – cortometraggio (1913)
- How Betty Made Good, regia di William Duncan – cortometraggio (1913)
- The Man in the Street, regia di Oscar Eagle – cortometraggio (1913)
- The Price of the Free, regia di Hardee Kirkland – cortometraggio (1913)
- The Jeweled Slippers, regia di Oscar Eagle – cortometraggio (1913)
- The Lonely Heart, regia di Fred Huntley – cortometraggio (1913)
- The Way of Life, regia di Hardee Kirkland – cortometraggio (1913)
- Howlin' Jones, regia di William Duncan – cortometraggio (1913)
- Nan of the Woods, regia di Fred Huntley – cortometraggio (1913)
- The Wheels of Fate, regia di Oscar Eagle – cortometraggio (1913)
- The Rancher's Failing, regia di Fred Huntley – cortometraggio (1913)
- Around Battle Tree, regia di Oscar Eagle – cortometraggio (1913)
- Two Too Many, regia di Henry MacRae – cortometraggio (1913)
- Her Way, regia di Hardee Kirkland – cortometraggio (1913)
- The Fifth String – cortometraggio (1913)
- The Toils of Deception, regia di Oscar Eagle – cortometraggio (1913)
- Tobias Wants Out, regia di Oscar Eagle – cortometraggio (1913)
- The Redemption of Railroad Jack, regia di E.A. Martin – cortometraggio (1913)
- The Rejected Lover's Luck, regia di William Duncan – cortometraggio (1913)
- The Young Mrs. Eames, regia di Francis J. Grandon – cortometraggio (1913)
- Sissybelle, regia di Lem B. Parker – cortometraggio (1913)
- Bumps and Willie, regia di Fred Huntley – cortometraggio (1913)
- The Spell of the Primeval, regia di Edward LeSaint – cortometraggio (1913)
- The Capture of Bad Brown, regia di William Duncan – cortometraggio (1913)
- The Taj Mahal, Agra, India – cortometraggio, documentario (1913)
- The Policeman and the Baby, regia di Hardee Kirkland – cortometraggio (1913)
- The Invisible Government, regia di Oscar Eagle – cortometraggio (1913)
- The False Friend, regia di Edward LeSaint – cortometraggio (1913)
- The Cattle Thief's Escape, regia di William Duncan – cortometraggio (1913)
- Elephant as a Workman, Rangoon, India – cortometraggio, documentario (1913)
- Our Neighbors, regia di Oscar Eagle – cortometraggio (1913)
- The Conscience Fund, regia di Francis J. Grandon – cortometraggio (1913)
- John Bousall of the U.S. Secret Service, regia di E.A. Martin – cortometraggio (1913)
- The Missionary and the Actress, regia di Lem B. Parker – cortometraggio (1913)
- The Dream of Dan McQuire, regia di Fred Huntley – cortometraggio (1913)
- Saved from the Vigilantes, regia di William Duncan – cortometraggio (1913)
- Only Five Years Old, regia di Lem B. Parker – cortometraggio (1913)
- A Ceylon Tea Estate – cortometraggio, documentario (1913)
- The Love of Penelope, regia di Francis J. Grandon – cortometraggio (1913)
- The Bridge of Shadows, regia di Fred Huntley – cortometraggio (1913)
- The Silver Grindstone, regia di William Duncan – cortometraggio (1913)
- As a Father Spareth His Son, regia di Fred Huntley – cortometraggio (1913)
- The Golden Cloud, regia di Hardee Kirkland – cortometraggio (1913)
- The Abduction of Pinkie – cortometraggio (1913)
- The Woman of the Mountains, regia di Edward LeSaint – cortometraggio (1913)
- The Finger Print, regia di Oscar Eagle – cortometraggio (1913)
- In the Midst of the Jungle, regia di Henry MacRae – cortometraggio (1913)
- Surf and Sunset on the Indian Ocean – cortometraggio, documentario (1913)
- Dishwash Dick's Counterfeit, regia di William Duncan – cortometraggio (1913)
- Dorothy's Adoption – cortometraggio (1913)
- Life for Life, regia di Oscar Eagle – cortometraggio (1913)
- Destiny of the Sea, regia di E.A. Martin – cortometraggio (1913)
- Big Jim of the Sierras, regia di Edward LeSaint – cortometraggio (1913)
- The Pendulum of Fate, regia di Hardee Kirkland – cortometraggio (1913)
- When May Weds December, regia di Francis J. Grandon – cortometraggio (1913)
- Two Sacks of Potatoes, regia di William Duncan – cortometraggio (1913)
- A Muddle in Horse Thieves, regia di Tom Mix – cortometraggio (1913)
- Old Doc Yak and the Artist's Dream, regia di Sidney Smith – cortometraggio (1913)
- The Dangling Noose, regia di Edward LeSaint – cortometraggio (1913)
- Thor, Lord of the Jungles, regia di Colin Campbell – cortometraggio (1913)
- The Tide of Destiny, regia di Lem B. Parker – cortometraggio (1913)
- Hope, regia di Colin Campbell – cortometraggio (1913)
- Between the Rifle Sights, regia di Edward LeSaint – cortometraggio (1913)
- Slipping Fingers – cortometraggio (1913)
- The Probationer, regia di Fred Huntley – cortometraggio (1913)
- The Conversion of Mr. Anti, regia di Willard Newell – cortometraggio (1913)
- Views Along the Rhine – cortometraggio (1913)
- The Schoolmarm's Shooting Match, regia di William Duncan – cortometraggio (1913)
- Phantoms, regia di Colin Campbell – cortometraggio (1913)
- Movin' Pitchers, regia di E.A. Martin– cortometraggio (1913)
- Trying Out No. 707, regia di Edward LeSaint – cortometraggio (1913)
- The Sheriff and the Rustler, regia di William Duncan – cortometraggio (1913)
- The Child of the Prairies, regia di William Duncan – cortometraggio (1913)
- The Matterhorn, Switzerland – cortometraggio, documentario (1913)
- A Cure for Carelessness, regia di Fred Huntley – cortometraggio (1913)
- The Escape of Jim Dolan, regia di William Duncan – cortometraggio (1913)
- The Port of Missing Women – cortometraggio (1913)
- The Touch of a Child – cortometraggio (1913)
- An Actor's Romance, regia di Theo Frenkel – cortometraggio (1913)
- Outwitted by Billy, regia di Edward LeSaint – cortometraggio (1913)
- The Quality of Mercy, regia di Norval MacGregor – cortometraggio (1913)
- Mounted Officer Flynn, regia di Fred Huntley – cortometraggio (1913)
- Cupid in the Cow Camp, regia di William Duncan – cortometraggio (1913)
- A Message from Home, regia di E.A. Martin – cortometraggio (1913)
- The Supreme Moment, regia di Edward LeSaint – cortometraggio (1913)
- The Hopeless Dawn, regia di Colin Campbell – cortometraggio (1913)
- Terrors of the Jungle, regia di Colin Campbell – cortometraggio (1913)
- The Cipher Message, regia di Francis J. Grandon – cortometraggio (1913)
- The Rustler's Reformation, regia di William Duncan – cortometraggio (1913)
- Within the Hour, regia di Marshall Farnum – cortometraggio (1913)
- Granddaddy's Boy, regia di Norval MacGregor – cortometraggio (1913)
- Northern Hearts, regia di Edward J. Le Saint – cortometraggio (1913)
- The Master of the Garden, regia di Colin Campbell – cortometraggio (1913)
- An Equal Chance, regia di E.A. Martin – cortometraggio (1913)
- Hilda of Heron Cove, regia di E.A. Martin – cortometraggio (1913)
- Physical Culture on the Quarter Circle V Bar, regia di William Duncan – cortometraggio (1913)
- The Mysterious Way, regia di Fred Huntley – cortometraggio (1913)
- Cupid Makes a Bull's Eye, regia di E.A. Martin – cortometraggio (1913)
- When Father Craved a Smoke – cortometraggio (1913)
- The Wolf of the City, regia di Marshall Farnum – cortometraggio (1913)
- With Eyes So Blue and Tender, regia di E.A. Martin – cortometraggio (1913)
- Buster's Little Game, regia di William Duncan – cortometraggio (1913)
- Until the Sea..., regia di Colin Campbell – cortometraggio (1913)
- The Lure of the Road, regia di Edward LeSaint – cortometraggio (1913)
- The Open Door, regia di Norval MacGregor – cortometraggio (1913)
- Mother Love vs Gold, regia di William Duncan – cortometraggio (1913)
- A Dip in the Briney, regia di Colin Campbell – cortometraggio (1913)
- Doc Yak's Christmas, regia di Sidney Smith – cortometraggio (1913)
- His Sister, regia di Edward LeSaint – cortometraggio (1913)
- The Unwelcome Throne, regia di Francis J. Grandon – cortometraggio (1913)
- The Adventures of Kathlyn, regia di Francis J. Grandon - serial cinematografico (1913)
- The Stolen Heart, regia di Ralph Delmore – cortometraggio (1913)
- Father's Day, regia di Hardee Kirkland – cortometraggio (1913)
- The College Chaperone, regia di Charles H. France – cortometraggio (1913)
- Miss 'Arabian Nights', regia di Oscar Eagle – cortometraggio (1913)

## 1914
- Harry Lauder Singing Roamin' in the Gloamin' – cortometraggio (1914)
- Harry Lauder Singing Killiecrankie – cortometraggio (1914)
- Harry Lauder Singing I Love a Lassie – cortometraggio (1914)
- Harry Lauder: Himself – cortometraggio (1914)
- Good Resolutions, regia di William Duncan – cortometraggio (1914)
- Buster and Sunshine – cortometraggio (1914)
- At Cross Purposes, regia di Norval MacGregor – cortometraggio (1914)
- Unto the Third and Fourth Generation, regia di Edward LeSaint – cortometraggio (1914)
- The Living Wage, regia di Willard Newell – cortometraggio (1914)
- By Unseen Hand, regia di William Duncan – cortometraggio (1914)
- Pietro the Pianist, regia di E.A. Martin – cortometraggio (1914)
- On the Breast of the Tide, regia di Colin Campbell – cortometraggio (1914)
- The Two Ordeals, regia di Francis J. Grandon – cortometraggio (1914)
- Angel Paradise, regia di Marshall Farnum – cortometraggio (1914)
- Conscience and the Temptress, regia di Norval MacGregor – cortometraggio (1914)
- Blue Blood and Red, regia di Edward LeSaint – cortometraggio (1914)
- Message from Across the Sea – cortometraggio (1914)
- Too Late, regia di Marshall Farnum – cortometraggio (1914)
- His Guiding Spirit, regia di E.A. Martin – cortometraggio (1914)
- The Charmed Arrow, regia di Fred Huntley – cortometraggio (1914)
- A Friend in Need, regia di William Duncan – cortometraggio (1914)
- Doc Yak, Moving Picture Artist, regia di Sidney Smith – cortometraggio (1914)
- The Temple of the Lion, regia di Francis J. Grandon – cortometraggio (1914)
- The Conspirators, regia di Marshall Farnum – cortometraggio (1914)
- The Old vs. the New, regia di Norval MacGregor – cortometraggio (1914)
- Bringing Up Hubby, regia di Francis J. Grandon – cortometraggio (1914)
- A Splendid Sacrifice, regia di Edward LeSaint – cortometraggio (1914)
- A Modern Vendetta, regia di Oscar Eagle – cortometraggio (1914)
- At the Eleventh Hour – cortometraggio (1914)
- The Heart of Maggie Malone, regia di Edward LeSaint – cortometraggio (1914)
- Anni pericolosi (The Little Sister), regia di William Duncan – cortometraggio (1914)
- Tony and Maloney – cortometraggio (1914)
- Italian Games and Dances – cortometraggio, documentario (1914)
- The Royal Slave, regia di Francis J. Grandon – cortometraggio (1914)
- Reconciled in Blood, regia di Edward LeSaint – cortometraggio (1914)
- A Strenuous Scoop, regia di Marshall Farnum – cortometraggio (1914)
- The Mistress of His House, regia di Edward LeSaint – cortometraggio (1914)
- Their Lesson, regia di Norval MacGregor – cortometraggio (1914)
- A Soldier of the C.S.A., regia di Marshall Farnum – cortometraggio (1914)
- The Uphill Climb, regia di Colin Campbell – cortometraggio (1914)
- Through the Centuries, regia di Fred Huntley – cortometraggio (1914)
- Thou Shalt Not Kill, regia di E.A. Martin – cortometraggio (1914)
- Venus and Adonis, regia di Otis Turner – cortometraggio (1914)
- A Mad Marathon – cortometraggio (1914)
- Memories, regia di Edward LeSaint – cortometraggio (1914)
- A Colonel in Chains, regia di Francis J. Grandon – cortometraggio (1914)
- The Cynic, regia di Ralph Delmore – cortometraggio (1914)
- Doc Yak, The Cartoonist, regia di Sidney Smith – cortometraggio (1914)
- King Baby's Birthday, regia di Norval MacGregor – cortometraggio (1914)
- Tested by Fire, regia di Fred Huntley – cortometraggio (1914)
- The Attic Above, regia di E. Mason Hopper – cortometraggio (1914)
- Hearst-Selig News Pictorial, No. 9 - news (1914)
- The Tragedy of Ambition, regia di Colin Campbell – cortometraggio (1914)
- The Smuggler's Sister, regia di Colin Campbell – cortometraggio (1914)
- The Countess and the Burglar, regia diMarshall Farnum – cortometraggio (1914)
- Little Lillian Turns the Tide, regia di Edward LeSaint – cortometraggio (1914)
- The Renegade's Vengeance, regia di William Duncan – cortometraggio (1914)
- Hearst-Selig News Pictorial, No. 10 – cortometraggio, news (1914)
- Three Bags of Silver, regia di Francis J. Grandon – cortometraggio (1914)
- Suppressed News, regia di Oscar Eagle – cortometraggio (1914)
- The Speedway of Despair, regia di Hardee Kirkland – cortometraggio (1914)
- The Cathedral and Leaning Tower of Pisa – cortometraggio, documentario (1914)
- Kid Pink and the Maharajah, regia di Edward LeSaint – cortometraggio (1914)
- Elizabeth's Prayer, regia di Fred Huntley – cortometraggio (1914)
- Hearst-Selig News Pictorial, No. 11 – cortometraggio, news (1914)
- The Better Way, regia di Norval MacGregor – cortometraggio (1914)
- The Story of Venus, regia di Norval MacGregor – cortometraggio (1914)
- The Cop on the Beat, regia di Edward LeSaint – cortometraggio (1914)
- The Golden Patch, regia di E.A. Martin – cortometraggio (1914)
- The Evil We Do, regia di E.A. Martin – cortometraggio (1914)
- Two Little Vagabonds, regia di Henry Otto – cortometraggio (1914)
- Hearst-Selig News Pictorial, No. 12 – cortometraggio, news (1914)
- The Garden of Brides, regia di Francis J. Grandon – cortometraggio (1914)
- In Remembrance – cortometraggio (1914)
- The Spoilers, regia di Colin Campbell (1914)
- While Wifey Is Away, regia di Fred Huntley – cortometraggio (1914)
- Doc Yak, the Poultryman, regia di Sidney Smith – cortometraggio (1914)
- Cupid's Caprice, regia di Oscar Eagle – cortometraggio (1914)
- The Story of Cupid, regia di Norval MacGregor – cortometraggio (1914)
- Hearst-Selig News Pictorial, No. 13 – cortometraggio, news (1914)
- The Salvation of Nance O'Shaughnessy, regia di Colin Campbell – cortometraggio (1914)
- The Midnight Call, regia di Fred Huntley – cortometraggio (1914)
- Fancy Skating – cortometraggio, documentario (1914)
- When Thieves Fall Out, regia di Fred Huntley – cortometraggio (1914)
- The Story of Diana, regia di Norval MacGregor – cortometraggio (1914)
- The Bond of Love – cortometraggio (1914)
- In Amalfi, Italy – cortometraggio, documentario (1914))
- The Cruel Crown, regia di Francis J. Grandon – cortometraggio (1914)
- Hearst-Selig News Pictorial, No. 14 – cortometraggio, documentario (1914)
- A Mix-Up on the Plains, regia di William Duncan – cortometraggio (1914)
- The Rube, regia di Marshall Farnum – cortometraggio (1914)
- The Fire Jugglers, regia di Edward LeSaint – cortometraggio (1914)
- Red Head Introduces Herself, regia di Norval MacGregor – cortometraggio (1914)
- All Mixed Up – cortometraggio (1914)
- The Cherry Pickers, regia di Colin Campbell – cortometraggio (1914)
- Hearst-Selig News Pictorial, No. 15 – cortometraggio, news (1914)
- A Romance of the Forest Reserve, regia di William Duncan – cortometraggio (1914)
- A Page from Yesterday – cortometraggio (1914)
- A Flirt's Repentance, regia di Edward LeSaint – cortometraggio (1914)
- Red Head and Ma's Suitors, regia di Norval MacGregor – cortometraggio (1914)
- Doc Yak, Over the Fence and Out, regia di Sidney Smith – cortometraggio (1914)
- Her Ladyship, regia di Oscar Eagle – cortometraggio (1914)
- Hearst-Selig News Pictorial, No. 16 – cortometraggio, news (1914)
- The Spellbound Multitude, regia di Francis J. Grandon – cortometraggio (1914)
- The Second Wife, regia di Oscar Eagle – cortometraggio (1914)
- The Last Man's Club, regia di Edward LeSaint – cortometraggio (1914)
- In Spite of the Evidence, regia di Walter C. Bellows – cortometraggio (1914)
- Mike the Avenger – cortometraggio (1914)
- Doc Yak, Artillery Man, regia di Sidney Smith – cortometraggio (1914)
- The Game of Life, regia di E.A. Martin – cortometraggio (1914)
- Shotgun Jones, regia di Colin Campbell – cortometraggio (1914)
- Hearst-Selig News Pictorial, No. 17 – cortometraggio, news (1914)
- The Schooling of Mary Ann, regia di Edward LeSaint – cortometraggio (1914)
- The Pirates of Peacock Alley, regia di Oscar Eagle – cortometraggio (1914)
- Little Miss Bountiful, regia di Walter C. Bellows – cortometraggio (1914)
- Hearst-Selig News Pictorial, No. 18 – cortometraggio, news (1914)
- The Plot That Failed – cortometraggio (1914)
- A Knight of Trouble, regia di Harry Jackson – cortometraggio (1914)
- The Warrior Maid, regia di Francis J. Grandon – cortometraggio (1914)
- Hearst-Selig News Pictorial, No. 19 – cortometraggio, news (1914)
- Marrying Gretchen, regia di William Duncan – cortometraggio (1914)
- Doc Yak Bowling, regia di Sidney Smith – cortometraggio (1914)
- Hearst-Selig News Pictorial, No. 20 – cortometraggio, news (1914)
- The Mother of Seven, regia di Norval MacGregor – cortometraggio (1914)
- Two Girls, regia di Norval MacGregor – cortometraggio (1914)
- On the Minute, regia E.A. Martin – cortometraggio (1914)
- Hearst-Selig News Pictorial, No. 21 – cortometraggio, news (1914)
- Doc Yak's Temperance Lecture, regia di Sidney Smith – cortometraggio (1914)
- Marian, the Holy Terror, regia di William Duncan – cortometraggio (1914)
- Doc Yak, the Marksman, regia di Sidney Smith – cortometraggio (1914)
- A Pair of Stockings, regia di Walter C. Bellows – cortometraggio (1914)
- Hearst-Selig News Pictorial, No. 22 – cortometraggio, news (1914)
- At Last We Are Alone, regia di Norval MacGregor – cortometraggio (1914)
- The Taint of Madness, regia di Norval MacGregor – cortometraggio (1914)
- The Forged Parchment, regia di Francis J. Grandon – cortometraggio (1914)
- Hearst-Selig News Pictorial, No. 23 – cortometraggio, news (1914)
- A Ticket to Happiness, regia di Marshall Farnum – cortometraggio (1914)
- Teaching Father a Lesson, regia di Norval MacGregor – cortometraggio (1914)
- A Korean Dance – cortometraggio, documentario (1914)
- Hearst-Selig News Pictorial, No. 24 – cortometraggio, news (1914)
- Music Hath Charms - Not, regia di Harry Jackson – cortometraggio (1914)
- As Time Rolled On – cortometraggio (1914)
- The Estrangement, regia di Oscar Eagle – cortometraggio (1914)
- Doc Yak Bowling, regia di Sidney Smith – cortometraggio (1914)
- The Baby Spy, regia di Edward LeSaint – cortometraggio (1914)
- Hearst-Selig News Pictorial, No. 25 – cortometraggio, news (1914)
- When the Clock Went Wrong, regia di Harry Jackson – cortometraggio (1914)
- Simp Simpson and the Spirits – cortometraggio (1914)
- Dawn, regia di Edward LeSaint – cortometraggio (1914)
- Hearst-Selig News Pictorial, No. 26 – cortometraggio, news (1914)
- Second Childhood, regia di Norval MacGregor – cortometraggio (1914)
- The Girl Behind the Barrier, regia di Edward LeSaint – cortometraggio (1914)
- The Royal Box, regia di Oscar Eagle – cortometraggio (1914)
- The King's Will, regia di Francis J. Grandon – cortometraggio (1914)
- Hearst-Selig News Pictorial, No. 27 – cortometraggio, news (1914)
- The Sheep Runners, regia di Marshall Farnum – cortometraggio (1914)
- The Rummage Sale, regia di Edward LeSaint – cortometraggio (1914)
- Hearst-Selig News Pictorial, No. 28 – cortometraggio, news (1914)
- Willie's Haircut, regia di Norval MacGregor – cortometraggio (1914)
- His First Ride – cortometraggio (1914)
- Rose o' My Heart, regia di Tom Santschi – cortometraggio (1914)
- Judge Dunn's Decision, regia di Edward LeSaint – cortometraggio (1914)
- Hearst-Selig News Pictorial, No. 29 – cortometraggio, news (1914)
- Eugenics at Bar 'U' Ranch, regia di Marshall Farnum – cortometraggio (1914)
- The Doctor's Mistake, regia di Oscar Eagle – cortometraggio (1914)
- Hearst-Selig News Pictorial, No. 30 – cortometraggio, news (1914)
- Doc Yak's Zoo, regia di Sidney Smith – cortometraggio (1914)
- Bombarded, regia di Harry Jackson – cortometraggio (1914)
- When the Night Call Came, regia di Edward LeSaint – cortometraggio (1914)
- The Court of Death, regia di Francis J. Grandon – cortometraggio (1914)
- Hearst-Selig News Pictorial, No. 31 – cortometraggio, news (1914)
- How Lone Wolf Died, regia di Marshall Farnum – cortometraggio 1914
- Castles in the Air, regia di Norval MacGregor – cortometraggio (1914)
- Hearst-Selig News Pictorial, No. 32 – cortometraggio, news (1914)
- Peter's Relations, regia di Harry Jackson – cortometraggio (1914)
- Chicken! – cortometraggio (1914)
- The Girl at His Side, regia di Oscar Eagle – cortometraggio (1914)
- Me an' Bill, regia di Colin Campbell – cortometraggio (1914)
- Hearst-Selig News Pictorial, No. 33 – cortometraggio, news (1914)
- The Servant Question Out West, regia di William Duncan – cortometraggio (1914)
- Doc Yak and the Limited Train, regia di Sidney Smith – cortometraggio (1914)
- Somebody's Sister, regia di E.A. Martin – cortometraggio (1914)
- Hearst-Selig News Pictorial, No. 34 – cortometraggio, news (1914)
- The Captain's Chair, regia di E.A. Martin – cortometraggio (1914)
- The Right to Happiness, regia di Norval MacGregor – cortometraggio (1914)
- In Defiance of the Law, regia di Colin Campbell – cortometraggio (1914)
- The Leopard's Foundling, regia di Francis J. Grandon e Kathlyn Williams – cortometraggio (1914)
- Hearst-Selig News Pictorial, No. 35 – cortometraggio, news (1914)
- Hearts of Men, regia di Marshall Farnum – cortometraggio (1914)
- The Lily of the Valley, regia di Colin Campbell – cortometraggio (1914)
- The Empty Sleeve, regia di Tom Santschi – cortometraggio (1914)
- Hearst-Selig News Pictorial, No. 36 – cortometraggio, news (1914)
- Making Good with Her Family, regia di Harry Jackson – cortometraggio (1914)
- Doc Yak's Wishes, regia di Sidney Smith – cortometraggio (1914)
- The Little Hobo, regia di Oscar Eagle – cortometraggio (1914)
- Reporter Jimmie Intervenes, regia di Edward LeSaint – cortometraggio (1914)
- Hearst-Selig News Pictorial, No. 37 – cortometraggio, news (1914)
- Algie's Sister, regia di Gilmore Walker – cortometraggio (1914)
- Caryl of the Mountains, regia di Tom Santschi – cortometraggio (1914))
- Hearst-Selig News Pictorial, No. 38 – cortometraggio, news (1914)
- Did She Cure Him?, regia di Norval MacGregor – cortometraggio (1914)
- His Fight, regia di Colin Campbell – cortometraggio (1914)
- The Wilderness Mail, regia di Colin Campbell – cortometraggio (1914)
- Hearst-Selig News Pictorial, No. 39 – cortometraggio, news (1914)
- An Egyptian Princess, regia di Walter C. Bellows (come Walter Clark Bellows) – cortometraggio (1914)
- His Last Appeal, regia di E.A. Martin – cortometraggio (1914)
- Hearst-Selig News Pictorial, No. 40 – cortometraggio, news (1914)
- Wiggs Takes the Rest Cure, regia di Francis J. Grandon – cortometraggio (1914)
- The Squatters, regia di Fred Huntley – cortometraggio (1914)
- Hearst-Selig News Pictorial, No. 41 – cortometraggio, news (1914)
- A Woman Laughs, regia di Norval MacGregor – cortometraggio (1914)
- The Lure of the Ladies, regia di Oscar Eagle – cortometraggio (1914)
- The Sealed Package, regia di Tom Santschi – cortometraggio (1914)
- Hearst-Selig News Pictorial, No. 42 – cortometraggio, news (1914)
- The Substitute Heir, regia di E.A. Martin – cortometraggio (1914)
- Footprints, regia di Edward LeSaint – cortometraggio (1914)
- The Five Hundred Dollar Kiss, regia di Oscar Eagle – cortometraggio (1914)
- Hearst-Selig News Pictorial, No. 43 – cortometraggio, news (1914)
- Muff, regia di Norval MacGregor – cortometraggio (1914)
- The Mother Heart, regia di Colin Campbell – cortometraggio (1914)
- Hearst-Selig News Pictorial, No. 44 – cortometraggio, news (1914)
- When the Cook Fell Ill, regia di Colin Campbell – cortometraggio (1914)
- In Tune with the Wild, regia di E.A. Martin – cortometraggio (1914)
- Love vs. Pride, regia di Oscar Eagle – cortometraggio (1914)
- Hearst-Selig News Pictorial, No. 45 – cortometraggio, news (1914)
- Etienne of the Glad Heart, regia di Colin Campbell – cortometraggio (1914)
- The Ordeal, regia di Tom Santschi – cortometraggio (1914)
- The Reporter on the Case, regia di Edward LeSaint – cortometraggio (1914)
- Hearst-Selig News Pictorial, No. 46 – cortometraggio, news (1914)
- The Skull and the Crown, regia di E.A. Martin – cortometraggio (1914)
- Carmelita's Revenge, regia di Norval MacGregor – cortometraggio (1914)
- Willie, regia di Colin Campbell – cortometraggio (1914)
- Hearst-Selig News Pictorial, No. 47 – cortometraggio, news (1914)
- The Jungle Samaritan, regia di Norval MacGregor – cortometraggio (1914)
- The Family Record, regia di Norval MacGregor – cortometraggio (1914)
- Hearst-Selig News Pictorial, No. 48 – cortometraggio, news (1914)
- The Day of the Dog – cortometraggio (1914)
- Meller Drammer, regia di E.A. Martin – cortometraggio (1914)
- Nan's Victory, regia di Tom Santschi – cortometraggio (1914)
- The Speck on the Wall, regia di Colin Campbell – cortometraggio (1914)
- Hearst-Selig News Pictorial, No. 49 – cortometraggio, news (1914)
- If at First You Don't Succeed, regia di E.A. Martin – cortometraggio (1914)
- When a Woman's 40, regia di E.A. Martin – cortometraggio (1914)
- Hearst-Selig News Pictorial, No. 50 – cortometraggio, news (1914)
- The Reveler, regia di Colin Campbell – cortometraggio (1914)
- What Became of Jane?, regia di Edward LeSaint – cortometraggio (1914)
- The White Mouse, regia di Colin Campbell – cortometraggio (1914)
- Hearst-Selig News Pictorial, No. 51 – cortometraggio, news (1914)
- The Sealed Oasis, regia di Edward LeSaint – cortometraggio (1914)
- The Decision of Jim O'Farrell, regia di E.A. Martin – cortometraggio (1914)
- Hearst-Selig News Pictorial, No. 52 – cortometraggio, news (1914)
- Breaking Into Jail – cortometraggio (1914)
- A Low Financier, regia di Norval MacGregor – cortometraggio (1914)
- The Harbor of Love, regia di Norval MacGregor – cortometraggio (1914)
- Chip of the Flying U, regia di Colin Campbell – cortometraggio (1914)
- Who Killed George Graves?, regia di Edward LeSaint – cortometraggio (1914)
- Hearst-Selig News Pictorial, No. 53 – cortometraggio, news (1914)
- Life's Crucible, regia di Tom Santschi – cortometraggio (1914)
- To Be Called For, regia di Francis J. Grandon – cortometraggio (1914)
- Hearst-Selig News Pictorial, No. 54 – cortometraggio, news (1914)
- The House That Went Crazy, regia di Harry Jackson – cortometraggio (1914)
- Pawn Ticket '913', regia di E.A. Martin – cortometraggio (1914)
- When the West Was Young, regia di Colin Campbell – cortometraggio (1914)
- Hearst-Selig News Pictorial, No. 55 – cortometraggio, news (1914)
- A Typographical Error, regia di Edward LeSaint – cortometraggio (1914)
- The Man in Black, regia di Edward LeSaint – cortometraggio (1914)
- Hearst-Selig News Pictorial, No. 56 – cortometraggio, news (1914)
- Oh! Look Who's Here!, regia di Norval MacGregor – cortometraggio (1914)
- The Missing Page, regia di E.A. Martin – cortometraggio (1914)
- Ye Vengeful Vagabonds, regia di Edward LeSaint – cortometraggio (1914)
- Hearst-Selig News Pictorial, No. 57 – cortometraggio, news (1914)
- The Eugenic Girl, regia di Tom Santschi – cortometraggio (1914)
- Jim, regia di Francis J. Grandon – cortometraggio (1914))
- Hearst-Selig News Pictorial, No. 58 – cortometraggio, news (1914)
- The Lonesome Trail, regia di Colin Campbell – cortometraggio (1914)
- At the Risk of His Life, regia di Tom Santschi – cortometraggio (1914)
- The Livid Flame, regia di Francis J. Grandon – cortometraggio (1914)
- Hearst-Selig News Pictorial, No. 59 – cortometraggio, news (1914)
- For Love of Him, regia di E.A. Martin – cortometraggio (1914)
- A Just Punishment, regia di Edward LeSaint – cortometraggio (1914)
- Hearst-Selig News Pictorial, No. 60 – cortometraggio, news (1914)
- You Never Can Tell, regia di Norval MacGregor – cortometraggio (1914)
- Who Got Stung? – cortometraggio (1914)
- The Newsboy Tenor, regia di Norval MacGregor – cortometraggio (1914)
- The Going of the White Swan, regia di Colin Campbell – cortometraggio (1914)
- Hearst-Selig News Pictorial, No. 61 – cortometraggio, news (1914)
- The Real Thing in Cowboys, regia di Tom Mix – cortometraggio (194)
- The Loyalty of Jumbo, regia di E.A. Martin – cortometraggio (1914)
- The Fifth Man, regia di Francis J. Grandon – cortometraggio (1914)
- Hearts and Masks, regia di Colin Campbell – cortometraggio (1914)
- Hearst-Selig News Pictorial, No. 62 – cortometraggio, news (1914)
- An Embarrassing Predicament, regia di Norval MacGregor – cortometraggio (1914)
- Four Minutes Late, regia di Francis J. Grandon – cortometraggio (1914)
- The Moving Picture Cowboy, regia di Tom Mix – cortometraggio (1914)
- Hearst-Selig News Pictorial, No. 63 – cortometraggio, news (1914)
- The Way of the Redman, regia di Tom Mix – cortometraggio (1914)
- The Reparation, regia di Edward LeSaint – cortometraggio (1914)
- Hearst-Selig News Pictorial, No. 64 – cortometraggio, news (1914)
- Jimmie the Porter, regia di Norval MacGregor – cortometraggio (1914)
- Doc Yak's Bottle, regia di Sidney Smith – cortometraggio (1914)
- Her Victory Eternal, regia di E.A. Martin – cortometraggio (1914)
- The Dream Girl, regia di Tom Santschi – cortometraggio (1914)
- Hearst-Selig News Pictorial, No. 65 – cortometraggio, news (1914)
- The Mexican, regia di Tom Mix – cortometraggio (1914)
- Your Girl and Mine: A Woman Suffrage Play, regia di Giles Warren (1914)
- The Mysterious Beauty, regia di Norval MacGregor – cortometraggio (1914)
- Hearst-Selig News Pictorial, No. 66 – cortometraggio, news (1914)
- Garrison's Finish, regia di Francis J. Grandon – cortometraggio (1914)
- The Man Hater, regia di E.A. Martin – cortometraggio (1914)
- The Woman of It, regia di Colin Campbell – cortometraggio (1914)
- The Blue Flame, regia di Edward LeSaint – cortometraggio (1914)
- Hearst-Selig News Pictorial, No. 67 – cortometraggio, news (1914)
- Jimmy Hayes and Muriel, regia di Tom Mix – cortometraggio (1914)
- The Rajah's Vacation, regia di E.A. Martin – cortometraggio (1914)
- Hearst-Selig News Pictorial, No. 68 – cortometraggio, news (1914)
- The Tonsorial Leopard Tamer, regia di Norval MacGregor – cortometraggio (1914)
- The Tragedy That Lived, regia di Colin Campbell – cortometraggio (1914)
- Playing with Fire, regia di Tom Santschi – cortometraggio (1914)
- Hearst-Selig News Pictorial, No. 69 – cortometraggio, news (1914)
- Why the Sheriff Is a Bachelor, regia di Tom Mix – cortometraggio (1914)
- The Wasp, regia di Edward LeSaint – cortometraggio (1914)
- Hearst-Selig News Pictorial, No. 70 – cortometraggio, news (1914)
- The Grate Impeeryul Sirkus, regia di E.A. Martin – cortometraggio (1914)
- At the Transfer Corner, regia di Norval MacGregor – cortometraggio (1914)
- Rosemary, That's for Remembrance, regia di Francis J. Grandon – cortometraggio (1914)
- Hearst-Selig News Pictorial, No. 71 – cortometraggio, news (1914)
- Doc Yak's Cats, regia di Sidney Smith – cortometraggio (1914)
- The Telltale Knife, regia di Tom Mix – cortometraggio (1914)
- 'C D' - A Civil War Tale, regia di Edward LeSaint – cortometraggio (1914)
- Hearst-Selig News Pictorial, No. 72 – cortometraggio, news (1914)
- No Wedding Bells for Her, regia di Norval MacGregor – cortometraggio (1914)
- The Losing Fight, regia di Colin Campbell – cortometraggio (1914)
- When His Ship Came In, regia di Tom Santschi – cortometraggio (1914)
- Hearst-Selig News Pictorial, No. 73 – cortometraggio, news (1914)
- The Ranger's Romance, regia di Tom Mix – cortometraggio (1914)
- The Story of the Blood Red Rose, regia di Colin Campbell – cortometraggio (1914)
- Peggy, of Primrose Lane, regia di Edward LeSaint – cortometraggio (1914)
- Hearst-Selig News Pictorial, No. 74 – cortometraggio, news (1914)
- Cupid Turns the Tables, regia di Norval MacGregor – cortometraggio (1914)
- The Fatal Note, regia di E.A. Martin – cortometraggio (1914)
- If I Were Young Again, regia di Francis J. Grandon – cortometraggio (1914)
- Hearst-Selig News Pictorial, No. 75 – cortometraggio, news (1914)
- The Sheriff's Reward, regia di Tom Mix – cortometraggio (1914)
- The Broken 'X', regia di Edward LeSaint – cortometraggio (1914)
- Hearst-Selig News Pictorial, No. 76 – cortometraggio, news (1914)
- The Mysterious Black Box, regia di Norval MacGregor – cortometraggio (1914)
- Her Sacrifice, regia di Colin Campbell – cortometraggio (1914)
- Out of Petticoat Lane, regia di Francis J. Grandon – cortometraggio (1914)
- Hearst-Selig News Pictorial, No. 77 – cortometraggio, news (1914)
- Doc Yak Plays Golf, regia di Sidney Smith – cortometraggio (1914)
- The Scapegoat, regia di Tom Mix – cortometraggio (1914)
- The Butterfly's Wings, regia di Tom Santschi – cortometraggio (1914)
- Hearst-Selig News Pictorial, No. 78 – cortometraggio, news (1914)
- A Surprise Party, regia di Norval MacGregor – cortometraggio (1914)
- The Fates and Ryan, regia di Edward LeSaint – cortometraggio (1914)
- Unrest, regia di Tom Santschi – cortometraggio (1914)
- Il cacciatore di bisonti (In the Days of the Thundering Herd), regia di Colin Campbell e Francis J. Grandon - mediometraggio (1914)
- Hearst-Selig News Pictorial, No. 79 – cortometraggio, news (1914)
- The Rival Stage Lines, regia di Tom Mix – cortometraggio (1914)
- The Lion Hunter, regia di E.A. Martin – cortometraggio (1914)
- Hearst-Selig News Pictorial, No. 80 – cortometraggio, news (1914)
- Which Ham Is Schnappsmeir's, regia di Norval MacGregor – cortometraggio (1914)
- Love's Acid Test – cortometraggio (1914)
- Her Sister, regia di Edward LeSaint – cortometraggio (1914)
- The Mystery of the Seven Chests, regia di E.A. Martin – cortometraggio (1914)
- Hearst-Selig News Pictorial, No. 81 – cortometraggio, news (1914)
- Saved by a Watch, regia di Tom Mix – cortometraggio (1914)
- The Abyss, regia di Thomas Santschi – cortometraggio (1914)
- Hearst-Selig News Pictorial, No. 82 – cortometraggio, news (1914)
- One Kiss, regia di Norval MacGregor – cortometraggio (1914)
- The Soul Mate, regia di Francis J. Grandon – cortometraggio (1914)
- The Lure of the Windigo, regia di Francis J. Grandon – cortometraggio (1914)
- Hearst-Selig News Pictorial, No. 83 – cortometraggio, news (1914)
- The Man from the East, regia di Tom Mix – cortometraggio (1914)
- The Test, regia di Tom Santschi – cortometraggio (1914)
- Hearst-Selig News Pictorial, No. 84 – cortometraggio, news (1914)
- The Tail of a Coat, regia di Norval MacGregor – cortometraggio (1914)
- Till Death Us Do Part, regia di Colin Campbell – cortometraggio (1914)
- Hearst-Selig News Pictorial, No. 85 – cortometraggio, news (1914)
- Wade Brent Pays, regia di Francis J. Grandon – cortometraggio (1914)
- One Traveler Returns, regia di Edward LeSaint – cortometraggio (1914)
- Hearst-Selig News Pictorial, No. 86 – cortometraggio, news (1914)
- Doc Yak and Santa Claus, regia di Sidney Smith – cortometraggio (1914)
- The Champion Bear Slayer, regia di E.A. Martin – cortometraggio (1914)
- The Flower of Faith, regia di Francis J. Grandon – cortometraggio (1914)
- Hearst-Selig News Pictorial, No. 87 – cortometraggio, news (1914)
- Cactus Jake, Heart-Breaker, regia di Tom Mix – cortometraggio (1914)
- The Old Letter, regia di Tom Santschi – cortometraggio (1914)
- Hearst-Selig News Pictorial, No. 88 – cortometraggio, news (1914)
- Bringing Up Baby, regia di Francis J. Grandon – cortometraggio (1914)
- No Wedding for Her, regia di Norval MacGregor – cortometraggio (1914)
- Finish – cortometraggio (1914)

## 1915
- Wipe Yer Feet, regia di Norval MacGregor – cortometraggio (1915)
- The History of the World's Greatest War – documentario (1915)
- Lassoing a Lion, regia di Tom Santschi – cortometraggio (1915)
- The Strange Case of Princess Khan, regia di Edward LeSaint – cortometraggio (1915)
- Hearst-Selig News Pictorial, No. 1 – cortometraggio, news (1915)
- A Militant School Ma'am, regia di Tom Mix – cortometraggio (1915)
- In the Line of Duty – cortometraggio (1915)
- Hearst-Selig News Pictorial, No. 2 – cortometraggio, news (1915)
- The Strenuous Life – cortometraggio (1915)
- Further Adventures of Sammy Orpheus, regia di Tom Santschi – cortometraggio (1915)
- The Old Code, regia di E.A. Martin – cortometraggio (1915)
- Hearst-Selig News Pictorial, No. 3 – cortometraggio, news (1915)
- Harold's Bad Man, regia di Tom Mix – cortometraggio (1915)
- The Richest Girl in the World, regia di Edward LeSaint – cortometraggio (1915)
- Hearst-Selig News Pictorial, No. 4 – cortometraggio, news (1915)
- The Snailburg Volunteers, regia di Norval MacGregor – cortometraggio (1915)
- Robert Thorne Forecloses, regia di Burton L. King – cortometraggio (1915)
- His Fighting Blood, regia di Tom Santschi – cortometraggio (1915)
- Hearst-Selig News Pictorial, No. 5 – cortometraggio, news (1915)
- Cactus Jim's Shop Girl, regia di Tom Mix – cortometraggio (1915)
- Between Matinee and Night – cortometraggio (1915)
- Hearst-Selig News Pictorial, No. 6 – cortometraggio, news (1915)
- Who Wants to Be a Hero?, regia di William E. Wing – cortometraggio (1915)
- The Primitive Way, regia di Tom Santschi – cortometraggio (1915)
- The Spirit of the Violin, regia di Edward LeSaint – cortometraggio (1915)
- Hearst-Selig News Pictorial, No. 7 – cortometraggio, news (1915)
- The Grizzly Gulch Chariot Race, regia di Tom Mix – cortometraggio (1915)
- Heart's Desire, regia di Francis J. Grandon – cortometraggio (1915)
- Hearst-Selig News Pictorial, No. 8 – cortometraggio, news (1915)
- She Wanted to Be a Widow, regia di Norval MacGregor – cortometraggio (1915)
- The Hut on Sycamore Gap, regia di Burton L. King – cortometraggio (1915)
- The Vision of the Shepherd, regia di Colin Campbell – cortometraggio (1915)
- Hearst-Selig News Pictorial, No. 9 – cortometraggio, news (1915)
- Forked Trails, regia di Tom Mix – cortometraggio (1915)
- Just Like a Woman, regia di Tom Santschi – cortometraggio (1915)
- Hearst-Selig News Pictorial, No. 10 – cortometraggio, news (1915)
- Cats, regia di Norval MacGregor – cortometraggio (1915)
- The Leopard's Lair, regia di E.A. Martin – cortometraggio (1915)
- The Passer-By, regia di Edward LeSaint – cortometraggio (1915)
- Hearst-Selig News Pictorial, No. 11 – cortometraggio, news (1915)
- Roping a Bride, regia di Tom Mix – cortometraggio (1915)
- The Odd Slipper, regia di Burton L. King – cortometraggio (1915)
- Hearst-Selig News Pictorial, No. 12 – cortometraggio, news (1915)
- The Perfumed Wrestler, regia di Norval MacGregor – cortometraggio (1915)
- The Bugle Call, regia di E.A. Martin – cortometraggio (1915)
- The Van Thornton Diamonds, regia di Francis J. Grandon – cortometraggio (1915)
- Hearst-Selig News Pictorial, No. 13 – cortometraggio, news (1915)
- Bill Haywood, Producer, regia di Tom Mix – cortometraggio (1915)
- The Black Diamond, regia di Edward LeSaint – cortometraggio (1915)
- Hearst-Selig News Pictorial, No. 14 – cortometraggio, news (1915)
- The Lady Killer, regia di Norval MacGregor – cortometraggio (1915)
- Love and the Leopard, regia di E.A. Martin – cortometraggio (1915)
- The Red Blood of Courage, regia di Tom Santschi – cortometraggio (1915)
- Hearst-Selig News Pictorial, No. 15 – cortometraggio, news (1915)
- Slim Higgins, regia di Tom Mix – cortometraggio (1915)
- Hearst-Selig News Pictorial, No. 16 – cortometraggio, news (1915)
- The Millionaire Cabby, regia di E.A. Martin – cortometraggio (1915)
- Hearts of the Jungle, regia di Francis J. Grandon – cortometraggio (1915)
- Hearst-Selig News Pictorial, No. 17 – cortometraggio, news (1915)
- A Child of the Prairie, regia di Tom Mix – cortometraggio (1915)
- The Man from Texas, regia di Tom Mix – cortometraggio (1915)
- The Missing Ruby, regia di Tom Santschi – cortometraggio (1915)
- Hearst-Selig News Pictorial, No. 18 – cortometraggio, news (1915)
- The Kidnapped Lover, regia di Norval MacGregor – cortometraggio (1915)
- The Guardian's Dilemma, regia di Tom Santschi – cortometraggio (1915)
- The Lady of the Cyclamen, regia di Edward LeSaint – cortometraggio (1915)
- Hearst-Selig News Pictorial, No. 19 – cortometraggio, news (1915)
- The Stagecoach Driver and the Girl, regia di Tom Mix – cortometraggio (1915)
- The Eagle and the Sparrow, regia di Burton L. King – cortometraggio (1915)
- Hearst-Selig News Pictorial, No. 20 – cortometraggio, news (1915)
- And Then It Happened, regia di Norval MacGregor – cortometraggio (1915)
- Come 'Round an' Take That Elephant Away, regia di Norval MacGregor – cortometraggio (1915)
- The Fork in the Road, regia di Tom Santschi – cortometraggio (1915)
- Hearst-Selig News Pictorial, No. 21 – cortometraggio, news (1915)
- Sage Brush Tom, regia di Tom Mix – cortometraggio (1915)
- The Puny Soul of Peter Rand, regia di Francis J. Grandon – cortometraggio (1915)
- Hearst-Selig News Pictorial, No. 22 – cortometraggio, news (1915)
- Why Billings Was Late, regia di Norval MacGregor – cortometraggio (1915)
- Jack's Pals, regia di Francis J. Grandon – cortometraggio (1915)
- Retribution, regia di Edward LeSaint – cortometraggio (1915)
- Hearst-Selig News Pictorial, No. 23 – cortometraggio, news (1915)
- The Outlaw's Bride, regia di Tom Mix – cortometraggio (1915)
- Alice of the Lake, regia di Burton L. King – cortometraggio (1915)
- Hearst-Selig News Pictorial, No. 24 – cortometraggio, news (1915)
- The Clam-Shell Suffragettes – cortometraggio (1915)
- Perils of the Jungle, regia di E.A. Martin – cortometraggio (1915)
- Ma's Girls, regia di Tom Mix – cortometraggio (1915)
- Hearst-Selig News Pictorial, No. 25 – cortometraggio, news (1915)
- The Legal Light, regia di Tom Mix – cortometraggio (1915)
- Ashes of Gold, regia di Edward LeSaint – cortometraggio (1915)
- Hearst-Selig News Pictorial, No. 26 – cortometraggio, news (1915)
- Two Women and One Hat, regia di Norval MacGregor – cortometraggio (1915)
- A Night in the Jungle, regia di E.A. Martin – cortometraggio (1915)
- The Gentleman Burglar, regia di E.A. Martin – cortometraggio (1915)
- Hearst-Selig News Pictorial, No. 27 – cortometraggio, news (1915)
- Getting a Start in Life, regia di Tom Mixs – cortometraggio (1915)
- Aunt Mary, regia di Tom Santschi – cortometraggio (1915)
- Hearst-Selig News Pictorial, No. 28 – cortometraggio, news (1915)
- Man Overboard, regia di Norval MacGregor – cortometraggio (1915)
- Her Jungle Sweetheart, regia di Giles Warren – cortometraggio (1915)
- The Poetic Justice of Omar Khan, regia di Edward LeSaint – cortometraggio (1915)
- Hearst-Selig News Pictorial, No. 29 – cortometraggio, news (1915)
- Mrs. Murphy's Cooks, regia di Tom Mix – cortometraggio (1915)
- Iole the Christian, regia di Burton L. King – cortometraggio (1915)
- Hearst-Selig News Pictorial, No. 30 – cortometraggio, news (1915)
- The Strenght of a Samson, regia di E.A. Martin – cortometraggio (1915)
- The Jungle Stockade, regia di Tom Santschi – cortometraggio (1915)
- The Great Experiment, regia di Tom Santschi – cortometraggio (1915)
- Hearst-Selig News Pictorial, No. 31 – cortometraggio, news (1915)
- The Conversion of Smiling Tom, regia di Tom Mix – cortometraggio (1915)
- The Face at the Window, regia di Francis J. Grandon – cortometraggio (1915)
- Hearst-Selig News Pictorial, No. 32 – cortometraggio, news (1915)
- The Idol of Fate, regia di Norval MacGregor – cortometraggio (1915)
- The Tyrant of the Veldt, regia di Tom Santschi – cortometraggio (1915)
- Lonely Lovers, regia di E.A. Martin – cortometraggio (1915)
- Hearst-Selig News Pictorial, No. 33 – cortometraggio, news (1915)
- The Honor of the Camp, regia di Burton L. King – cortometraggio (1915)
- The Voice of Eva, regia di Burton L. King – cortometraggio (1915)
- Hearst-Selig News Pictorial, No. 34 – cortometraggio, news (1915)
- At the Mask Ball, regia di Norval MacGregor – cortometraggio (1915)
- The Hand of Mahawee, regia di Giles Warren – cortometraggio (1915)
- The Reaping, regia di Burton L. King – cortometraggio (1915)
- The Carpet from Bagdad, regia di Colin Campbell (1915)
- Hearst-Selig News Pictorial, No. 35 – cortometraggio, news (1915)
- An Arizona Wooing, regia di Tom Mix – cortometraggio (1915)
- Her Career, regia di Burton L. King – cortometraggio (1915)
- Hearst-Selig News Pictorial, No. 36 – cortometraggio, news (1915)
- The Strategist, regia di Norval MacGregor – cortometraggio (1915)
- The Lion's Mate, regia di Tom Santschi – cortometraggio (1915)
- Ingratitude of Liz Taylor, regia di Edward LeSaint – cortometraggio (1915)
- Hearst-Selig News Pictorial, No. 37 – cortometraggio, news (1915)
- The Yellow Streak, regia di Burton L. King – cortometraggio (1915)
- The Last of the Stills, regia di Burton L. King – cortometraggio (1915)
- Hearst-Selig News Pictorial, No. 38 – cortometraggio, news (1915)
- A Matrimonial Boomerang, regia di Tom Mix – cortometraggio (1915)
- Tiger Bait, regia di L. W. Chaudet[2] – cortometraggio (1915)
- The Jest of Jealousy – cortometraggio (1915)
- Hearst-Selig News Pictorial, No. 39 – cortometraggio, news (1915)
- Across the Desert, regia di Burton L. King – cortometraggio (1915)
- Love Finds a Way, regia di Tom Santschi – cortometraggio (1915)
- The Two Natures Within Him, regia di Tom Santschi – cortometraggio (1915)
- Hearst-Selig News Pictorial, No. 40 – cortometraggio, news (1915)
- The Jaguar Trap, regia di Tom Santschi – cortometraggio (1915)
- Light o' Love, regia di J. Charles Haydon (come Charles Hayden) – cortometraggio (1915)
- Hearst-Selig News Pictorial, No. 41 – cortometraggio, news (1915)
- Two Brothers and a Girl, regia di Burton L. King – cortometraggio (1915)
- Mother's Birthday, regia di Burton L. King – cortometraggio (1915)
- The Quarry – cortometraggio (1915)
- Hearst-Selig News Pictorial, No. 42 – cortometraggio, news (1915)
- In the Amazon Jungle – cortometraggio (1915)
- The Millionaire Baby, regia di Lawrence Marston e (non accreditato) Thomas N. Heffron (1915)
- The Blood Yoke, regia di Edward LeSaint – cortometraggio (1915)
- Hearst-Selig News Pictorial, No. 43 – cortometraggio, news (1915)
- Polishing Up Polly, regia di Burton L. King – cortometraggio (1915)
- Red Wins, regia di Norval MacGregor – cortometraggio (1915)
- How Callahan Cleaned Up Little Hell, regia di Tom Santschi – cortometraggio (1915)
- Hearst-Selig News Pictorial, No. 44 – cortometraggio, news (1915)
- Beautiful Belinda, regia di E.A. Martin – cortometraggio (1915)
- The Web of Crime – cortometraggio (1915)
- Hearst-Selig News Pictorial, No. 45 – cortometraggio, news (1915)
- Willie Goes to Sea, regia di Colin Campbell – cortometraggio (1915)
- Pals in Blue, regia di Tom Mix – cortometraggio (1915)
- Hearst-Selig News Pictorial, No. 46 – cortometraggio, news (1915)
- Saved by Her Horse, regia di Tom Mix – cortometraggio (1915)
- The Journey's End – cortometraggio (1915)
- Letters Entangled – cortometraggio (1915)
- Hearst-Selig News Pictorial, No. 47 – cortometraggio, news (1915)
- The Heart of the Sheriff, regia di Tom Mix – cortometraggio (1915)
- A Tragedy in Panama – cortometraggio (1915)
- His Father's Rifle, regia di Edward LeSaint – cortometraggio (1915)
- Hearst-Selig News Pictorial, No. 48 – cortometraggio, news (1915)
- The Angel of Spring, regia di Guy Oliver – cortometraggio (1915)
- The Fortunes of Mariana – cortometraggio (1915)
- Hearst-Selig News Pictorial, No. 49 – cortometraggio, news (1915)
- With the Aid of the Law, regia di Tom Mix – cortometraggio (1915)
- The Onion Patch, regia di Norval MacGregor – cortometraggio (1915)
- Sands of Time, regia di Colin Campbell – cortometraggio (1915)
- Hearst-Selig News Pictorial, No. 50 – cortometraggio, news (1915)
- The Tiger Cub – cortometraggio (1915)
- The Rosary, regia di Colin Campbell (1915)
- The Girl and the Reporter, regia di Tom Santschi – cortometraggio (1915)
- Hearst-Selig News Pictorial, No. 51 – cortometraggio, news (1915)
- On the Border – cortometraggio (1915)
- The Mystery of Dead Man's Isle, regia di Giles Warren – cortometraggio (1915)
- The War o' Dreams, regia di E.A. Martin – cortometraggio (1915)
- Hearst-Selig News Pictorial, No. 52 – cortometraggio, news (1915)
- Trailed to the Puma's Lair – cortometraggio (1915)
- Hearst-Selig News Pictorial, No. 53 – cortometraggio, news (1915)
- A Studio Escapade, regia di Lloyd B. Carleton – cortometraggio (1915)
- The Coyote, regia di Guy Oliver – cortometraggio (1915)
- The Adventure Hunter, regia di E.A. Martin – cortometraggio (1915)
- Hearst-Selig News Pictorial, No. 54 – cortometraggio, news (1915)
- Ebb Tide, regia di Colin Campbell – cortometraggio (1915)
- Bound by the Leopard's Love – cortometraggio (1915)
- Pup the Peacemaker, regia di Burton L. King – cortometraggio (1915)
- The Smouldering, regia di Frank Beal – cortometraggio (1915)
- Hearst-Selig News Pictorial, No. 55 – cortometraggio, news (1915)
- The Parson Who Fled West, regia di Burton L. King – cortometraggio (1915)
- The Octopus, regia di Tom Santschi – cortometraggio (1915)
- Hearst-Selig News Pictorial, No. 56 – cortometraggio, news (1915)
- Lives of the Jungle – cortometraggio (1915)
- The Shadow and the Shade, regia di Edward LeSaint – cortometraggio (1915)
- Hearst-Selig News Pictorial, No. 57 – cortometraggio, news (1915)
- Foreman of Bar Z Ranch, regia di Tom Mix  – cortometraggio(1915)
- At the Flood Tide, regia di Guy Oliver – cortometraggio (1915)
- Motherhood, regia di Lloyd B. Carleton – cortometraggio (1915)
- Hearst-Selig News Pictorial, No. 58 – cortometraggio, news (1915)
- The Heart of Paro, regia di Tom Santschi – cortometraggio (1915)
- The Unfinished Portrait, regia di Edward LeSaint – cortometraggio (1915
- Hearst-Selig News Pictorial, No. 59 – cortometraggio, news (1915)
- A Texas Steer, regia di Giles Warren (1915)
- The Child, the Dog and the Villain, regia di Tom Mix – cortometraggio (1915)
- Jimmy – cortometraggio (1915)
- The Isle of Content, regia di George Nichols – cortometraggio (1915)
- Hearst-Selig News Pictorial, No. 60 – cortometraggio, news (1915)
- The Quest – cortometraggio (1915)
- The Melody of Doom, regia di Frank Beal – cortometraggio (1915)
- Hearst-Selig News Pictorial, No. 61 – cortometraggio, news (1915)
- The Taking of Mustang Pete, regia di Tom Mix – cortometraggio (1915)
- The Scarlet Lady, regia di George Nichols – cortometraggio (1915)
- Hearst-Selig News Pictorial, No. 62 – cortometraggio, news (1915)
- The Black Leopard, regia di Louis Chaudet – cortometraggio (1915)
- The Face in the Mirror – cortometraggio (1915)
- Hearst-Selig News Pictorial, No. 63 – cortometraggio, news (1915)
- When Love Is Mocked, regia di George Nichols – cortometraggio (1915)
- Hearst-Selig News Pictorial, No. 64 – cortometraggio, news (1915)
- The Gold Dust and the Squaw, regia di Tom Mix – cortometraggio (1915)
- The Orang-Outang – cortometraggio (1915)
- In the King's Service, regia di Tom Santschi – cortometraggio (1915)
- Hearst-Selig News Pictorial, No. 65 – cortometraggio, news (1915)
- The Prima Donna's Mother, regia di E.A. Martin – cortometraggio (1915)
- The Clause in the Constitution, regia di Edward LeSaint – cortometraggio (1915)
- Hearst-Selig News Pictorial, No. 66 – cortometraggio, news (1915)
- A Lucky Deal, regia di Tom Mix – cortometraggio (1915)
- The House of a Thousand Candles, regia di Thomas N. Heffron (1915)
- The Girl with the Red Feather, regia di Lloyd B. Carleton – cortometraggio (1915)
- Hearst-Selig News Pictorial, No. 67 – cortometraggio, news (1915)
- The Doughnut Vender, regia di Burton L. King – cortometraggio (1915)
- The Strange Case of Talmai Lind, regia di William Robert Daly – cortometraggio (1915)
- Hearst-Selig News Pictorial, No. 68 – cortometraggio, news (1915)
- The Master of the Bengals, regia di Louis Chaudet – cortometraggio (1915)
- The Way of a Woman's Heart – cortometraggio (1915)
- Hearst-Selig News Pictorial, No. 69 – cortometraggio, news (1915)
- The Leaving of Lawrence, regia di Giles Warren – cortometraggio (1915)
- The Man with the Iron Heart, regia di George Nichols – cortometraggio (1915)
- Hearst-Selig News Pictorial, No. 70 – cortometraggio, news (1915)
- The Awful Adventures of an Aviator, regia di Norval MacGregor – cortometraggio (1915)
- Knock-Out Dugan's Find – cortometraggio (1915)
- The Mystic Ball, regia William Robert Daly – cortometraggio (1915)
- Hearst-Selig News Pictorial, No. 71 – cortometraggio, news (1915)
- 'Neath Calvary's Shadows, regia di William Robert Daly – cortometraggio (1915)
- Hearst-Selig News Pictorial, No. 72 – cortometraggio, news (1915)
- Never Again, regia di Tom Mix – cortometraggio (1915)
- Into the Dark, regia di Burton L. King – cortometraggio (1915)
- Man's Law, regia di Colin Campbell – cortometraggio (1915)
- Hearst-Selig News Pictorial, No. 73 – cortometraggio, news (1915)
- How Weary Went Wooing, regia di Tom Mix – cortometraggio (1915)
- Gli amanti della giungla (The Jungle Lovers), regia di Lloyd B. Carleton – cortometraggio (1915)
- Hearst-Selig News Pictorial, No. 74 – cortometraggio, news (1915)
- Cocksure Jones, Detective, regia di Burton L. King – cortometraggio (1915)
- The Eternal Feminine, regia di George Nichols – cortometraggio (1915)
- The Circular Staircase, regia di Edward LeSaint (1915)
- Hearst-Selig News Pictorial, No. 75 – cortometraggio, news (1915)
- The Range Girl and the Cowboy, regia di Tom Mix – cortometraggio (1915)
- The Blood Seedling, regia di Tom Santschi – cortometraggio (1915)
- Hearst-Selig News Pictorial, No. 76 – cortometraggio, news (1915)
- The Runt, regia di Colin Campbell – cortometraggio (1915)
- The Auction Sale of Run-Down Ranch, regia di Tom Mix – cortometraggio (1915)
- Hearst-Selig News Pictorial, No. 77 – cortometraggio, news (1915)
- Her Slight Mistake, regia di Tom Mix – cortometraggio (1915)
- The Agony of Fear, regia di Giles Warren – cortometraggio (1915)
- Hearst-Selig News Pictorial, No. 78 – cortometraggio, news (1915)
- Mutiny in the Jungle, regia di Frank Beal – cortometraggio (1915)
- Hearst-Selig News Pictorial, No. 79 – cortometraggio, news (1915)
- A Sultana of the Desert, regia di Tom Santschi – cortometraggio (1915)
- The Girl and the Mail Bag, regia di Tom Mix – cortometraggio (1915)
- The Bridge of Time, regia di Frank Beal – cortometraggio (1915)
- Hearst-Selig News Pictorial, No. 80 – cortometraggio, news (1915)
- The Tiger Slayer, regia di William Robert Daly – cortometraggio (1915)
- The Sculptor's Model, regia di George Nichols – cortometraggio (1915)
- Hearst-Selig News Pictorial, No. 81 – cortometraggio, news (1915)
- The Foreman's Choice, regia di Tom Mix – cortometraggio (1915)
- The Chronicles of Bloom Center, regia di Marshall Neilan - serial cinematografico (1915)
- Landing the Hose Reel, regia di Marshall Neilan – cortometraggio (1915)
- Hearst-Selig News Pictorial, No. 82 – cortometraggio, news (1915)
- In the Midst of African Wilds, regia di Lloyd B. Carleton – cortometraggio (1915)
- The Brave Deserve the Fair, regia di Tom Mix – cortometraggio (1915)
- Hearst-Selig News Pictorial, No. 83 – cortometraggio, news (1915)
- A Black Sheep, regia di Thomas N. Heffron (1915)
- The Stagecoach Guard, regia di Tom Mix – cortometraggio (1915)
- Hearst-Selig News Pictorial, No. 84 – cortometraggio, news (1915)
- In Leopard Land, regia di Tom Santschi – cortometraggio (1915)
- Shoo Fly, regia di Burton L. King – cortometraggio (1915)
- Hearst-Selig News Pictorial, No. 85 – cortometraggio, news (1915)
- Hearst-Selig News Pictorial, No. 86 – cortometraggio, news (1915)
- The Race for a Gold Mine, regia di Tom Mix – cortometraggio (1915)
- When California Was Wild, regia di William Robert Daly – cortometraggio (1915)
- The Flashlight, regia di Lloyd B. Carleton – cortometraggio (1915)
- Hearst-Selig News Pictorial, No. 87 – cortometraggio, news (1915)
- Athletic Ambitions, regia di Tom Mix – cortometraggio (1915)
- Their Sinful Influence, regia di Lloyd B. Carleton – cortometraggio (1915)
- Hearst-Selig News Pictorial, No. 88 – cortometraggio, news (1915)
- The Lost Messenger, regia di George Nichols – cortometraggio (1915)
- The Come Back of Percy, regia di Marshall Neilan – cortometraggio (1915)
- Hearst-Selig News Pictorial, No. 89 – cortometraggio, news (1915)
- The Chef at Circle G, regia di Tom Mix – cortometraggio (1915)
- Hearst-Selig News Pictorial, No. 90 – cortometraggio, news (1915)
- The White Light of Publicity, regia di Lloyd B. Carleton – cortometraggio (1915)
- The Vengeance of Rannah, regia di Tom Santschi – cortometraggio (1915)
- Sweet Alyssum, regia di Colin Campbell (1915)
- Hearst-Selig News Pictorial, No. 91 – cortometraggio, news (1915)
- The Tenderfoot's Triumph, regia di Tom Mix – cortometraggio (1915)
- The Print of the Nails, regia di George Nichols – cortometraggio (1915)
- Hearst-Selig News Pictorial, No. 92 – cortometraggio, news (1915)
- Locked In, regia di George Nichols – cortometraggio (1915)
- Hearst-Selig News Pictorial, No. 93 – cortometraggio, news (1915)
- A Thing or Two in Movies, regia di Marshall Neilan – cortometraggio (1915)
- The Impersonation of Tom, regia di Tom Mix – cortometraggio (1915)
- Hearst-Selig News Pictorial, No. 94 – cortometraggio, news (1915)
- Young Love, regia di Tom Santschi – cortometraggio (1915)
- Just as I Am, regia di Colin Campbell – cortometraggio (1915)
- Hearst-Selig News Pictorial, No. 95 – cortometraggio, news (1915)
- Bad Man Bobbs, regia di Tom Mix – cortometraggio (1915)
- The Love of Loti San, regia di Lloyd B. Carleton – cortometraggio (1915)
- Hearst-Selig News Pictorial, No. 96 – cortometraggio, news (1915)
- A Jungle Revenge, regia di Tom Santschi – cortometraggio (1915)
- The Run on Percy, regia di Sidney Smith – cortometraggio (1915)
- Hearst-Selig News Pictorial, No. 97 – cortometraggio, news (1915)
- Orders, regia di Tom Santschi – cortometraggio (1915)
- Hearst-Selig News Pictorial, No. 98 – cortometraggio, news (1915)
- The Baby and the Leopard, regia di Tom Santschi – cortometraggio (1915)
- The Coquette's Awakening, regia di Frank Beal – cortometraggio (1915)
- I'm Glad My Boy Grew Up to Be a Soldier, regia di Frank Beal - mediometraggio (1915)
- Hearst-Selig News Pictorial, No. 99 – cortometraggio, news (1915)
- On the Eagle Trail, regia di Tom Mix – cortometraggio (1915)
- The Golden Spurs, regia di Lloyd B. Carleton – cortometraggio (1915)
- Jungle Justice, regia di William Robert Daly – cortometraggio (1915)
- Hearst-Selig News Pictorial, No. 100 – cortometraggio, news (1915)
- Perkin's Pep Producer, regia di Sidney Smith – cortometraggio (1915)
- Hearst-Selig News Pictorial, No. 101 – cortometraggio, news (1915)
- Hartney Merwin's Adventure, regia di E.A. Martin – cortometraggio (1915)
- Hearst-Selig News Pictorial, No. 102 – cortometraggio, news (1915)
- Sacred Tiger of Agra, regia di Lloyd B. Carleton – cortometraggio (1915)
- The Making of Crooks, regia di William Robert Daly – cortometraggio (1915)
- Hearst-Selig News Pictorial, No. 103 – cortometraggio, news (1915)
- Hearst-Selig News Pictorial, No. 104 – cortometraggio, news (1915)
- The Man Hunt!, regia di Tom Mix – cortometraggio (1915)
- Scars, regia di Burton L. King – cortometraggio (1915)

## 1916
- The Way of the Redman, regia di Tom Mix
- The Manicure Girl, regia di Burton L. King – cortometraggio (1916)
- Sweet Lady Peggy – cortometraggio (1916)
- In the Days of Daring – cortometraggio (1916)
- The Buried Treasure of Cobre, regia di Frank Beal – cortometraggio (1916)
- Selig-Tribune, No. 1 – cortometraggio, news (1916)
- Selig-Tribune, No. 2 – cortometraggio, news (1916)
- Spooks, regia di Marshall Neilan – cortometraggio (1916)
- The Devil-in-Chief, regia di Colin Campbell – cortometraggio (1916)
- Selig-Tribune, No. 3 – cortometraggio, news (1916)
- Selig-Tribune, No. 4 – cortometraggio, news (1916)
- No Sir-ee Bob!, regia di Sidney Smith – cortometraggio (1916)
- Why Love Is Blind, regia di George Nichols – cortometraggio (1916)
- Selig-Tribune, No. 5 – cortometraggio, news (1916)
- Selig-Tribune, No. 6 – cortometraggio, news (1916)
- When the Circus Came to Town, regia di Sidney Smith – cortometraggio (1916)
- Tom Martin: A Man, regia di George Nichols – cortometraggio (1916)
- Selig-Tribune, No. 7 – cortometraggio, news (1916)
- Selig-Tribune, No. 8 – cortometraggio, news (1916)
- Apple Butter, regia di Sidney Smith – cortometraggio (1916)
- Selig-Tribune, No. 9 – cortometraggio, news (1916)
- Diamonds Are Trumps, regia di William Robert Daly – cortometraggio (1916)
- Selig-Tribune, No. 10 – cortometraggio, news (1916)
- The Desert Calls Its Own, regia di Tom Mix – cortometraggio (1916)
- Thou Shalt Not Covet, regia di Colin Campbell (1916)
- The Dragnet, regia di Frank Beal – cortometraggio (1916)
- Selig-Tribune, No. 11 – cortometraggio, news (1916)
- Selig-Tribune, No. 12 – cortometraggio, news (1916)
- A Mix-Up in Movies, regia di Tom Mix – cortometraggio (1916)
- The Black Orchid, regia di Thomas N. Heffron – cortometraggio (1916)
- Selig-Tribune, No. 13 – cortometraggio, news (1916)
- Selig-Tribune, No. 14 – cortometraggio, news (1916)
- The Adventures of Kathlyn, regia di Francis J. Grandon (1916)
- Making Good, regia di Tom Mix – cortometraggio (1916)
- Virtue Triumphant, regia di William Robert Daly – cortometraggio (1916)
- Selig-Tribune, No. 15 – cortometraggio, news (1916)
- Selig-Tribune, No. 16 – cortometraggio, news (1916)
- A Safe Risk, regia di Sidney Smith – cortometraggio (1916)
- The Grinning Skull, regia di George Nichols – cortometraggio (1916)
- Selig-Tribune, No. 17 – cortometraggio, news (1916)
- Selig-Tribune, No. 18 – cortometraggio, news (1916)
- The Uncut Diamond, regia di William Robert Daly – cortometraggio (1916)
- Unto Those Who Sin, regia di William Robert Daly (1916)
- Selig-Tribune, No. 19 – cortometraggio, news (1916)
- Selig-Tribune, No. 20 – cortometraggio, news (1916)
- The Passing of Pete, regia di Tom Mix – cortometraggio (1916)
- The Regeneration of Jim Halsey, regia di Colin Campbell – cortometraggio (1916)
- Selig-Tribune, No. 21 – cortometraggio, news (1916)
- Selig-Tribune, No. 22 – cortometraggio, news (1916)
- Toll of the Jungle, regia di Tom Santschi – cortometraggio (1916)
- The Ne'er Do Well, regia di Colin Campbell (1916)
- Selig-Tribune, No. 23 – cortometraggio, news (1916)
- Number 13, Westbound, regia di Frank Beal – cortometraggio (1916)
- Selig-Tribune, No. 24 – cortometraggio, news (1916)
- Trilby's Love Disaster, regia di Tom Mix – cortometraggio (1916)
- Selig-Tribune, No. 25 – cortometraggio, news (1916)
- Selig-Tribune, No. 26 – cortometraggio, news (1916)
- Her Dream of Life, regia di Frank Beal – cortometraggio (1916)
- A Social Deception, regia di Thomas N. Heffron – cortometraggio (1916)
- The Devil, the Servant, and the Man, regia di Frank Beal – cortometraggio (1916)
- The Cycle of Fate, regia di Marshall Neilan (1916)
- Selig-Tribune, No. 27 – cortometraggio, news (1916)
- Selig-Tribune, No. 28 – cortometraggio, news (1916)
- Along the Border, regia di Tom Mix – cortometraggio (1916)
- Wives of the Rich, regia di Thomas N. Heffron – cortometraggio (1916)
- Selig-Tribune, No. 29 – cortometraggio, news (1916)
- Selig-Tribune, No. 30 – cortometraggio, news (1916)

- The Beauty Hunters, regia di William Robert Daly – cortometraggio (1916)
- The Three Wise Men, regia di Colin Campbell – cortometraggio (1916)
- Too Many Chefs, regia di Tom Mix – cortometraggio (1916)
- War-Torn Poland – cortometraggio, documentario (1916)
- The Woman Who Did Not Care, regia di Frank Beal – cortometraggio (1916)
- Badgered, regia di Thomas N. Heffron – cortometraggio (1916)
- The Man Within, regia di Tom Mix – cortometraggio (1916)
- At Piney Ridge, regia di William Robert Daly (1916)
- An Elephant's Gratitude, regia di Tom Santschi – cortometraggio (1916)
- A Stranger in New York, regia di Thomas N. Heffron – cortometraggio (1916)
- The Temptation of Adam, regia di Alfred E. Green – cortometraggio (1916)
- The Sheriff's Duty, regia di Tom Mix – cortometraggio (1916)
- The Hard Way, regia di Thomas N. Heffron – cortometraggio (1916)
- The Boarding House Ham, regia di Thomas Persons – cortometraggio (1916)
- The Test of Chivalry, regia di William Robert Daly – cortometraggio (1916)
- 5,000 Dollar Elopement (o Five Thousand-Dollar Elopement), regia di Tom Mix – cortometraggio (1916)
- $5,000 Reward, regia di Tom Mix – cortometraggio (1916)
- The Hare and the Tortoise, regia di William Robert Daly – cortometraggio (1916)
- Into the Primitive, regia di Thomas N. Heffron (1916)
- Crooked Trails, regia di Tom Mix – cortometraggio (1916)
- Temperance Town, regia di Thomas N. Heffron – cortometraggio (1916)
- Going West to Make Good, regia di Tom Mix – cortometraggio (1916)
- The Cowpuncher's Peril, regia di Tom Mix – cortometraggio (1916)
- The Reprisal, regia di William Robert Daly – cortometraggio (1916)
- The Dream of Eugene Aram, regia di Colin Campbell – cortometraggio (1916)
- Taking a Chance, regia di Tom Mix – cortometraggio (1916)
- The Valiants of Virginia, regia di Thomas N. Heffron (1916)
- The Sacrifice, regia di Frank Beal – cortometraggio (1916)
- Indiana, regia di Frank Beal – cortometraggio (1916)
- The Girl of Gold Gulch, regia di Tom Mix – cortometraggio (1916)
- The Return, regia di Thomas N. Heffron – cortometraggio (1916)
- Some Duel, regia di Tom Mix – cortometraggio (1916)
- Legal Advice, regia di Tom Mix – cortometraggio (1916)
- The Private Banker, regia di Tom Santschi – cortometraggio (1916)
- Shooting Up the Movies, regia di Tom Mix – cortometraggio (1916)
- The Prince Chap, regia di Marshall Neilan (1916)
- The Conflict, regia di William Robert Daly – cortometraggio (1916)
- Local Color on the A-1 Ranch, regia di Tom Mix – cortometraggio (1916)
- The Old Man Who Tried to Grow Young, regia di Thomas N. Heffron – cortometraggio (1916)
- An Angelic Attitude, regia di Tom Mix – cortometraggio (1916)
- The Gold Ship, regia di Frank Beal – cortometraggio (1916)
- A Western Masquerade, regia di Tom Mix – cortometraggio (1916)
- The Germ of Mystery, regia di William Robert Daly – cortometraggio (1916)
- A Bear of a Story, regia di Tom Mix – cortometraggio (1916)
- The Far Country, regia di Frank Beal – cortometraggio (1916)

- The Country That God Forgot, regia di Marshall Neilan (1916)
- Roping a Sweetheart, regia di Tom Mix – cortometraggio (1916)
- Out of the Mist, regia di William Robert Daly – cortometraggio (1916)
- Tom's Strategy, regia di Tom Mix – cortometraggio (1916)
- His Brother's Keeper, regia di William Robert Daly – cortometraggio (1916)
- The Taming of Grouchy Bill, regia di Tom Mix – cortometraggio (1916)
- The Pony Express Rider, regia di Tom Mix – cortometraggio (1916)
- In Jungle Wilds, regia di L.W. Chaudet (Louis Chaudet) – cortometraggio (1916)
- Into the Northland, regia di William Robert Daly – cortometraggio (1916)
- A Corner in Water, regia di Tom Mix – cortometraggio (1916)
- Power of the Cross, regia di Burton L. King – cortometraggio (1916)
- The Raiders, regia di Tom Mix – cortometraggio (1916)
- In the House of the Chief, regia di Thomas N. Heffron – cortometraggio (1916)
- The Canby Hill Outlaws, regia di Tom Mix – cortometraggio (1916)
- Converging Paths, regia di Burton L. King – cortometraggio (1916)
- A Mistake in Rustlers, regia di Tom Mix – cortometraggio (1916)
- Only a Rose, regia di Burton L. King – cortometraggio (1916)
- An Eventful Evening, regia di Tom Mix – cortometraggio (1916)
- Out of the Shadows, regia di Burton L. King – cortometraggio (1916)
- A Close Call, regia di Tom Mix – cortometraggio (1916)
- Small Town Stuff, regia di Norval MacGregor – cortometraggio (1916)
- World Series Games 1916, Boston vs. Brooklyn, regia di J.C. Wheeler – documentario (1916)
- Tom's Sacrifice, regia di Tom Mix – cortometraggio (1916)
- When Cupid Slipped, regia di Victoria Forde – cortometraggio (1916)
- So Shall Ye Reap, regia di Burton L. King – cortometraggio (1916)
- The Girl Detective, regia di Burton L. King – cortometraggio (1916)
- The Sheriff's Blunder, regia di Tom Mix – cortometraggio (1916)
- Hedge of Heart's Desire, regia di Burton L. King – cortometraggio (1916)
- The Crisis, regia di Colin Campbell (1916)
- Following the Flag – cortometraggio (1916)
- Mistakes Will Happen, regia di Tom Mix – cortometraggio (1916)
- The Brand of Cain, regia di Colin Campbell – cortometraggio (1916)
- Twisted Trails, regia di Tom Mix – cortometraggio (1916)
- The Road to Fame, regia di Burton L. King – cortometraggio (1916)
- The Five Franc Piece, regia di Francis J. Grandon – cortometraggio (1916)
- The Man He Might Have Been, regia di Burton L. King – cortometraggio (1916)
- The Golden Thought, regia di Tom Mix – cortometraggio (1916)
- The Garden of Allah, regia di Colin Campbell (1916)
- The Right Hand Path, regia di Burton L. King – cortometraggio (1916)

## 1917
- Vengeance vs. Mercy – cortometraggio (1917)
- Toll of Sin, regia di Oscar Eagle – cortometraggio (1917)
- A Daughter of the Southland, regia di Oscar Eagle – cortometraggio (1917)
- In Payment of the Past, regia di Burton L. King – cortometraggio (1917)
- Starring in Western Stuff, regia di Tom Mix – cortometraggio (1917)
- The Making of Bob Mason's Wife, regia di Burton L. King – cortometraggio (1917)
- The Princess of Patches, regia di Alfred E. Green (1917)
- On Italy's Firing Line, regia di Tom Bret – cortometraggio (1917)
- The Luck That Jealousy Brought, regia di Tom Mix – cortometraggio (1917)
- Delayed in Transit, regia di E.A. Martin – cortometraggio (1917)
- Cupid's Touchdown, regia di Frank Beal – cortometraggio (1917)
- Beware of Strangers, regia di Colin Campbell (1917)
- A Strange Adventure, regia di Marshall Neilan – cortometraggio) (1917)
- The Heart of Texas Ryan, regia di E.A. Martin (1917)
- The Saddle Girth, regia di E.A. Martin e Tom Mix – cortometraggio (1917)
- The Great Treasure, regia di Otis Thayer – cortometraggio (1917)
- A Brother's Sacrifice, regia di Francis J. Grandon – cortometraggio (1917)
- Little Lost Sister, regia di Alfred E. Green (1917)
- Over the Garden Wall, regia di Norval MacGregor – cortometraggio (1917)
- No Place Like Home, regia di Norval MacGregor – cortometraggio (1917)
- The Greater Punishment, regia di Francis J. Grandon – cortometraggio (1917)
- The Power of Pin Money, regia di Otis Thayer – cortometraggio (1917)
- The Goddess of Chance, regia di Burton L. King – cortometraggio (1917)
- The Boob, regia di Otis Thayer – cortometraggio (1917)
- Mr. Bingo, the Bachelor, regia di Norval MacGregor – cortometraggio (1917)
- Father and Son, regia di Otis Thayer – cortometraggio (1917)
- Everybody Was Satisfied, regia di Norval MacGregor – cortometraggio (1917)
- A Question of Honesty, regia di Otis Thayer – cortometraggio (1917)
- Danger Trail, regia di Frederick A. Thomson (1917)
- The Last of Her Clan, regia di Burton L. King – cortometraggio (1917)
- The Lad and the Lion, regia di Alfred E. Green (1917)
- A Hole in the Ground, regia di Joseph A. Richmond – cortometraggio (1917)
- Two-Dollar Gloves, regia di Otis Thayer – cortometraggio (1917)
- The Evil Sag, regia di Otis Thayer – cortometraggio (1917)
- The Daughter of Gas House Dan, regia di Otis Thayer – cortometraggio (1917)
- Romance and Roses, regia di Norval MacGregor – cortometraggio (1917)
- Rescuing Uncle, regia di Norval MacGregor – cortometraggio (1917)
- Bill and the Bearded Lady, regia di Norval MacGregor – cortometraggio (1917)
- Baseball at Mudville, regia di Norval MacGregor – cortometraggio (1917)
- A Social Climber, regia di Otis Thayer – cortometraggio (1917)
- The Mystery of No. 47, regia di Otis Thayer (1917)
- Knight of the Saddle – cortometraggio (1917)
- A Brass Monkey, regia di Joseph A. Richmond – cortometraggio (1917)
- The Friendship of Beaupere, regia di Alfred E. Green – cortometraggio (1917)
- The Heart of Jules Carson, regia di Burton L. King – cortometraggio (1917)
- A Day and a Night, regia di J.A. Richmond – cortometraggio (1917)
- Won in the Stretch, regia di Burton L. King – cortometraggio (1917)
- Uncle Sam Afloat and Ashore – cortometraggio, documentario (1917)
- The Return of Soapweed Scotty, regia di Burton L. King – cortometraggio (1917)
- The Prodigal's Return, regia di Otis Thayer – cortometraggio (1917)
- The Love of Princess Olga, regia di Otis Thayer – cortometraggio (1917)
- The Framed Miniature, regia di Burton L. King – cortometraggio (1917)
- The Font of Courage, regia di Burton L. King – cortometraggio (1917)
- Movie Stunts by Tom Mix – cortometraggio (1917)
- In the Talons of an Eagle, regia di Francis J. Grandon – cortometraggio (1917)
- A Rag Baby, regia di Joseph A. Richmond – cortometraggio (1917)
- The L. X. Clew, regia di Burton L. King – cortometraggio (1917)
- The African Jungle, regia di E.A. Martin – cortometraggio (1917)
- A Runaway Colt, regia di J.A. Richmond – cortometraggio (1917)
- The Smoldering Spark, regia di Colin Campbell – cortometraggio (1917)
- The Right of Might, regia di George Barber – cortometraggio (1917)
- A Man, a Girl, and a Lion, regia di Francis J. Grandon – cortometraggio (1917)
- The Barker, regia di J.A. Richmond (1917)
- A Trip to Chinatown, regia di Joseph A. Richmond – cortometraggio (1917)
- A Dog in the Manger – cortometraggio (1917)
- The Love of Madge O'Mara, regia di Colin Campbell – cortometraggio (1917)
- Her Perilous Ride, regia di Colin Campbell – cortometraggio (1917)
- The Sole Survivor, regia di Francis J. Grandon – cortometraggio (1917)
- Her Heart's Desire, regia di Colin Campbell – cortometraggio (1917)
- A Midnight Bell, regia di Joseph A. Richmond – cortometraggio (1917)
- Her Salvation – cortometraggio (1917)
- Between Man and Beast, regia di Colin Campbell – cortometraggio (1917)
- Pioneer Days, regia di Oscar Eagle – cortometraggio (1917)
- The Voice That Led Him, regia di Francis J. Grandon – cortometraggio (1917)
- A Contented Woman, regia di Joseph A. Richmond – cortometraggio (1917)
- Training Our Khaki-Clad Heroes – cortometraggio, documentario (1917)
- The Victor of the Plot, regia di Colin Campbell – cortometraggio (1917)
- The Rustler's Vindication – cortometraggio (1917)
- Bear Facts, regia di J.A. Richmond (1917)
- The Witness for the State, regia di Colin Campbell – cortometraggio (1917)
- The Angel of Poverty Row, regia di Colin Campbell – cortometraggio (1917)
- The Law North of 65, regia di Colin Campbell – cortometraggio (1917)
- Who Shall Take My Life?, regia di Colin Campbell (1917)
- In After Years, regia di E.A. Martin – cortometraggio (1917)

## 1918
- Brown of Harvard, regia di Harry Beaumont (1918)
- The City of Purple Dreams, regia di Colin Campbell (1918)
- The Still Alarm, regia di Colin Campbell (1918)
- A Hoosier Romance, regia di Colin Campbell (1918)
- Little Orphant Annie, regia di Colin Campbell (1918)

## 1920
- La città perduta (The Lost City), regia di E.A. Martin - serial cinematografico (1920)
- Days of Daring, regia di Tom Mix (1920)
- La prigioniera della jungla (The Jungle Princess), regia di E.A. Martin (1920)

## 1921
- The Mask, regia di Bertram Bracken (1921)
- Miracles of the Jungle, regia di James Conway e E.A. Martin - serial cinematografico (1921)